# Livree degli sponsor in Formula 1
Le livree in Formula 1 sono in uso dagli anni '60, e hanno rimpiazzato i colori nazionali precedentemente utilizzati. Con l'aumento dell'importanza degli sponsor a causa dei costi crescenti in Formula 1, molti team desideravano mostrare i loghi degli sponsor nel modo migliore possibile.
Le livree sono solitamente diverse per ogni stagione, secondo le esigenze di mercato degli sponsor. Tuttavia molti team mantengono una base simile nel corso degli anni, come il rosso della Ferrari, che trova la sua origine nel rosso corsa, colore nazionale dell'Italia nel motorsport. Gli sponsor di marche di tabacco o alcool erano molto diffusi nell'ambiente, finché non sono stati banditi in molte parti del mondo; negli eventi con macchine d'epoca, queste possono mantenere la livrea con cui correvano in origine.

## AGS
L'AGS - Automobiles Gonfaronnaises Sportives è stata fondata in Francia nel 1968, ma è entrata in Formula 1 solo nel 1986.
| Anno | Colori principali | Altri colori  | Sponsor principali | Altri sponsor                                      |
| ---- | ----------------- | ------------- | ------------------ | -------------------------------------------------- |
| 1986 | Bianco            |               |                    | Jolly Club, El Charro                              |
| 1987 | Rosso, bianco     | El Charro     | Acto               |                                                    |
| 1988 | Nero              | Arancione     | Tennen             | Elf, Bouygues, Facom, Tennen, F.A.T. International |
| 1989 | Nero              | Bianco        | Faure              | Camel, Goodyear, LM                                |
| 1990 | Nero              |               | Ted Lapidus        | Goodyear                                           |
| 1991 | Blu, bianco       | Rosso, giallo | Paolo Fiore        | Filling, mmta, Goodyear, Bburago                   |

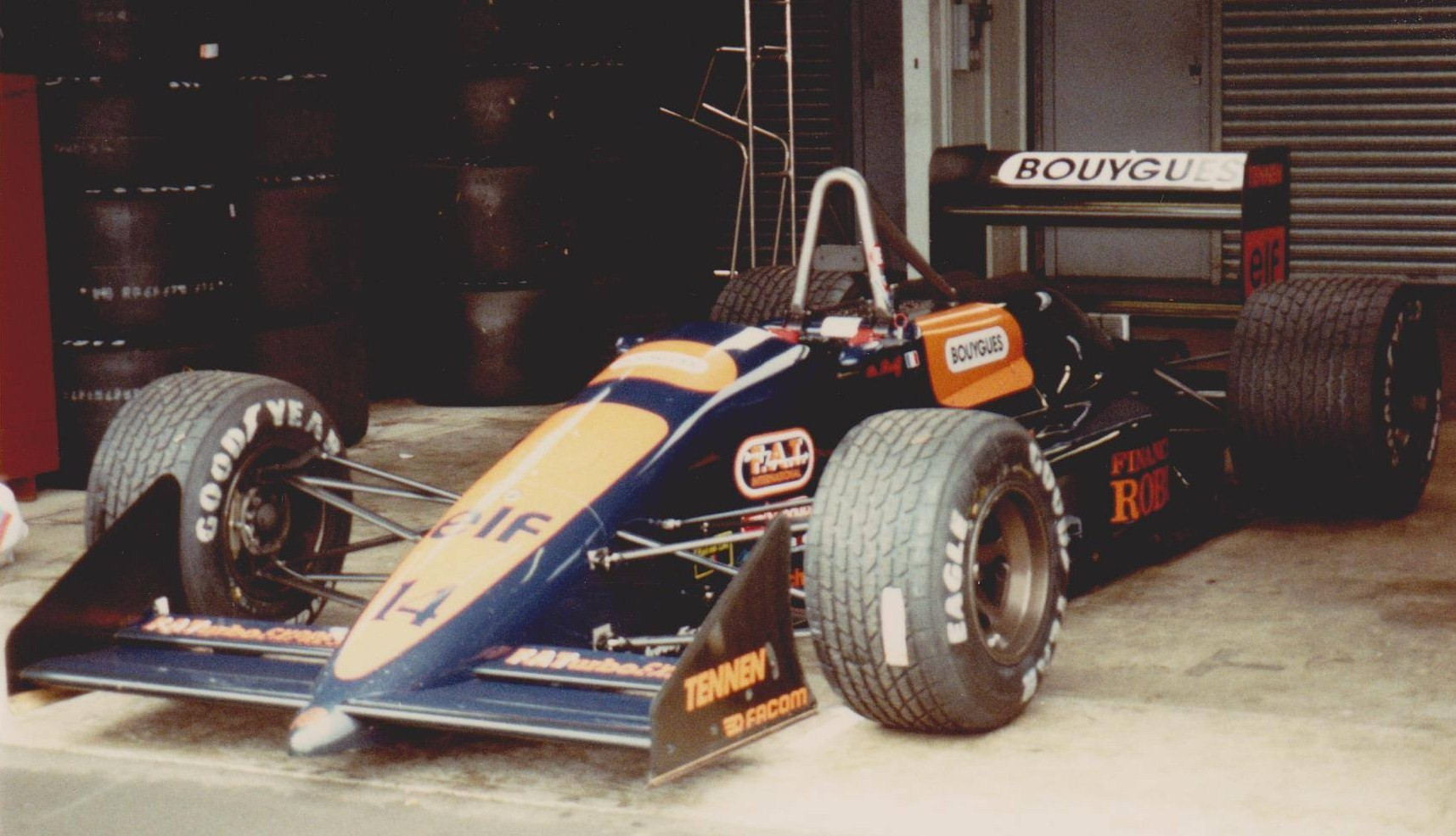
La AGSJH23 di Philippe Streiff nel 1988 a Silverstone
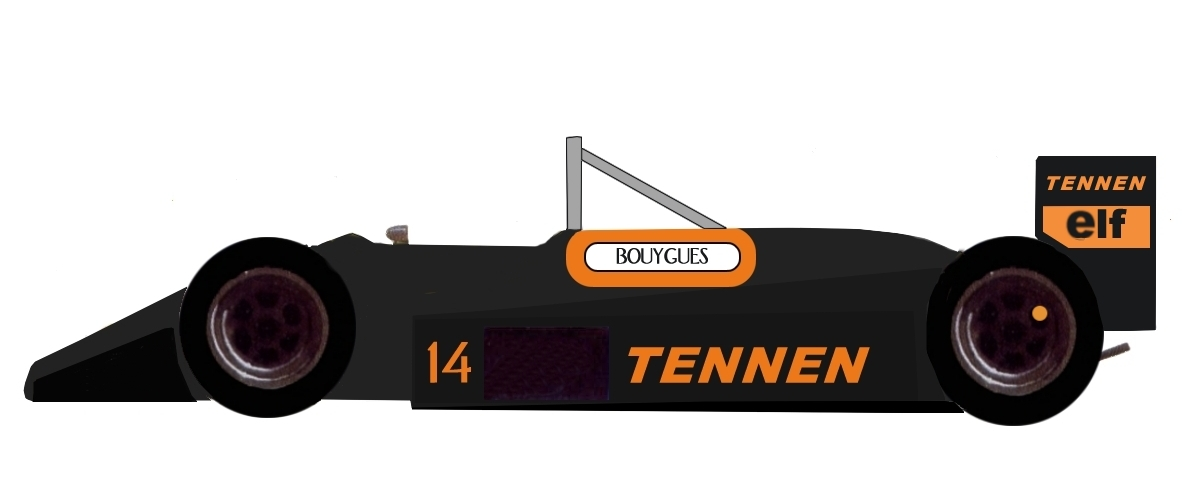
Una AGS JH23 del campionato di formula 1 1988

## Alfa Romeo
L'Alfa Romeo fu un costruttore in Formula 1 fra il 1950 e il 1951 e nel periodo 1979-1985. Il team utilizzò il rosso corsa nel 1950, 1951 e 1979. Nel 1980 cambiò con l'avvento dello sponsor Marlboro. Nel 1984 l'azienda Benetton divenne il principale sponsor sulla livrea della scuderia italiana fino al ritiro di questa dalla competizione nel 1985.
| Anno      | Colori principali   | Altri colori   | Sponsor principali                                                                    | Altri sponsor | Livree senza Marlboro                                                                                               |
| --------- | ------------------- | -------------- | ------------------------------------------------------------------------------------- | --- | --- |
| 1979      | Rosso corsa         | Bianco         |                                                                                       | Agip, Magneti Marelli | |
| 1980–1983 | Rosso, bianco, nero |                | Marlboro                                                                              | Champion, Facom, Michelin, Nordica, Agip, Koni, Magneti Marelli | Logo Marlboro rimpiazzato con un codice a barre per certi gran premi a causa delle restrizioni su alcool e tabacco. |
| 1984–1985 | Verde, rosso        | Benetton Group | Champion, OZ Wheels, Ferodo, Agip, Goodyear, Brembo, Koni, Speedline, Magneti Marelli | | |
| 2019      | Bianco              | Rosso, Blu     | Alfa Romeo                                                                            | Shell, Singha, Axitea, Carrera, Richard Mille, Magneti Marelli, Pirelli, Claro, Adler, Hewlett Packard Enterprise, Betsafe, Little Mole, Sauber Engineering, Sparco, Huski Chocolate (United States only) | |
| 2020      | Bianco, rosso       |                | Alfa Romeo, Orlen                                                                     | Singha, Axitea, Carrera, Richard Mille, Magneti Marelli, Pirelli, Additive Industries, Huski Chocolate, Sauber Engineering, Sparco, Hewlett Packard Enterprise, Adler Pelzer Group, Globe Air, Ivy Oxford | |
| 2021      | Bianco, rosso       |                | Alfa Romeo, Orlen                                                                     | Sauber Engineering, Singha, Carrera, Magneti Marelli, Pirelli, Zadara, Eighty One, Additive Industries, Iqoniq, Sparco, Adler Pelzer Group, AB Dynamics, Code Zero                                        | |
| 2022      | Bianco, rosso       |                | Alfa Romeo, Orlen                                                                     | Accelleron, Additive Industries, Adler Pelzer Group, Singha, Zadara, Magneti Marelli, Pirelli, AMX, Camozzi, Sabelt, Puma, Rebellion, Web Eyewear, Hyland, DRF Bets, ZCG                                  | |

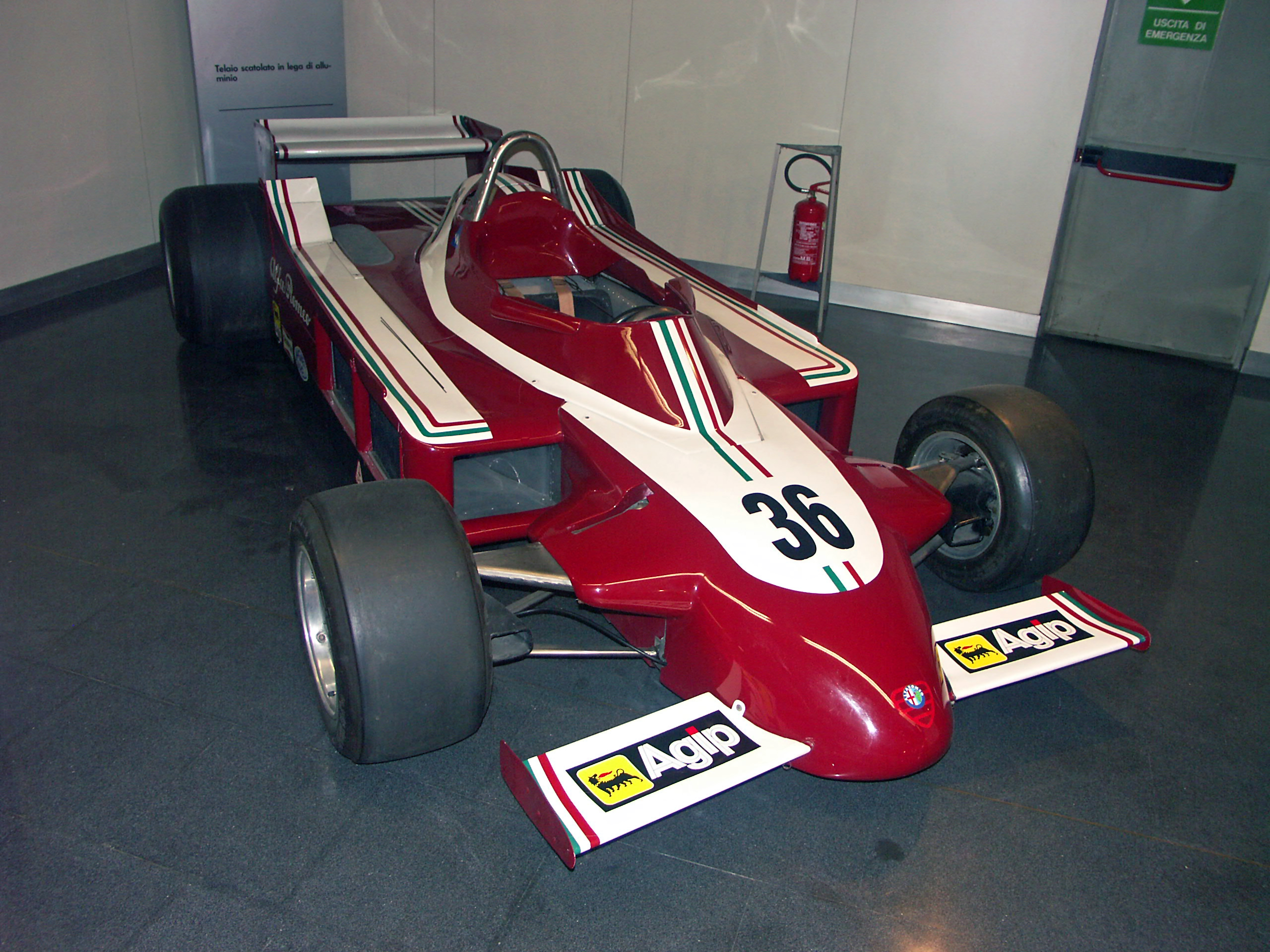
1979: Alfa Romeo ritorna in Formula 1 come costruttore.
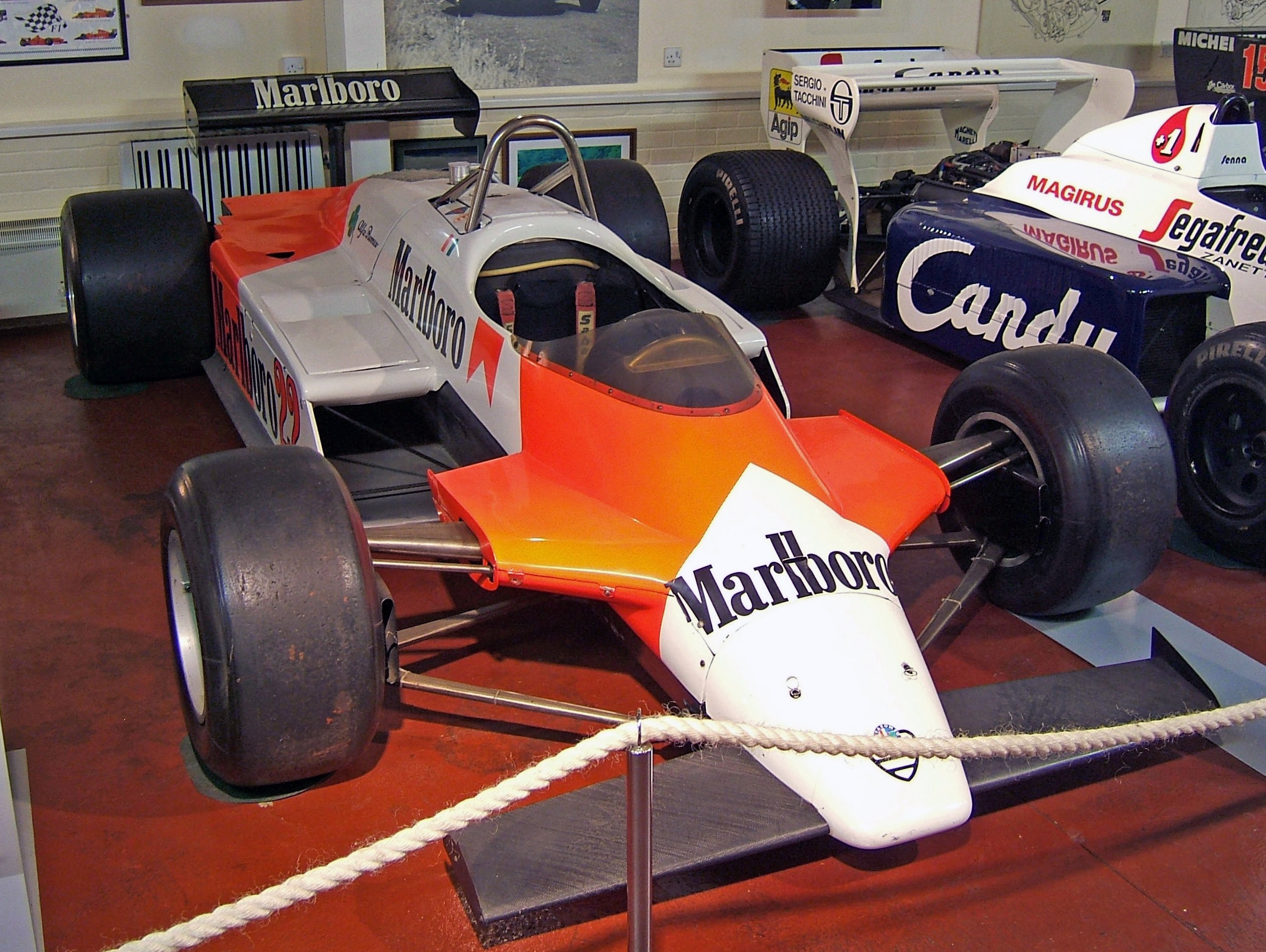
1980: L'Alfa Romeo presenta la vettura con livrea Marlboro.
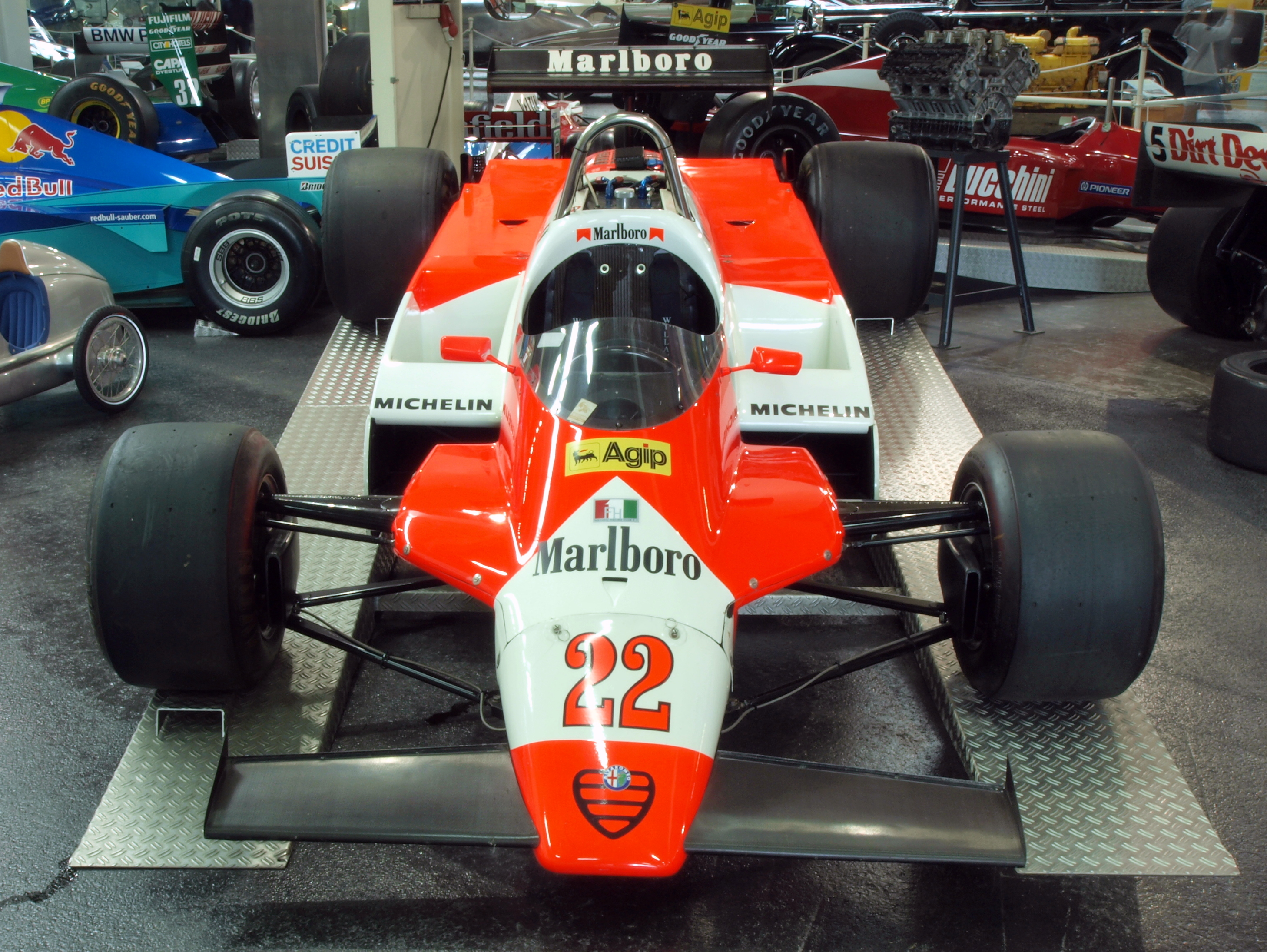
Un'Alfa Romeo 182B del 1982 con livrea Marlboro.
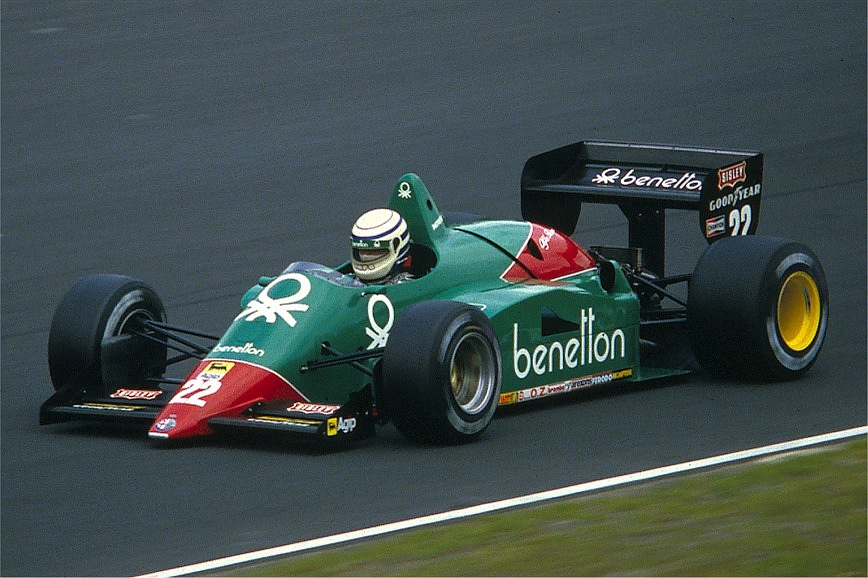
1985: Un'Alfa Romeo 184TB con livrea Benetton.
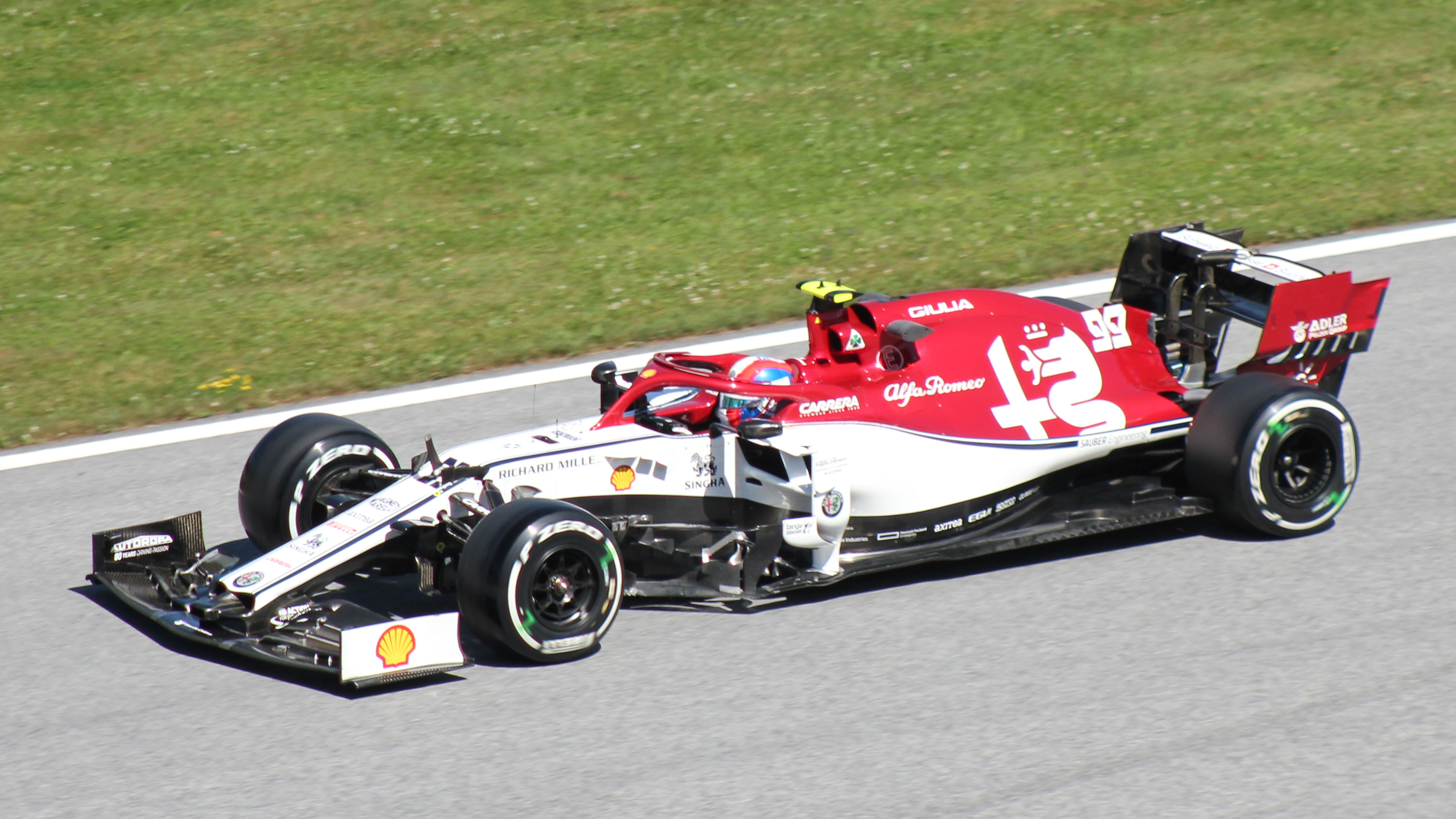
2019: an Alfa Romeo C38 of Antonio Giovinazzi.

## AlphaTauri/Toro Rosso
| Anno                   | Colori principali | Altri colori | Sponsor principali | Altri sponsor |
| ---------------------- | ----------------- | ------------ | ------------------ | --- |
| 2006, 2007, 2008, 2009 | Blu scuro         | Rosso, oro   | Red Bull           | Bridgestone, Cosworth (2006), Magneti Marelli (2008–2009) |
| 2010                   | Blu scuro         | Rosso, oro   | Red Bull           | Red Bull Mobile, Speed Week, Money Service Group |
| 2011                   | Blu scuro         | Rosso, oro   | Red Bull           | Red Bull Mobile, Money Service Group, Red Bulletin, Speed Week, Siemens, Pirelli, Cepsa |
| 2012, 2013             | Blu scuro         | Rosso, oro   | Red Bull           | Cepsa, Servus TV, Falcon Private Bank, NOVA Chemicals, Siemens, Pirelli |
| 2014, 2015             | Blu scuro         | Rosso, oro   | Red Bull           | Cepsa, NOVA Chemicals, Siemens, Pirelli, Sapinda, Renault, Servus TV, Estrella Galicia (2015) |
| 2016                   | Blu scuro         | Rosso, oro   | Red Bull           | Casio Edifice, Servus TV, Pirelli, Sapinda, Falcon Private Bank, Estrella Galicia, Acronis |
| 2017, 2018, 2019       | Blu               | Rosso, oro   | Red Bull           | Casio Edifice, Servus TV (2017), Pirelli, Estrella Galicia (2017), Acronis (2017–2018), Mobil 1 (2017), Esso (2017), Honda (2018–2019), KFC (2018), MyWorld (2019), Buzz (2019), Moose Craft Cider (2019), PTT Lubricants (2019), Tennor (2019) |
| 2020                   | Bianco, blu navy  |              | AlphaTauri         | Honda, Casio Edifice, Pirelli, RDS, My World, Moose, Randstad |
| 2021                   | Blu navy          | Bianco       | AlphaTauri, Honda  | Casio Edifice, Pirelli, RDS, My World, Fantom, DAZN |
| 2022                   | Bianco, blu navy  |              | AlphaTauri         | Pirelli, DAZN, Epicor, HRC, Fantom, ICM, Flex-Box, Ravenol, Ziba Foods |

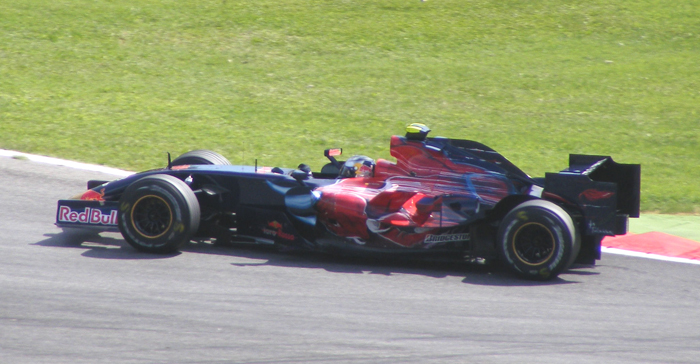
Sebastian Vettel alla guida della Toro Rosso STR2 al Gran Premio d'Italia 2007.
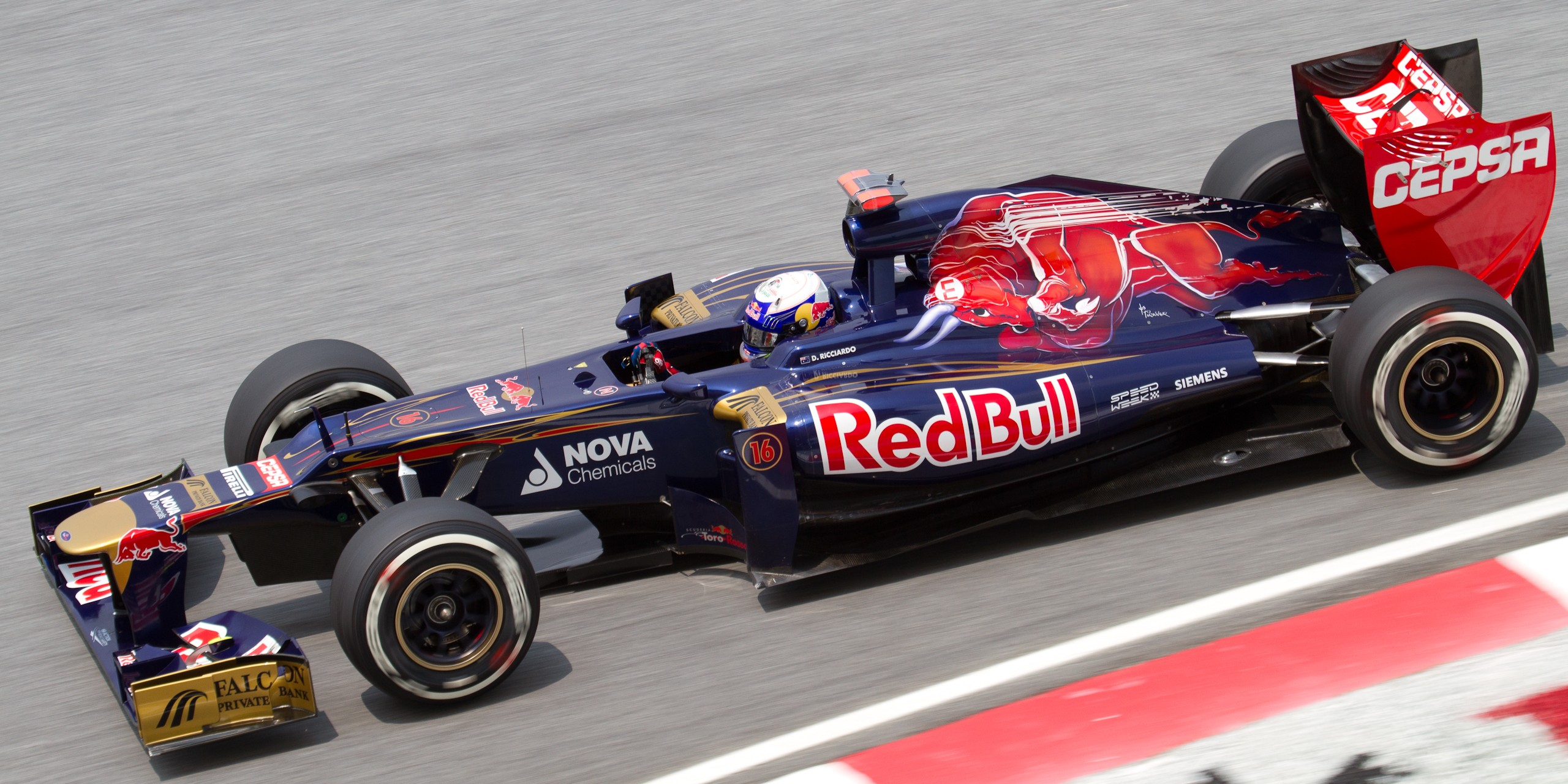
La sponsorizzazione Falcon Bank ha portato più oro nella livrea della scuderia. Qui Daniel Ricciardo impegnato con la STR7 al Gran Premio della Malesia 2012
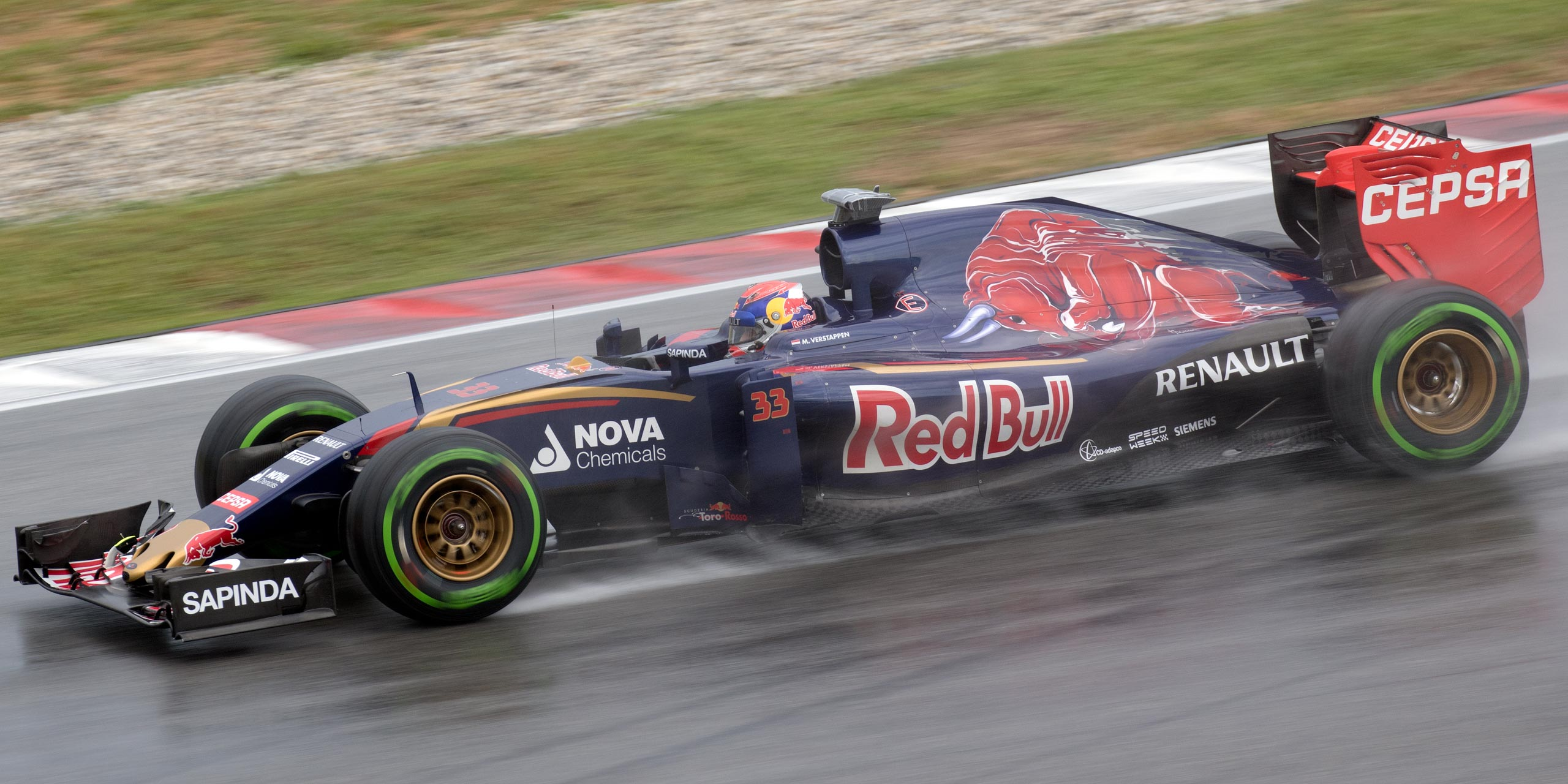
Max Verstappen driving the Toro Rosso STR10 at the 2015 Malaysian Grand Prix
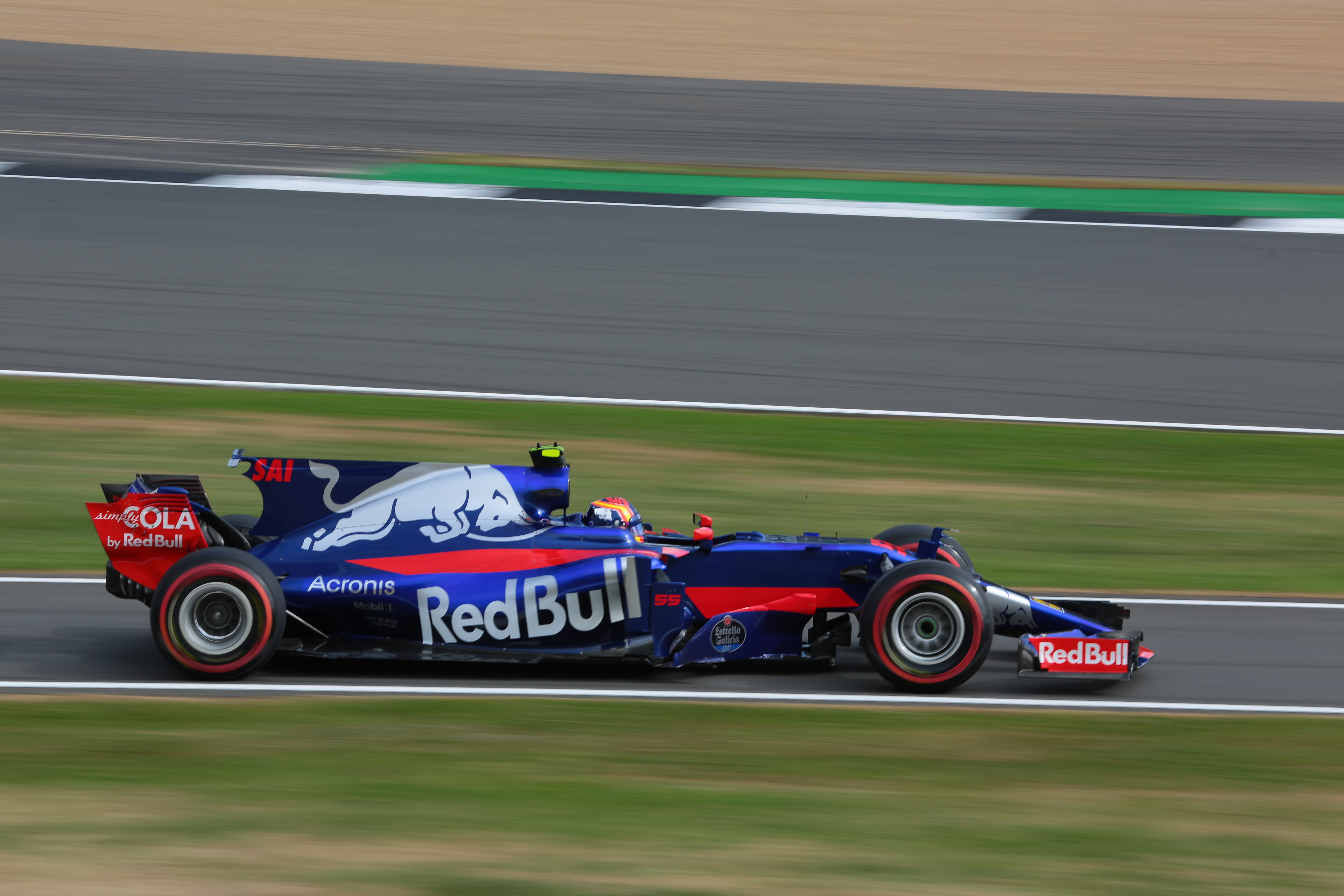
La Toro Rosso STR12 guidata da Carlos Sainz, Jr. al Gran Premio di Gran Bretagna 2017
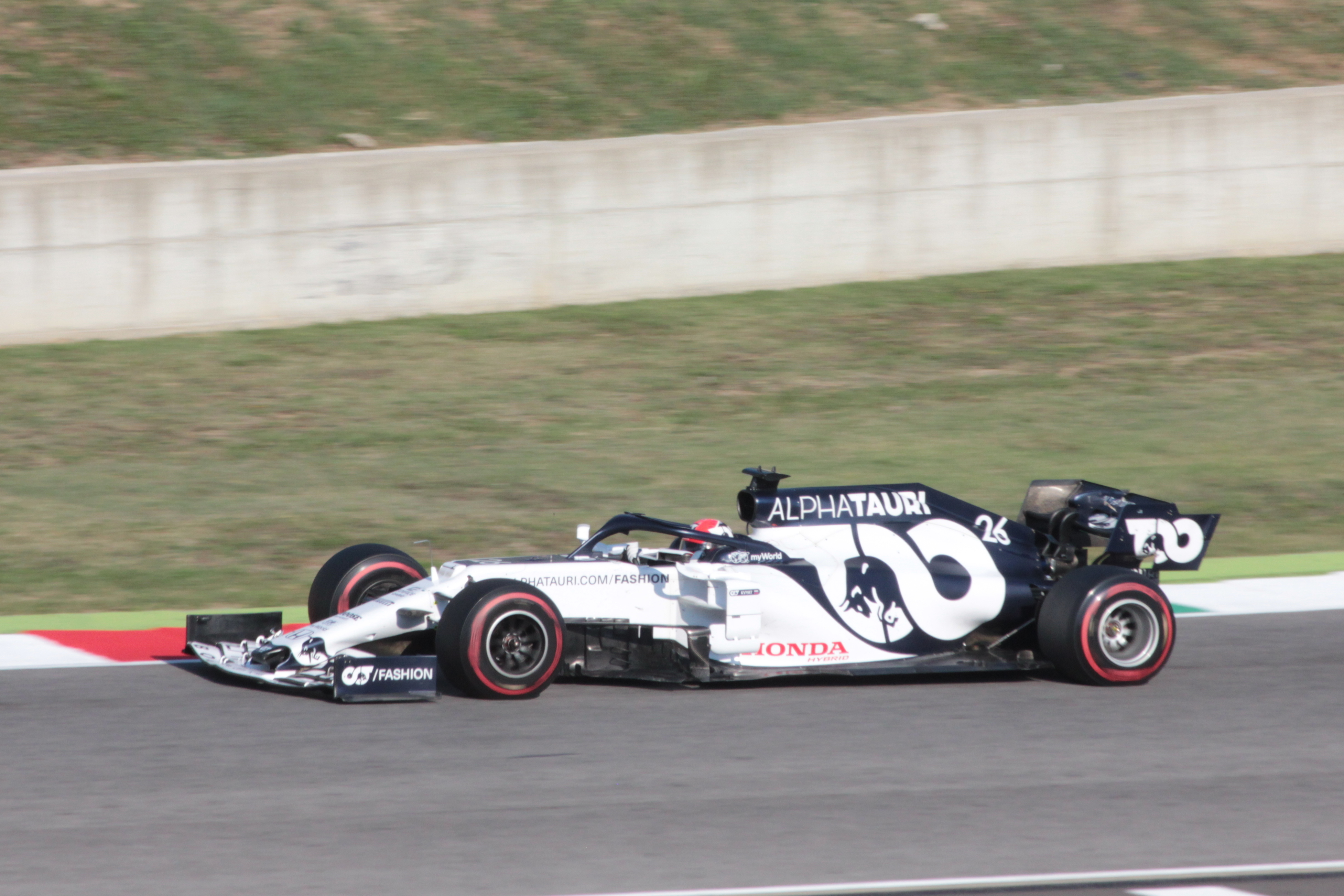
Daniil Kvyat impegnato alla guida della AlphaTauri AT01 durante il Gran Premio della Toscana 2020
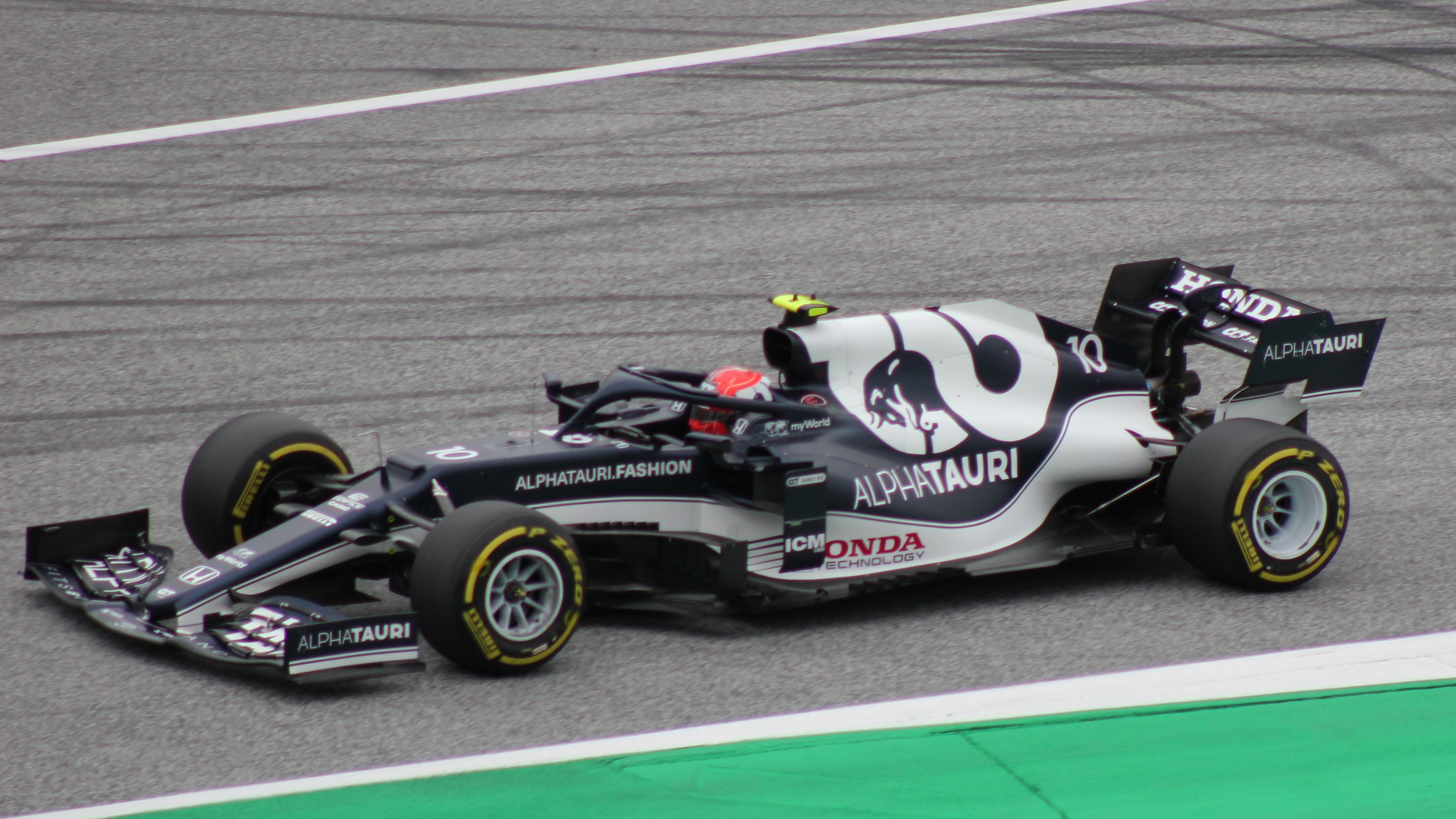
Pierre Gasly driving the AlphaTauri AT02 at the 2021 Austrian Grand Prix

## Andrea Moda
| Anno | Colori principali | Altri colori | Sponsor principali             | Altri sponsor                                                           |
| ---- | ----------------- | ------------ | ------------------------------ | ----------------------------------------------------------------------- |
| 1992 | Nero              | Giallo       | Andrea Moda, iGuzzini, Ellesse | Industrie Regione Marche, teuco, Annabella, Urbis, Mase, Blue Box, Agip |

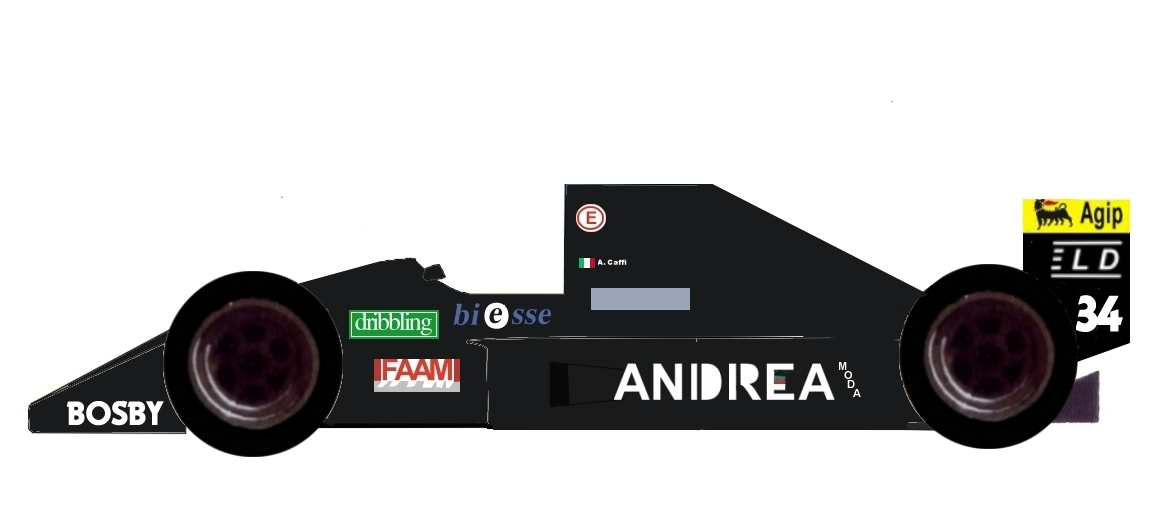
La Andrea Moda C4B con la livrea usata nel Gran Premio del Sudafrica 1992
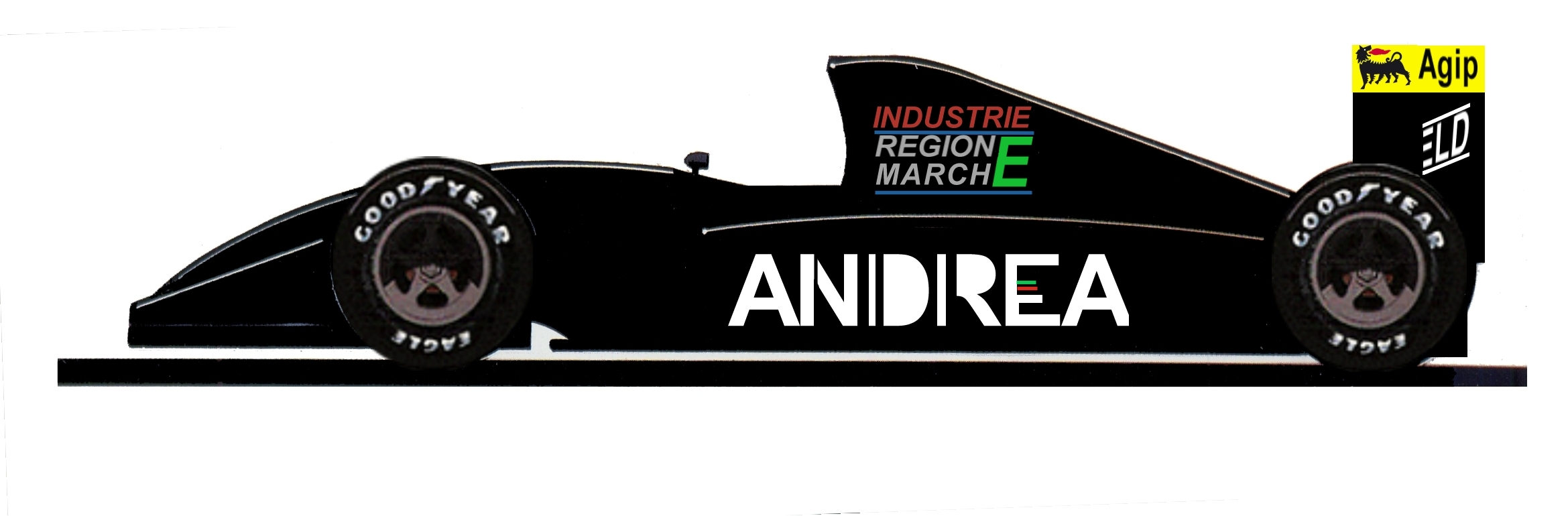
La Andrea Moda S921 con la livrea usata nel Gran Premio d'Ungheria 1992
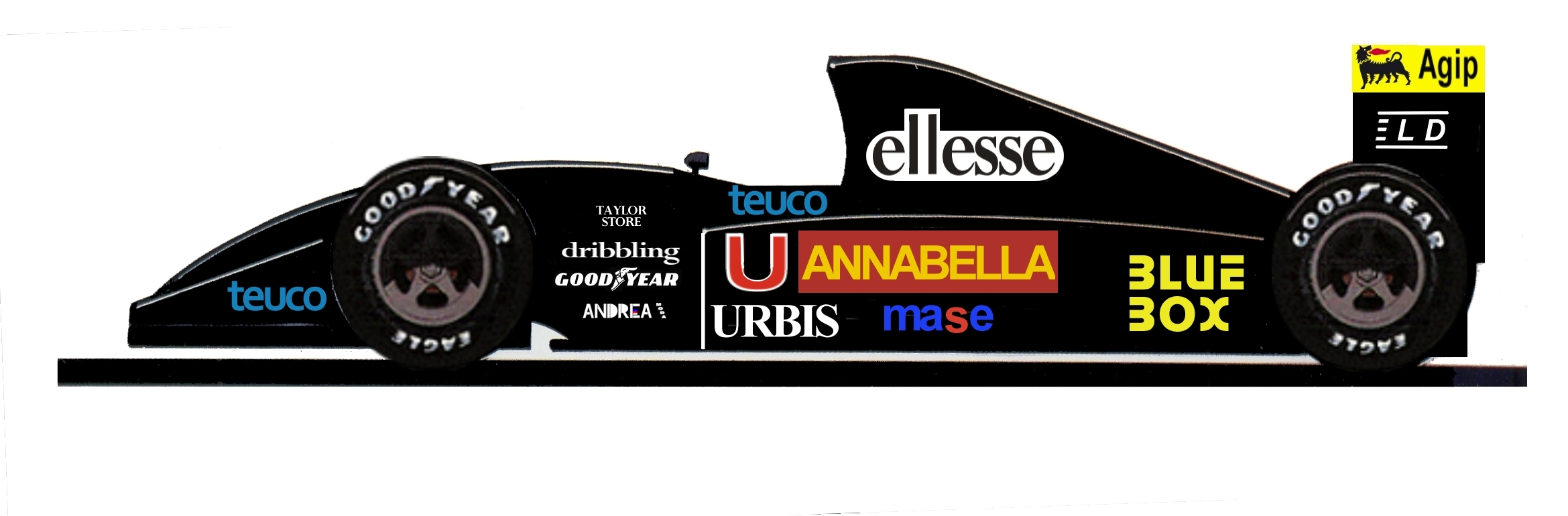
La Andrea Moda S921 con la livrea usata nel Gran Premio di Monaco 1992

## Arrows
Entrata nel campionato negli anni '70 e uscita nel 2002, la Arrows, conosciuta come Footwork negli anni '90 ebbe alcune livree particolari, come quella sponsorizzata Ruffles, una vettura totalmente nera nel 1998 e una macchina totalmente arancione negli ultimi anni.
| Anno               | Colori principali | Altri colori             | Sponsor principale                                                    | Altri sponsor |
| ------------------ | ----------------- | ------------------------ | --------------------------------------------------------------------- | --- |
| 1978–1981          | Oro               | Nero                     | Warsteiner                                                            | Goodyear, Penthouse, Rizla |
| 1982               | Arancione         | Bianco                   | Ragno                                                                 | Nordica, Beta Tools, Pirelli |
| 1983–1984          | Bianco            | Blu (1984), rosso        | Valvoline, Nordica, Barclay (1984), Grand Prix International Magazine | Champion, Goodyear |
| 1985               | Oro               | Red                      | DeLonghi, Barclay                                                     | BMW, Champion, Goodyear |
| 1986               | Oro               | Red                      | USF&G                                                                 | Camozzi, Goodyear |
| 1987–1989          | Bianco            | Rosso scuro, blu         | USF&G                                                                 | Camozzi, Goodyear, Wintershall, Megatron, Koni, Bosch, Trussardi (1987), 3M, Mobil 1 (1989), Kepner Tregoe, Glasnut Car Paints, Ford (1989) |
| 1990–1993          | Bianco            | Rosso                    | Footwork                                                              | Camozzi, BP (1993) |
| 1994–1996          | Bianco            | Blu, rosso               | Ruffles, Marlboro (1994)                                              | SASOL, Unimat Holdings, Hype, Uliveto, Lee Cooper                                                                                           |
| 1996 (prime gare)  |                   | Blu, rosso               | Philips Car Systems, Power Horse, TWR                                 | Parmalat, Lycra, Castrol, Fondmetal, Bauducco                                                                                               |
| 1996 (ultime gare) | Rosso             | Blu, Bianco              | Philips Car Systems, Power Horse, TWR                                 | Parmalat, Lycra, Castrol, Fondmetal, Bauducco                                                                                               |
| 1997               | Blu               | Bianco                   | Danka, Zepter                                                         | Parmalat, Yamaha, Bridgestone, Brastemp |
| 1998               | Nero              |                          | Danka, Power Horse, TWR, Zepter                                       | Parmalat |
| 1999               | Nero              | Rosso, bianco, arancione | Repsol                                                                | T-Minus, PIAA, Zepter |
| 2000–2002          | Arancione         | Nero                     | Orange                                                                | Red Bull, Chello, Lost Boys, Repsol YPF (2000), Eurobet (2000), Cartoon Network (2000)                                                      |

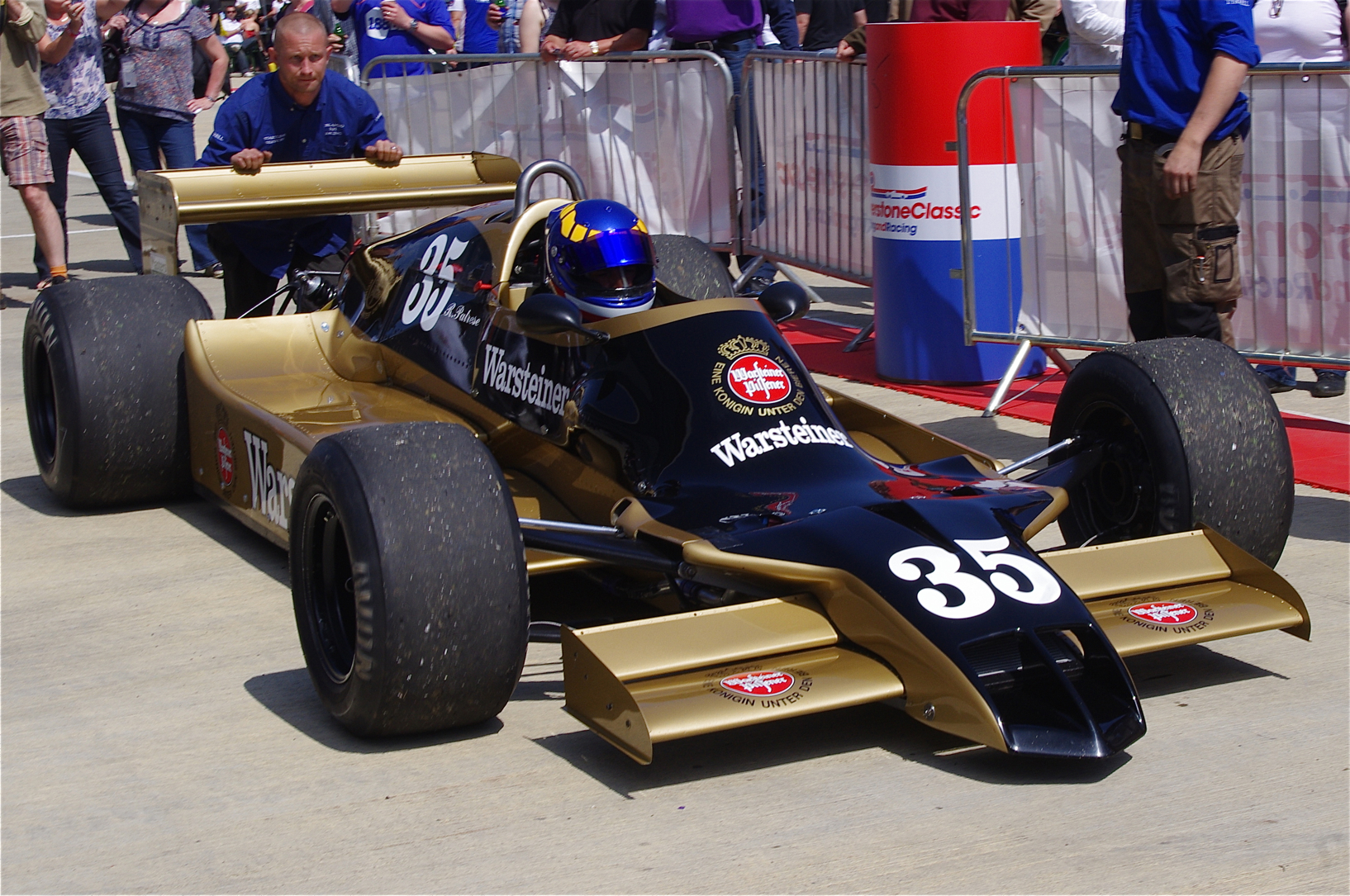
Una Arrows A1 del 1978 a SIlverstone classic 2012
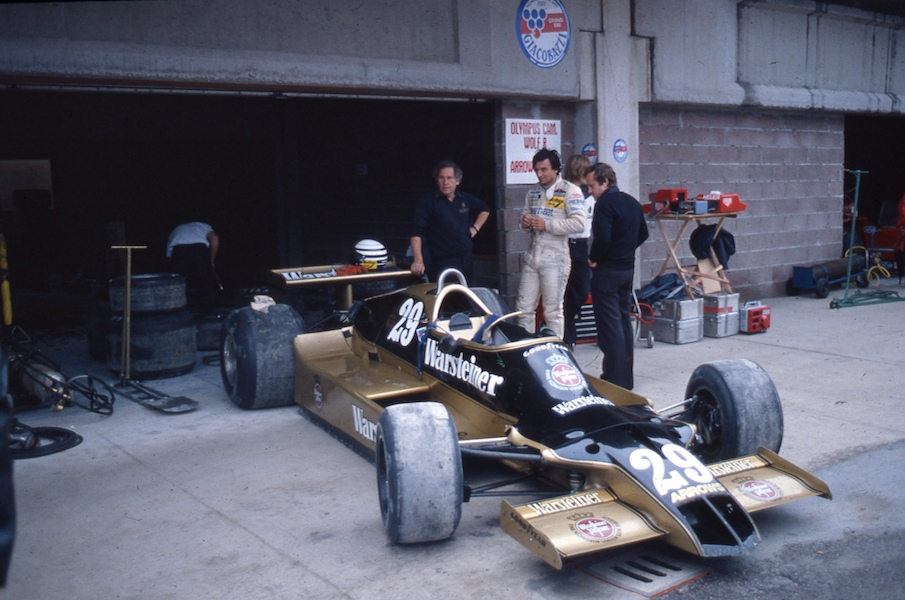
Riccardo Patrese con la sua Arrows A1B nel 1979
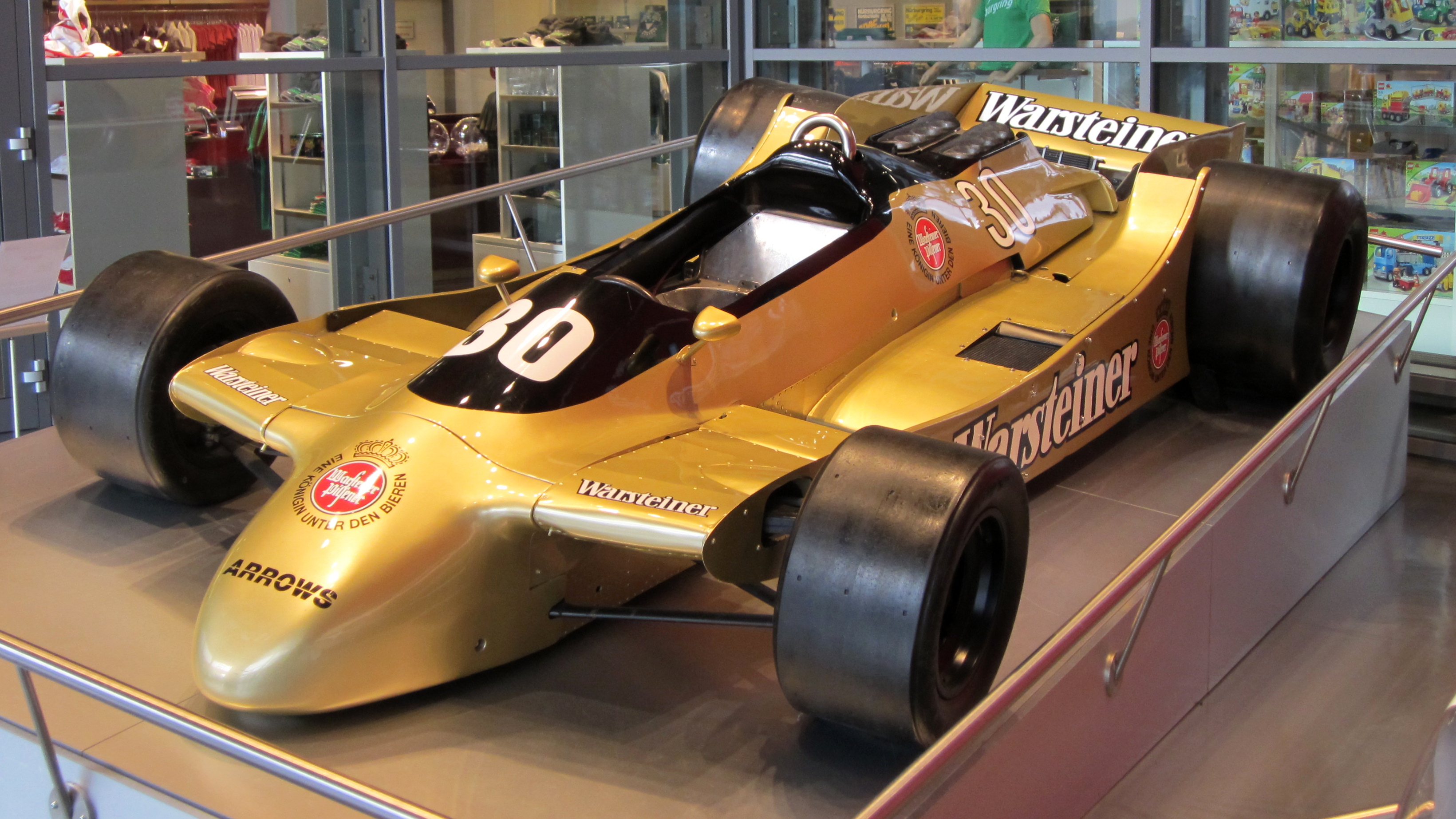
Una Arrows A2 del 1979 nella livrea Warsteiner
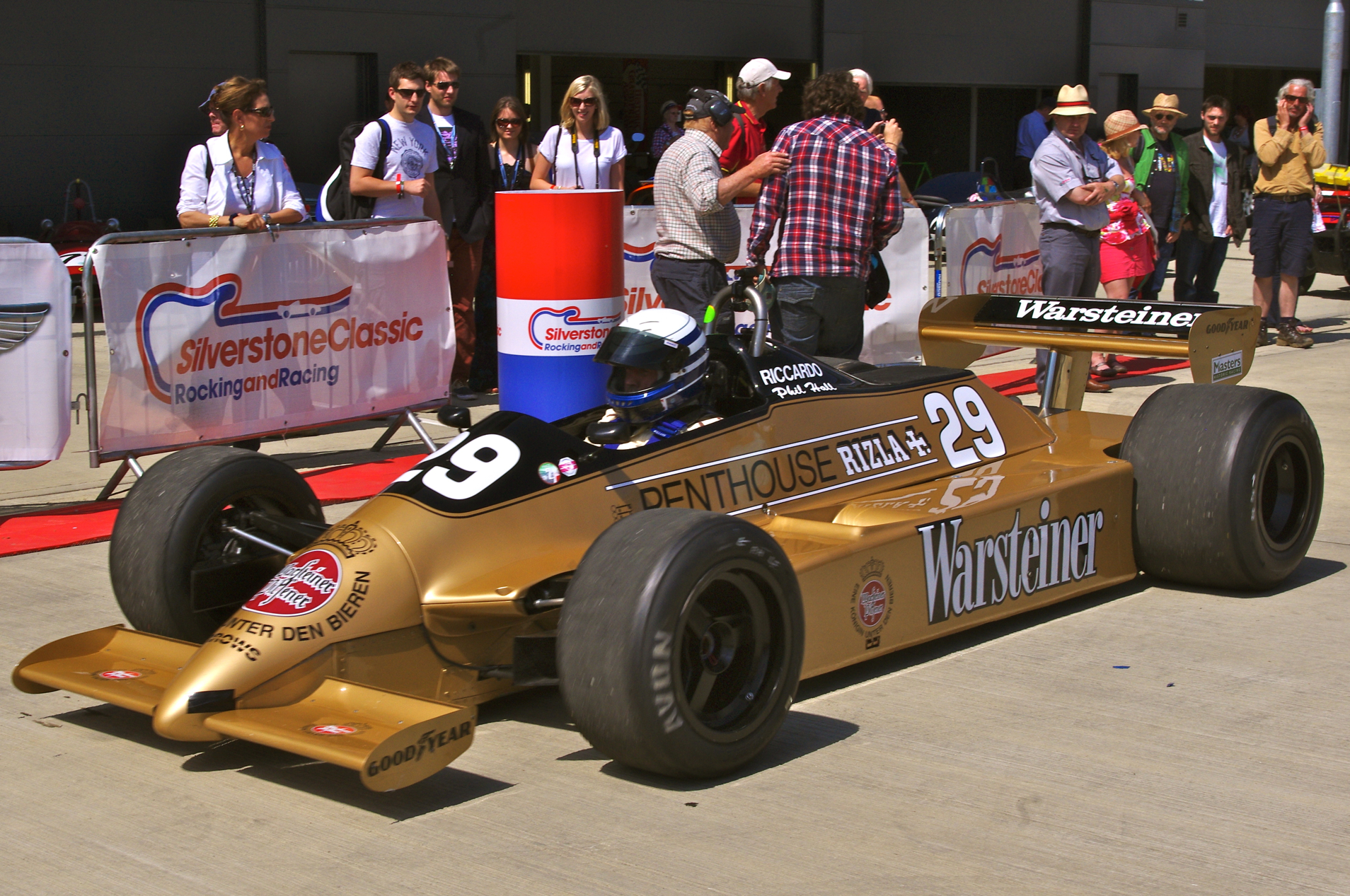
La Arrows A3 di Riccardo Patrese testata a SIlverstone Classic 2012
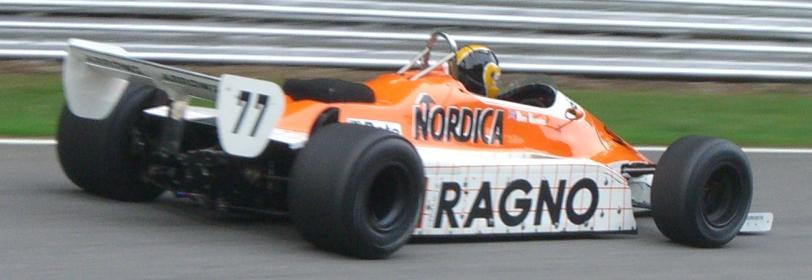
Nel 1982, la Arrows corse con livrea arancione. Questa è una Arrows A4 durante un test nel 2005.
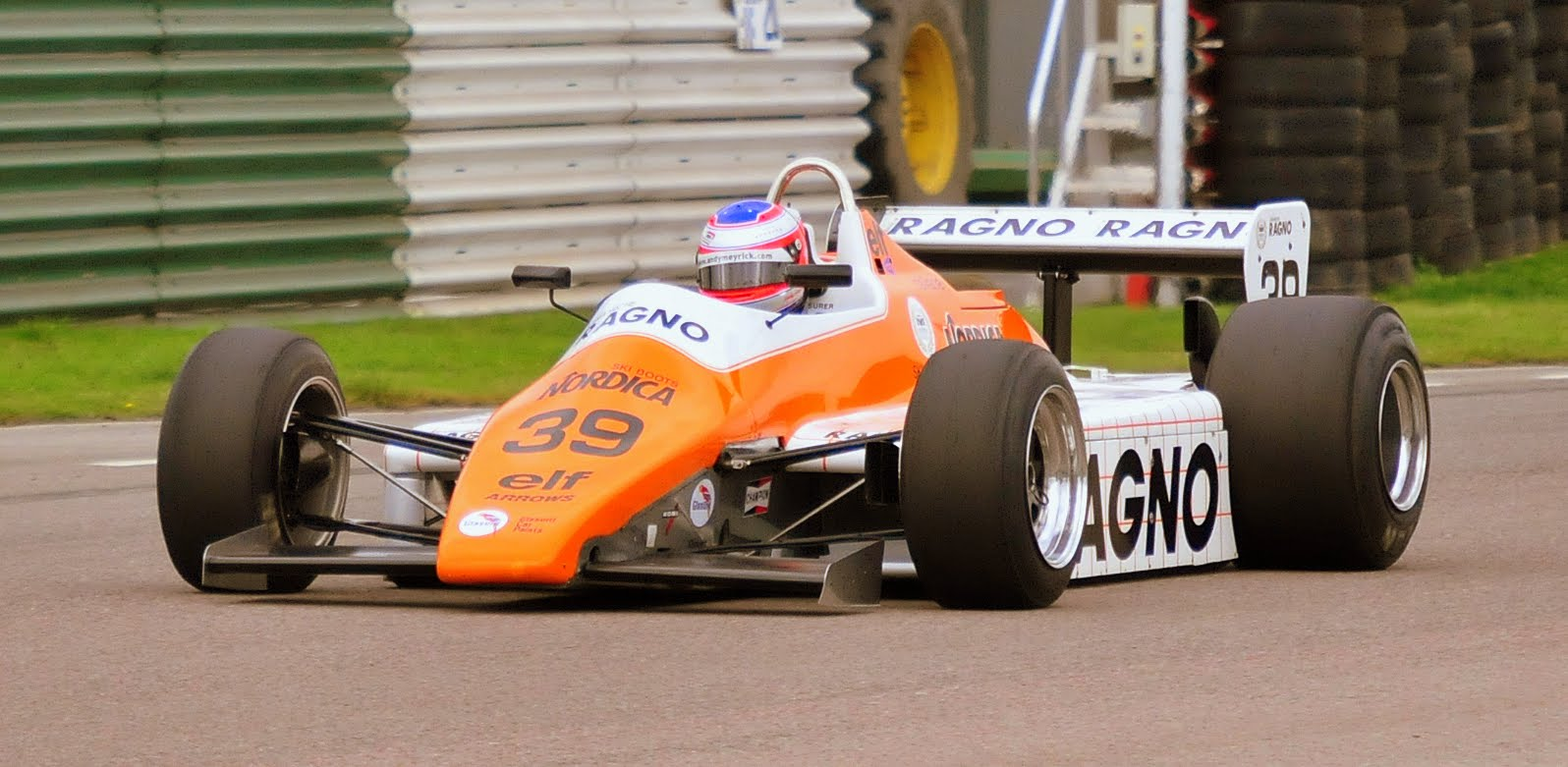
Una Arrows A5 del 1982, durante una sessione di test nel 2005 a Mallory Park
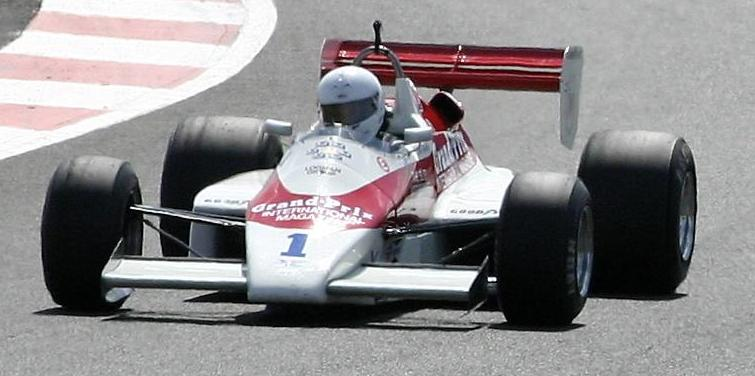
Una Arrows A6 del 1983 durante i test a Silverstone
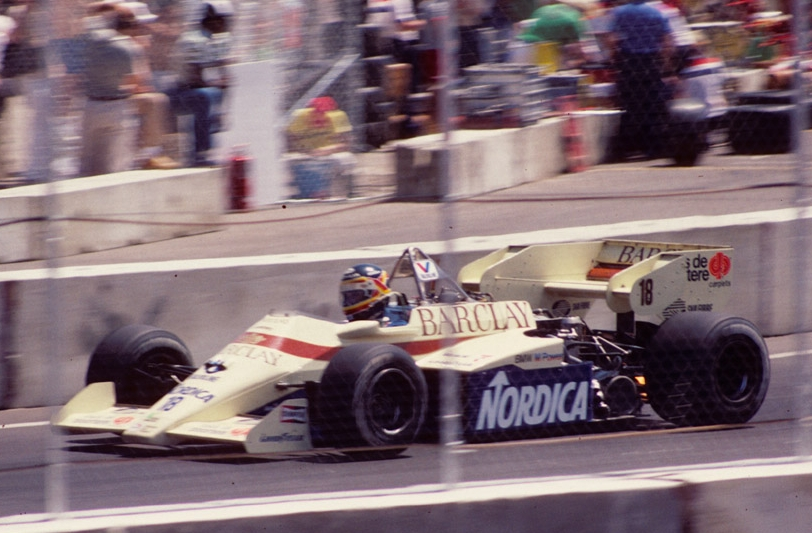
Thierry Boutsen al Gran Premio degli Stati Uniti 1984
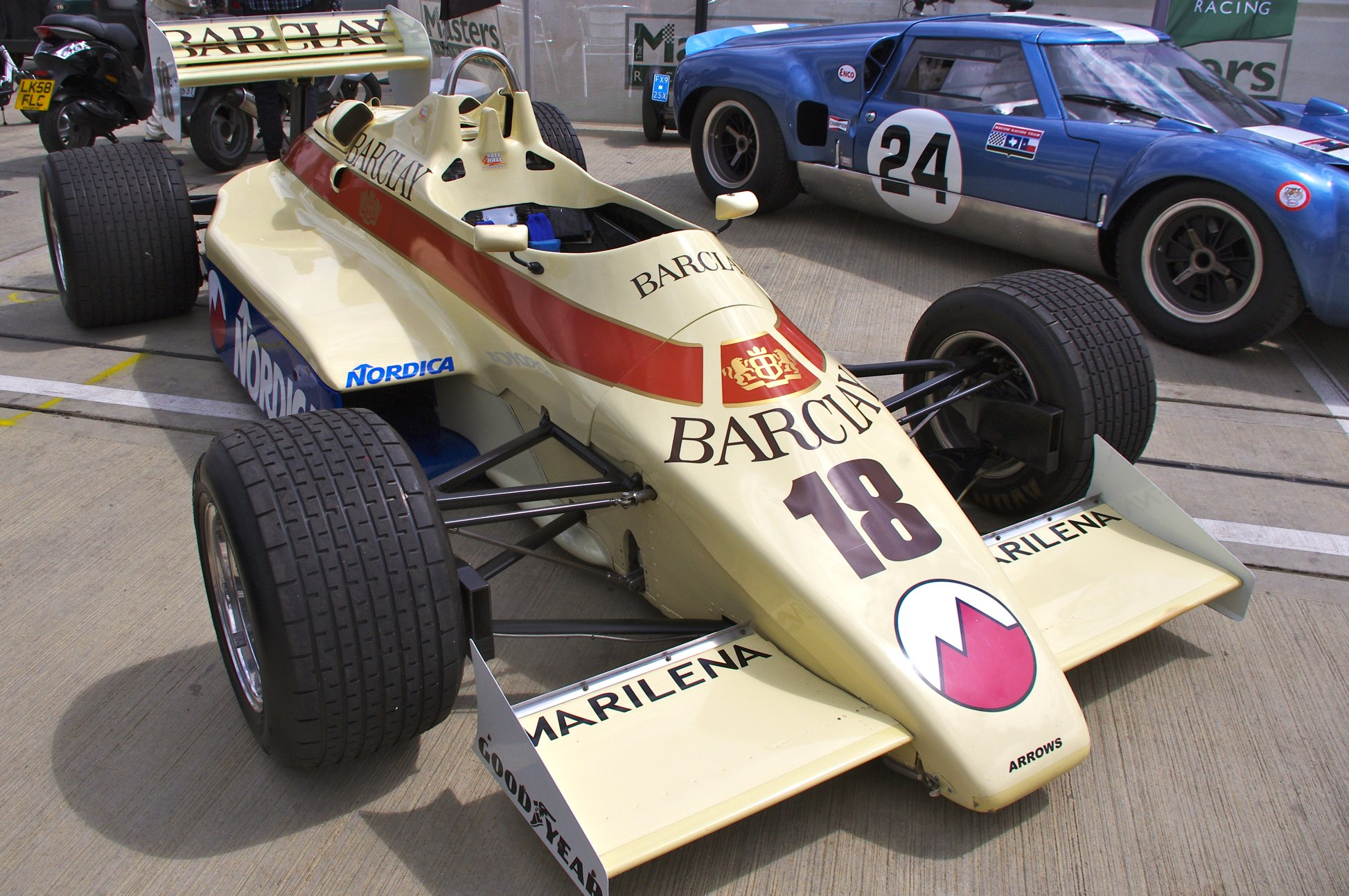
Una Arrows A7 a Silverstone Classic
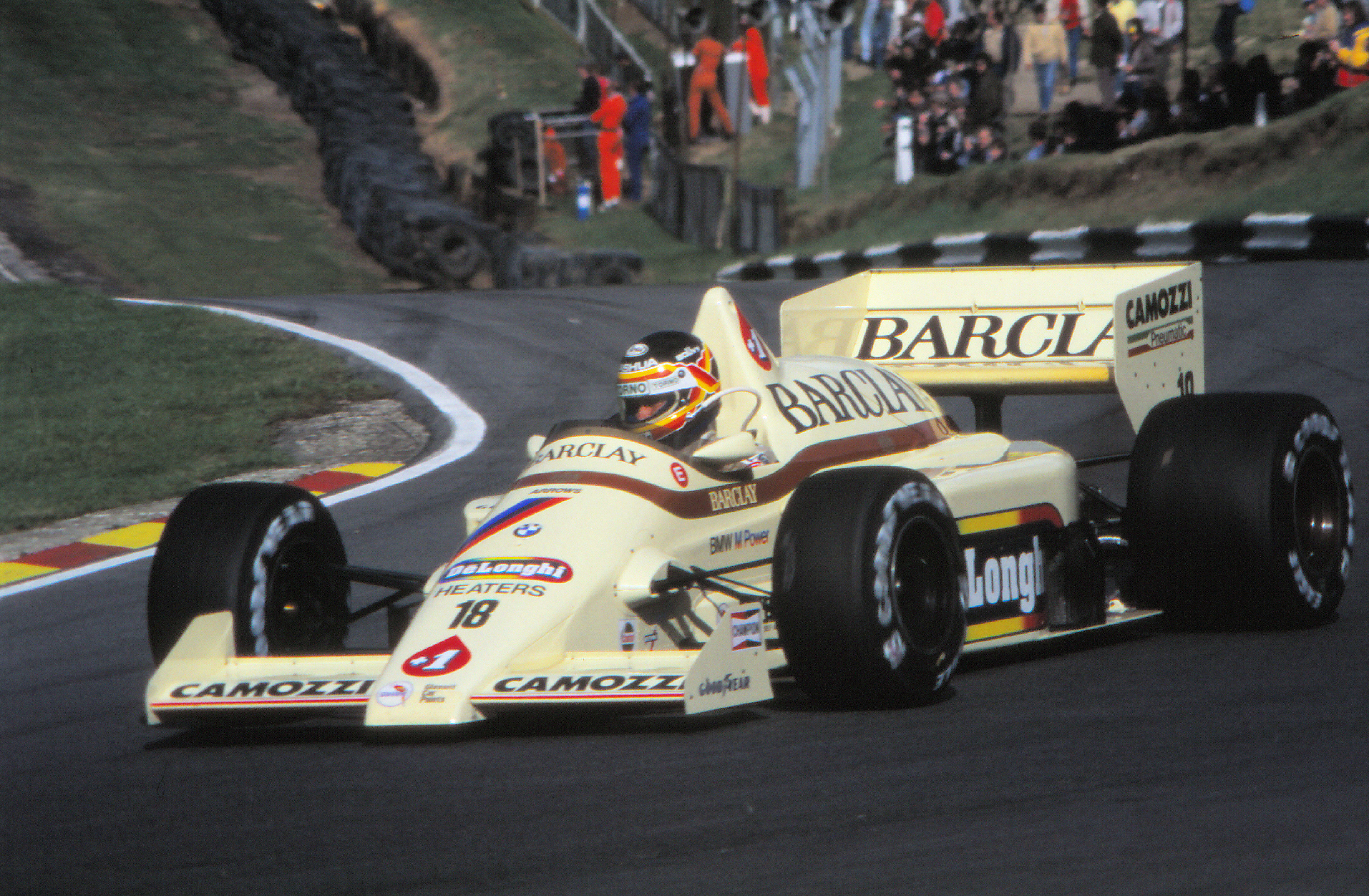
Thirerry Boutsen nella Arrows al Gran Premio d'Europa 1985
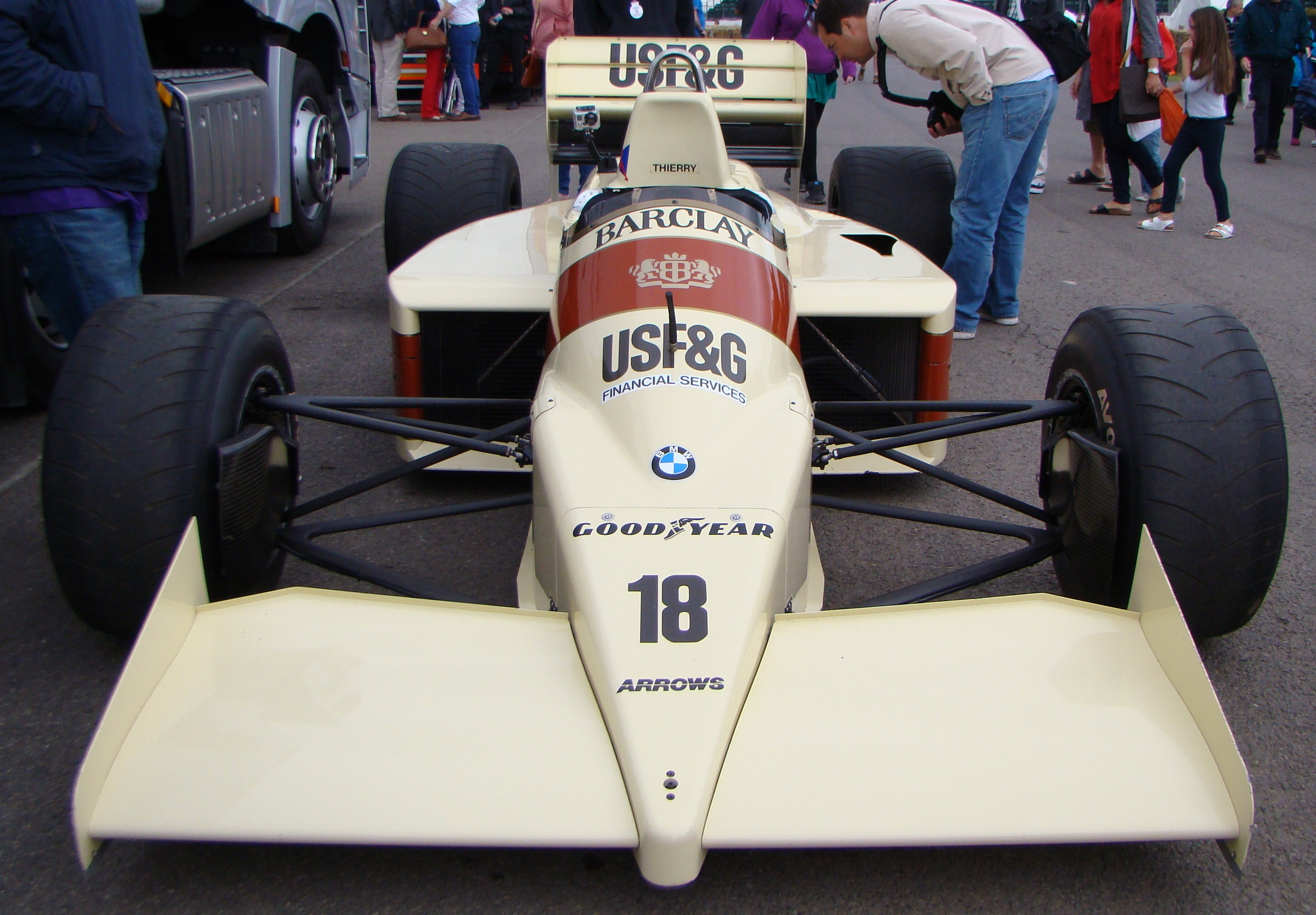
Una Arrows A9 del Campionato mondiale di Formula 1 1986 a Goodwood Festival of Speed, 1 luglio 2012
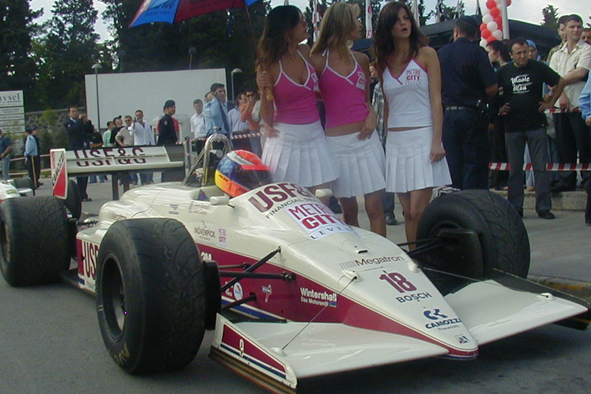
Una Arrows A10B del 1988
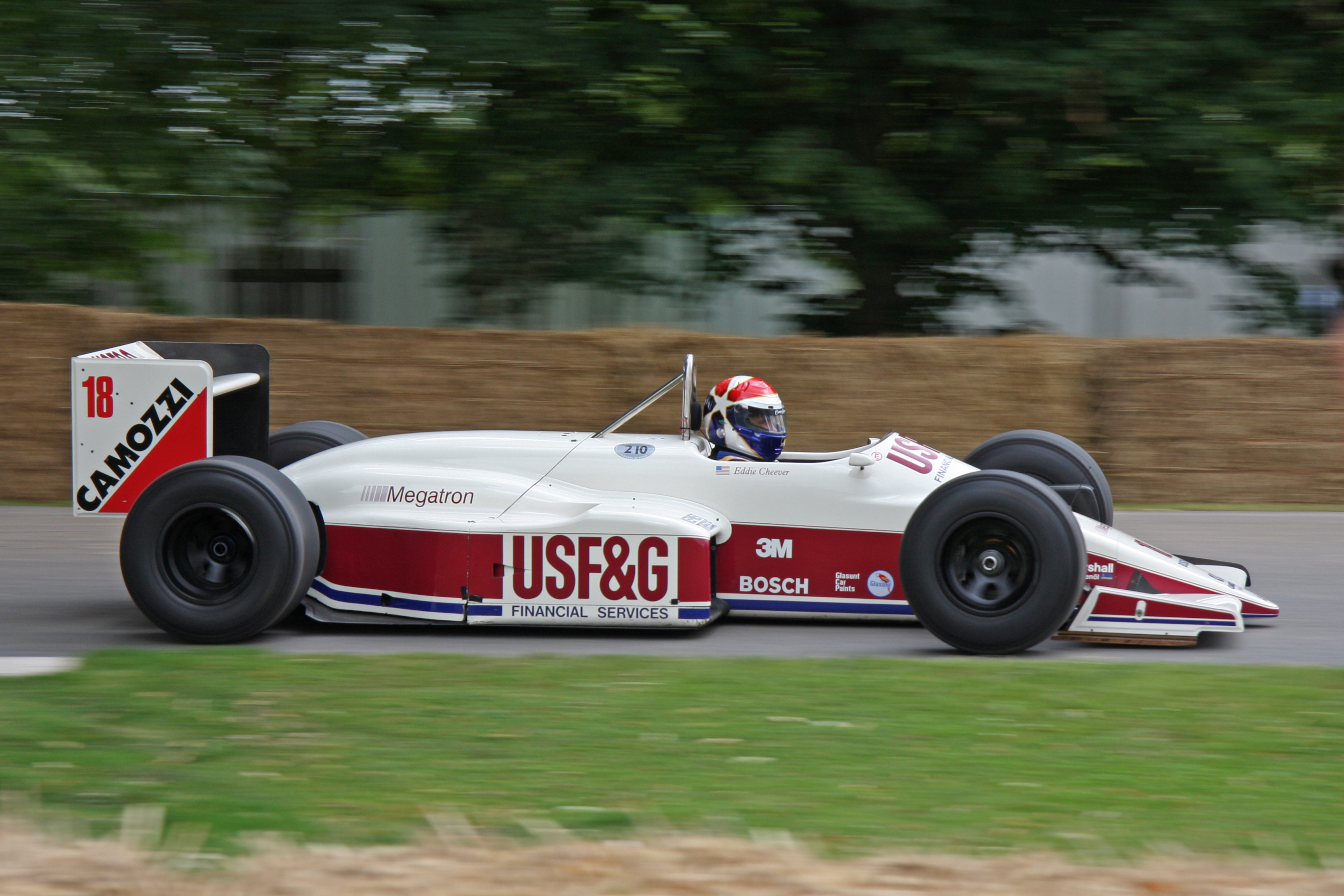
La Arrows A10B a Goodwood nel 2008.
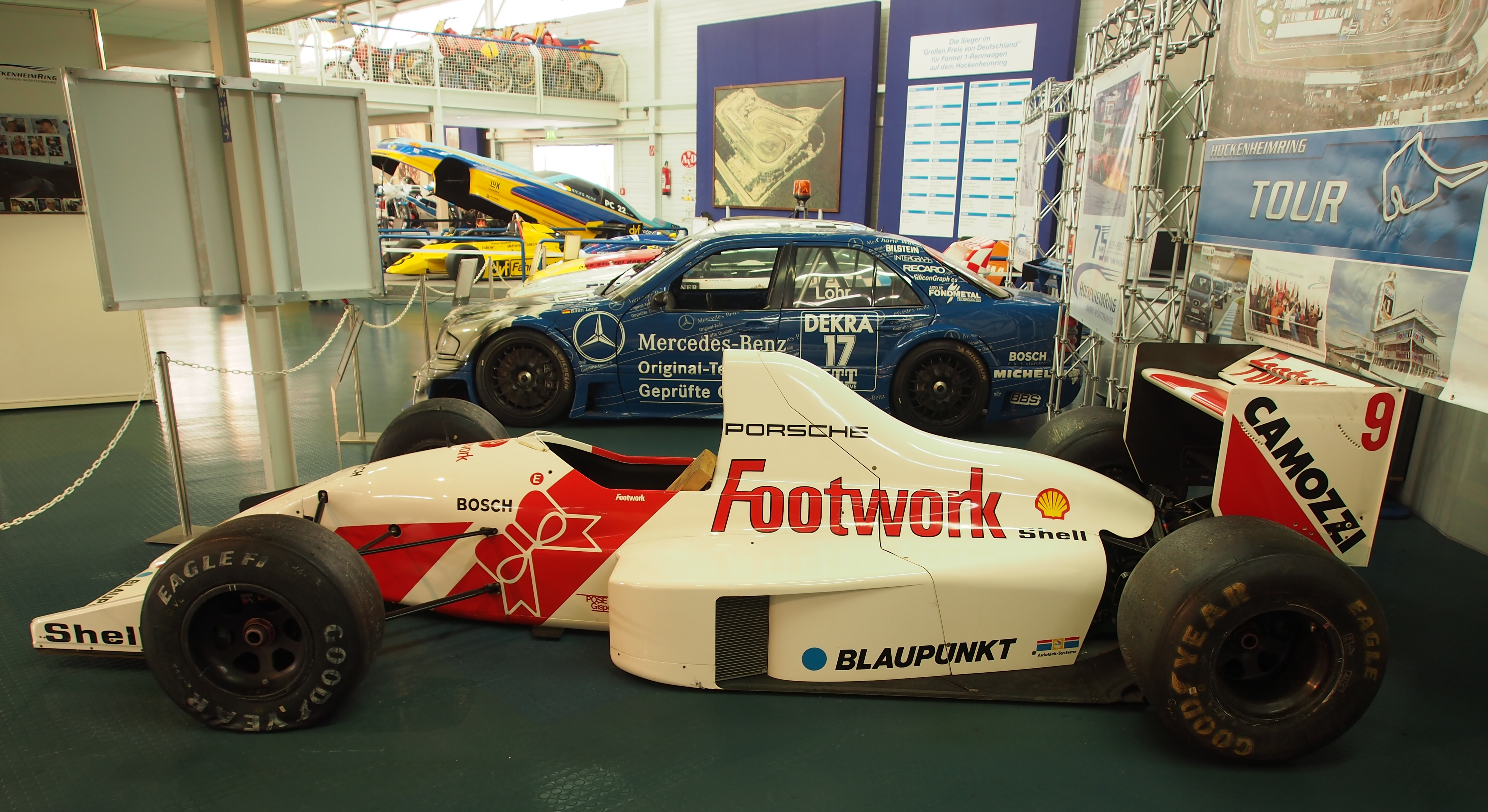
Una Footwork A11C a Hockenheim.
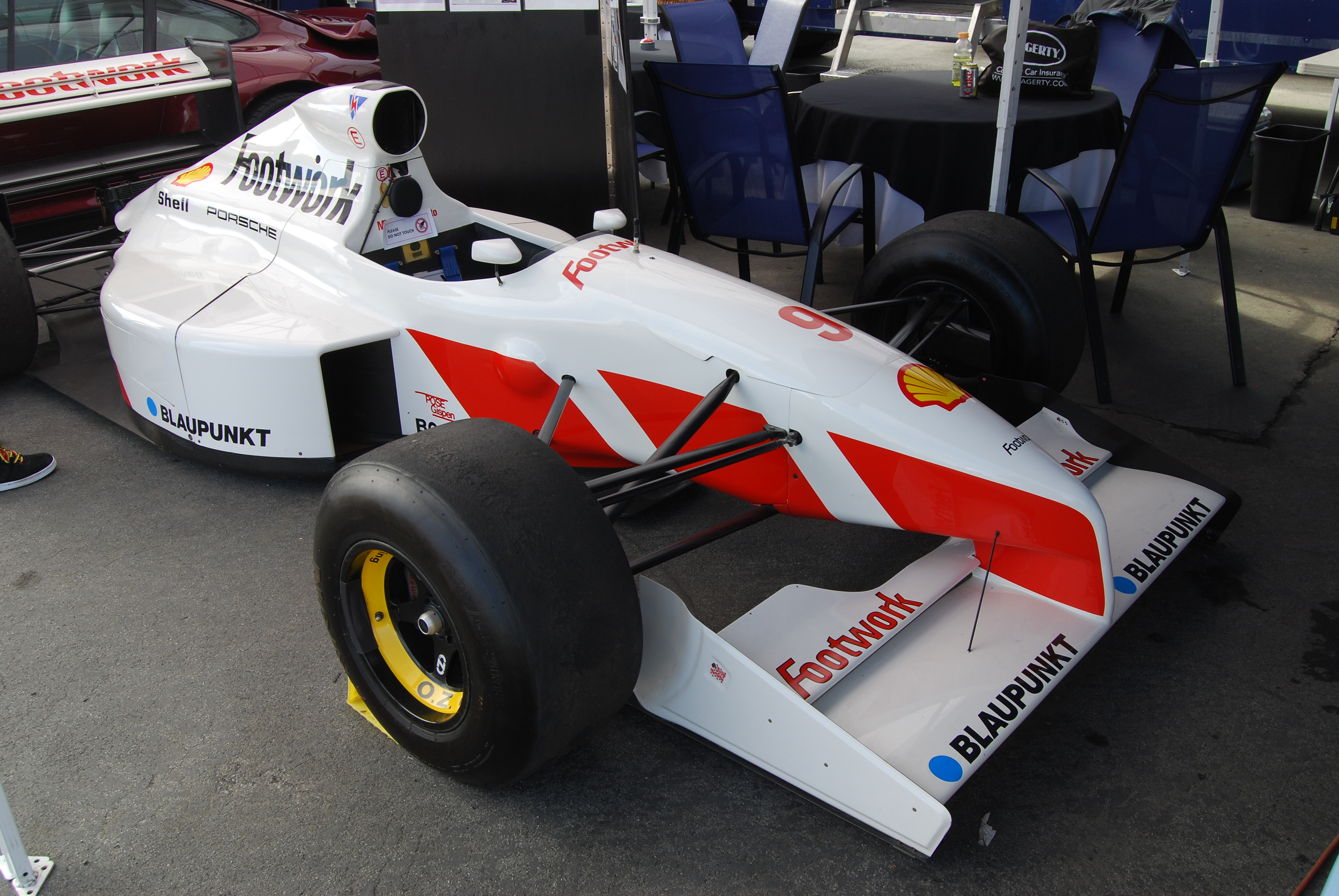
La FA12 Footwork guidata da Michele Alboreto.
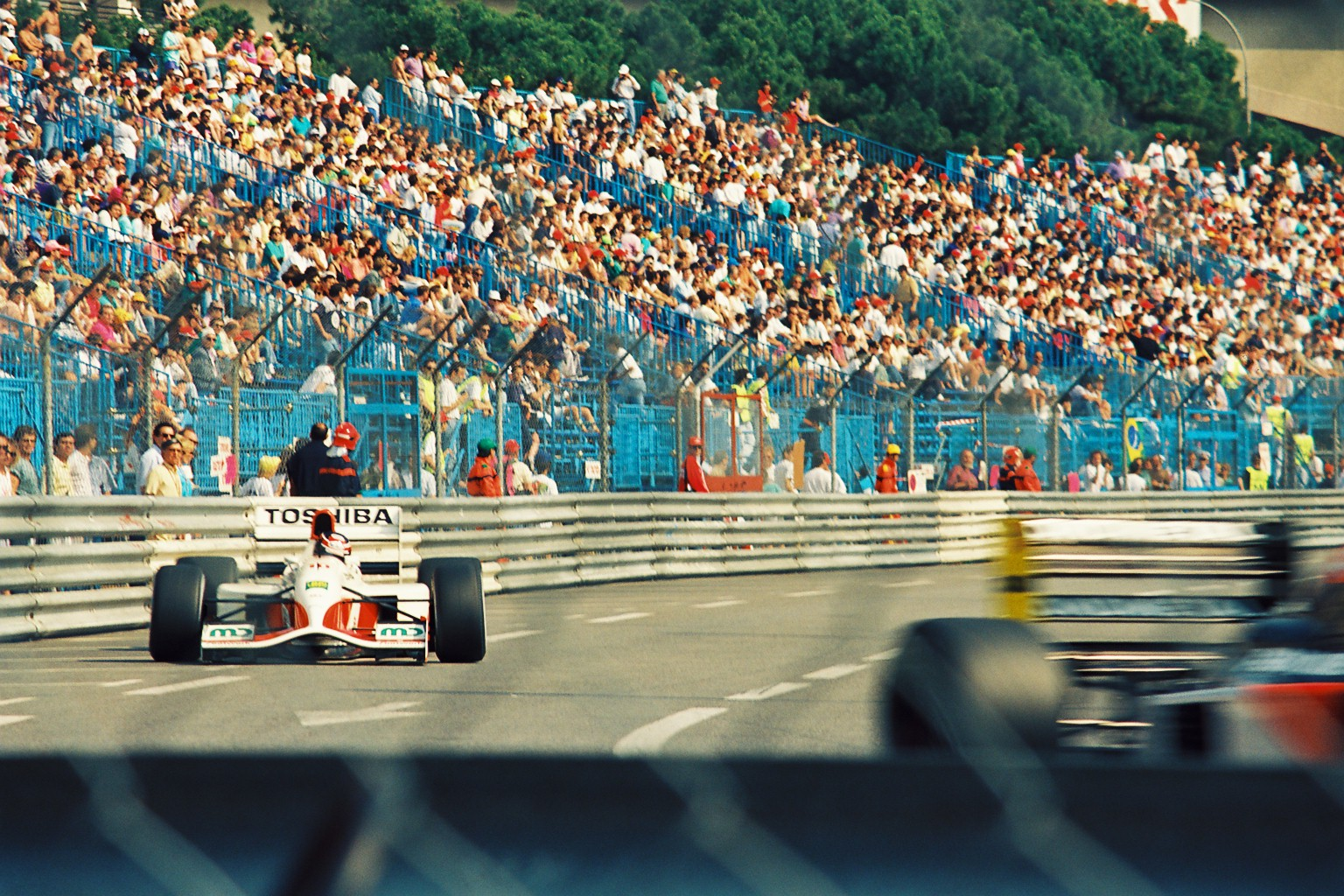
Aguri Suzuki sulla Footwork al Gran Premio di Monaco 1992.
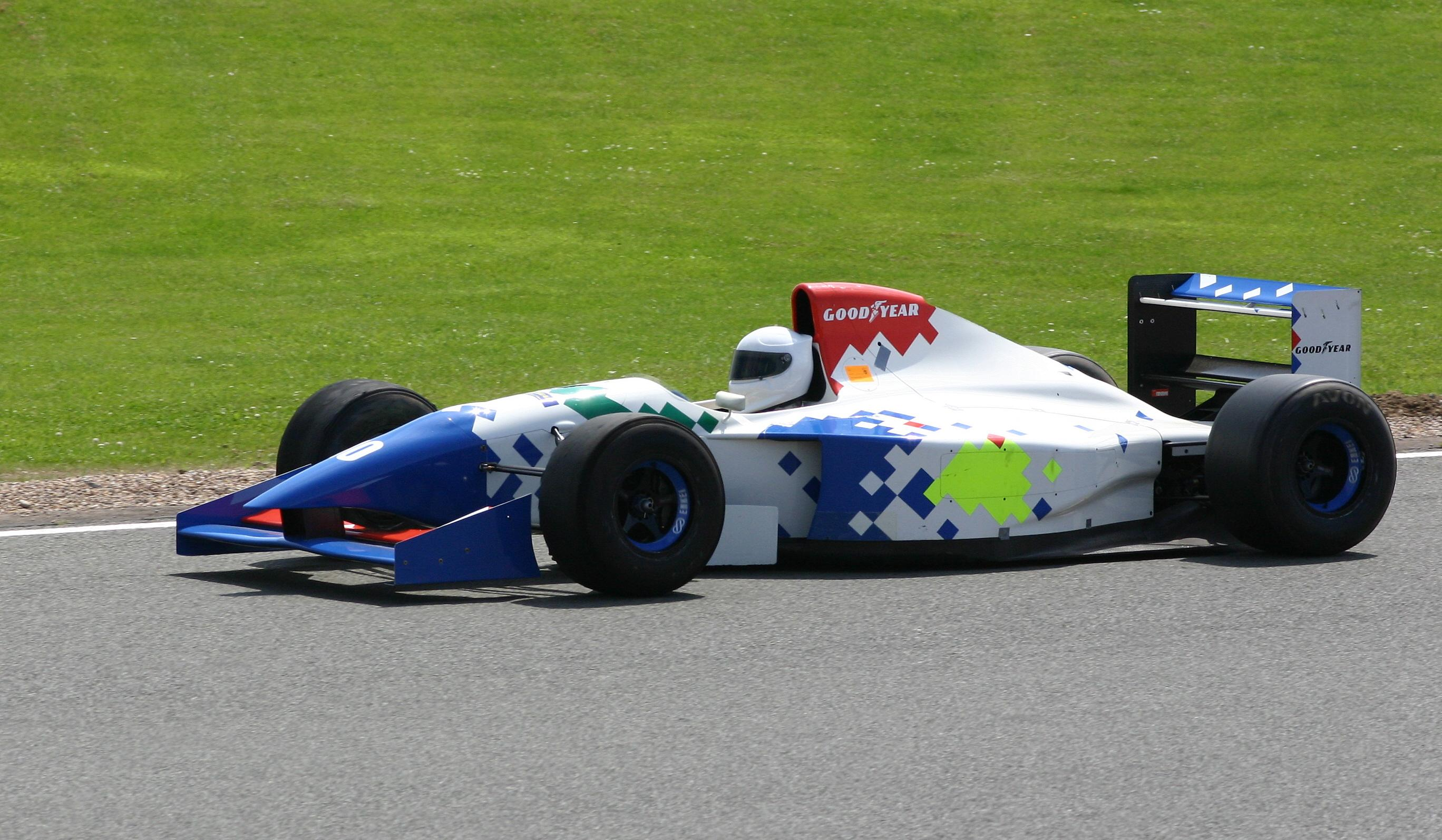
Una FA15 a Silverstone
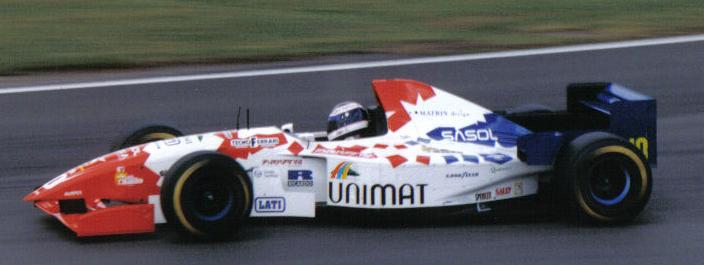
Taki Inoue sulla Footwork Arrows FA16 al Gran Premio di Gran Bretagna 1995
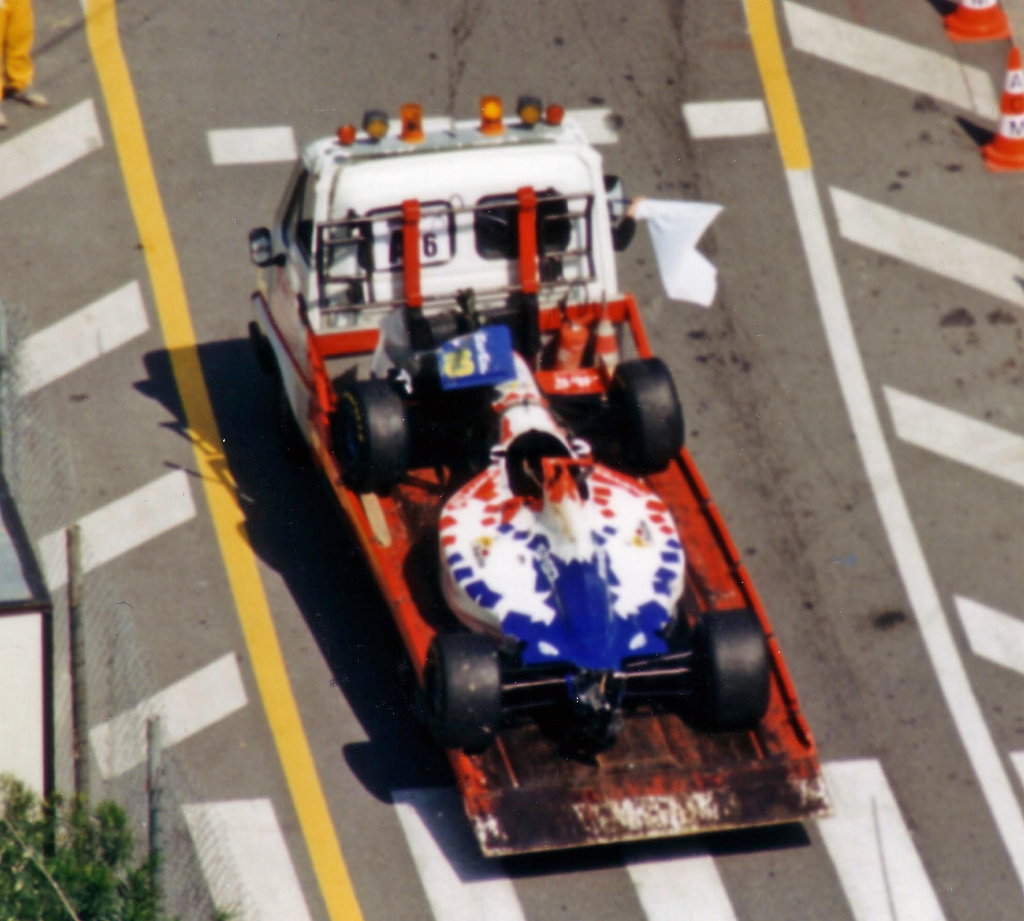
La FA16 di Taki Inoue portata nella pit lane di Montecarlo dopo il suo incidente
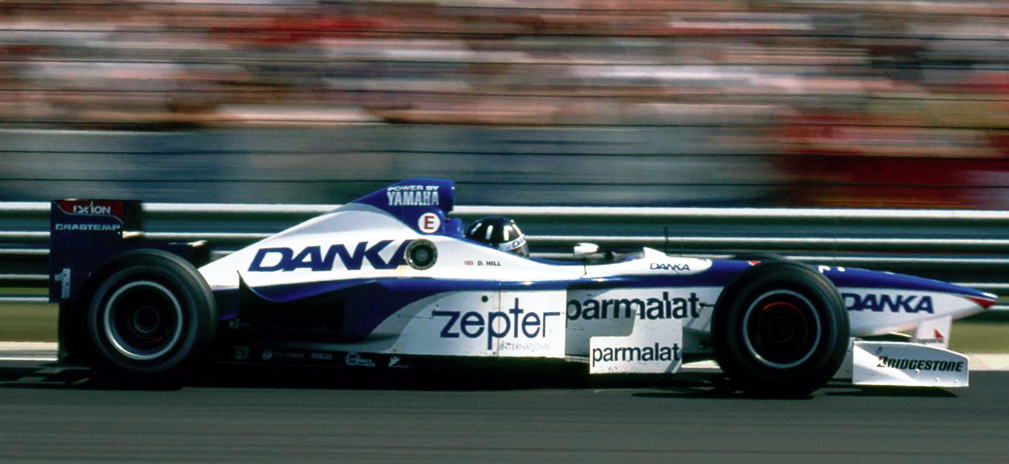
La Arrows A18 con livrea Danka di Damon Hill al Gran Premio d'Ungheria 1997
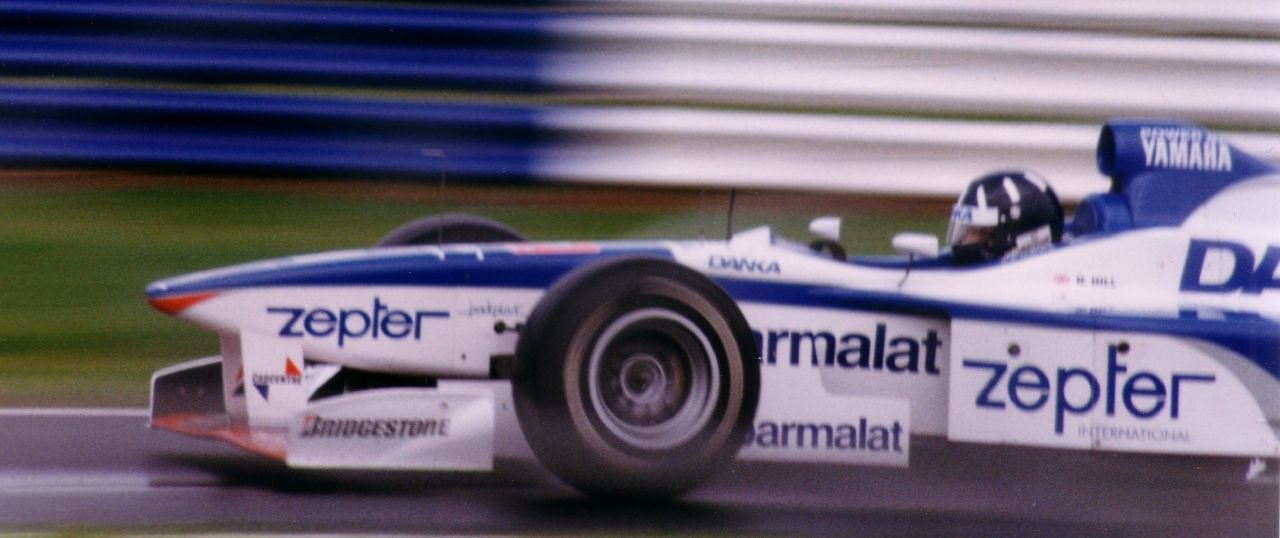
Damon Hill  alla guida della Arrows Gran Premio di Gran Bretagna 1997
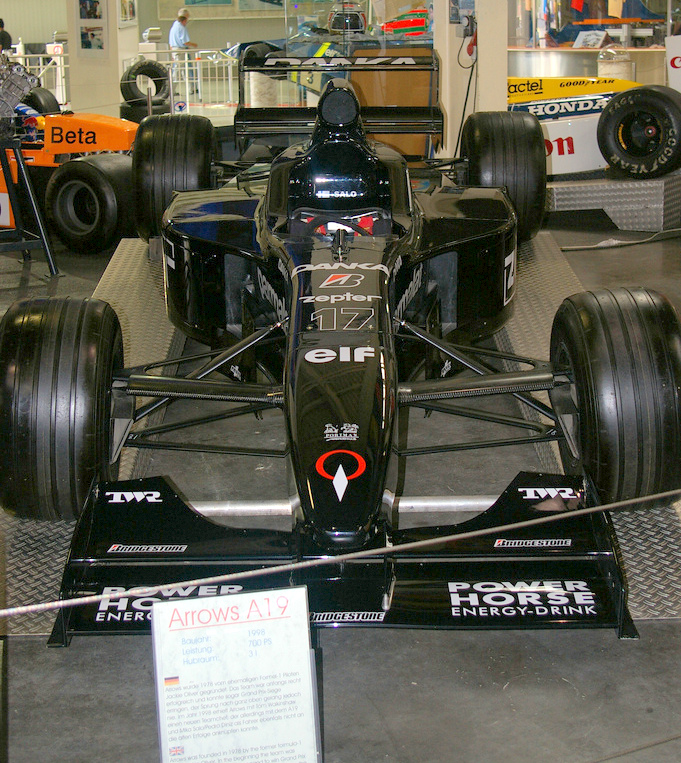
Nel 1998 la Arrows passò da una livrea bianca e blu a una nera. Questa è la Arrows-Yamaha A19 di Mika Salo.
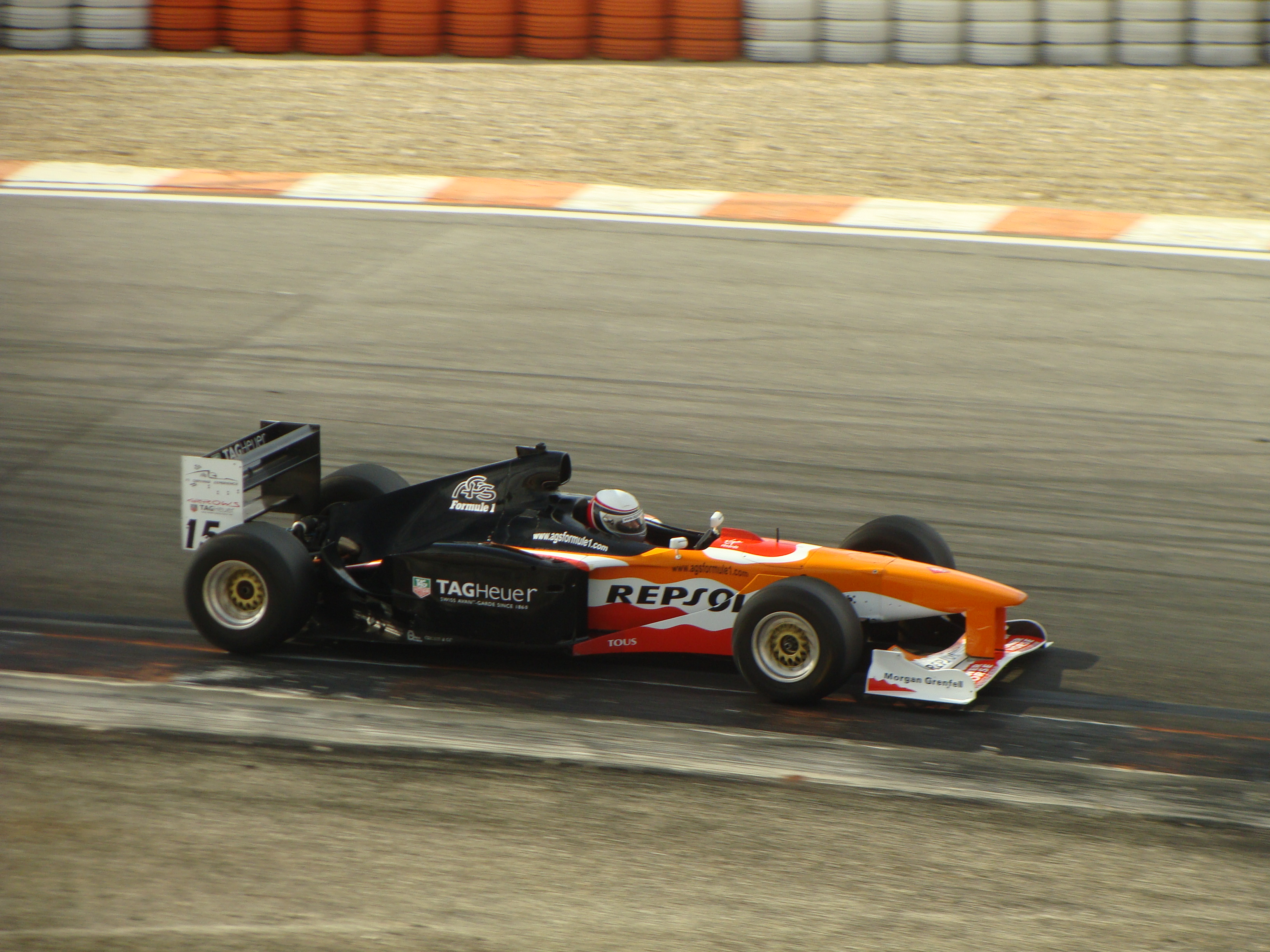
Una Arrows A20 del 1999 presentata al Historacing Festival Lédenon 2012
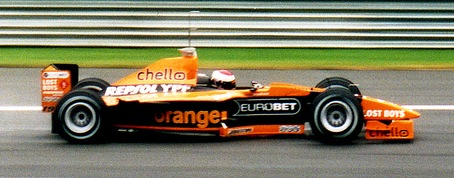
Jos Verstappen che guida la Arrows A21 al Gran Premio d'Italia 2000
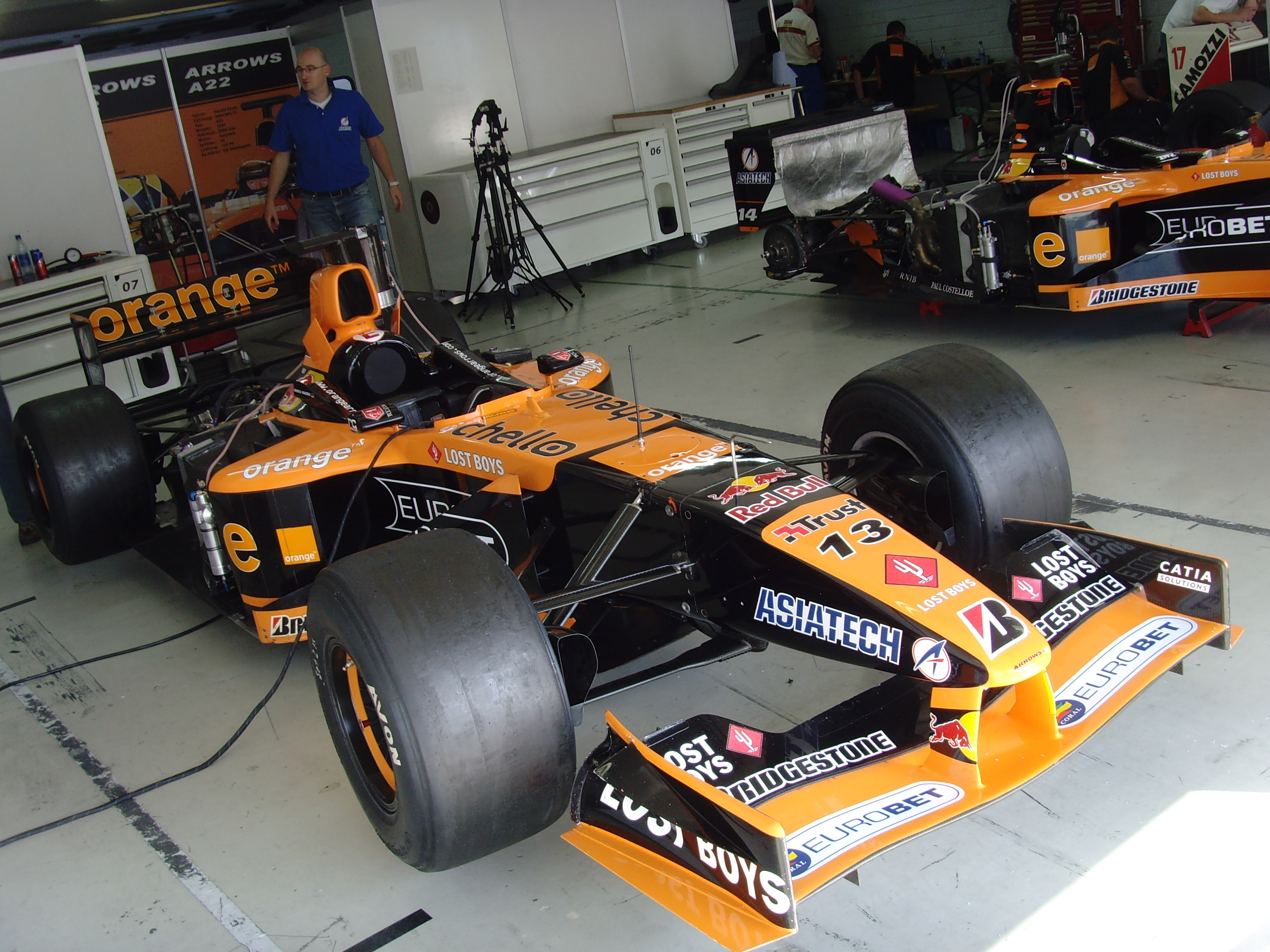
La Arrows A22 a Hockenheim
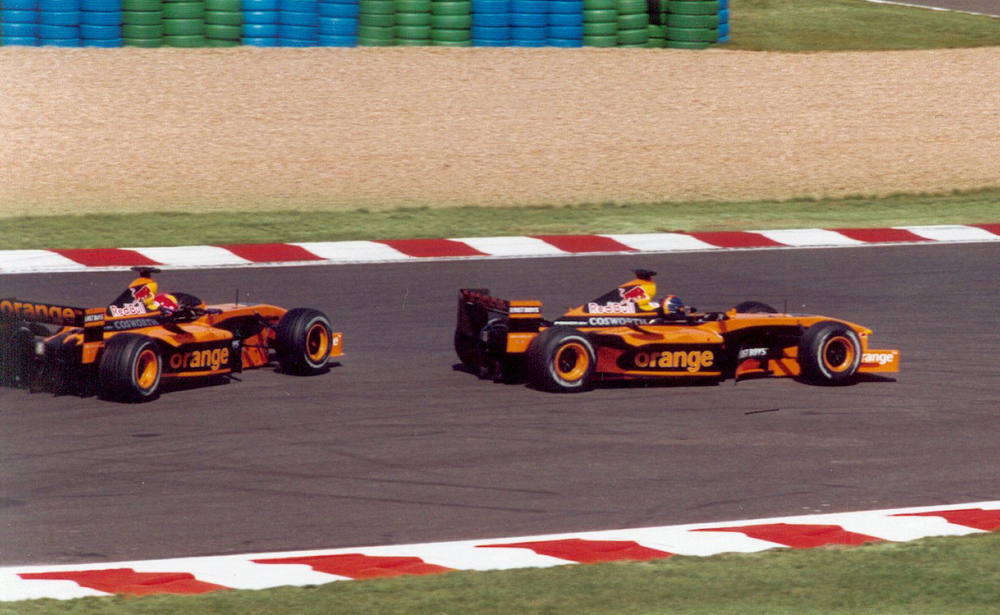
Heinz-Harald Frentzen e Enrique Bernoldi nella Arrows A23 con livrea Orange al Gran Premio di Francia 2002.

## ATS
| Anno | Colore principale | Altri colori | Livrea                             | Altri sponsor                              |
| ---- | ----------------- | ------------ | ---------------------------------- | ------------------------------------------ |
| 1978 | Giallo            | Nero         | ATS Wheels                         | Ford, Champion, Air Press, Shell, Goodyear |
| 1979 | Giallo            | Nero, rosso  | ATS Wheels, Arawak, Hotel Freeport | Goodyear, Shell                            |
| 1980 | Giallo            | Nero, rosso  | ATS Wheels, Arawak, Hotel Freeport | Shell, Buler Quartz, Goodyear              |
| 1981 | Giallo            | Bianco, nero | ATS Wheels                         | ABBA, Shell, Champion                      |
| 1982 | Giallo            | Bianco, nero | ATS Wheels                         | Copec, Tecfin, Liqui Moly, Shell, Champion |
| 1983 | Giallo            | Nero         | ATS Wheels                         | Shell, Goodyear, Steinbock                 |
| 1984 | Giallo            | Nero         | ATS Wheels                         | Marilena, Steinbock, Shell, Pirelli        |

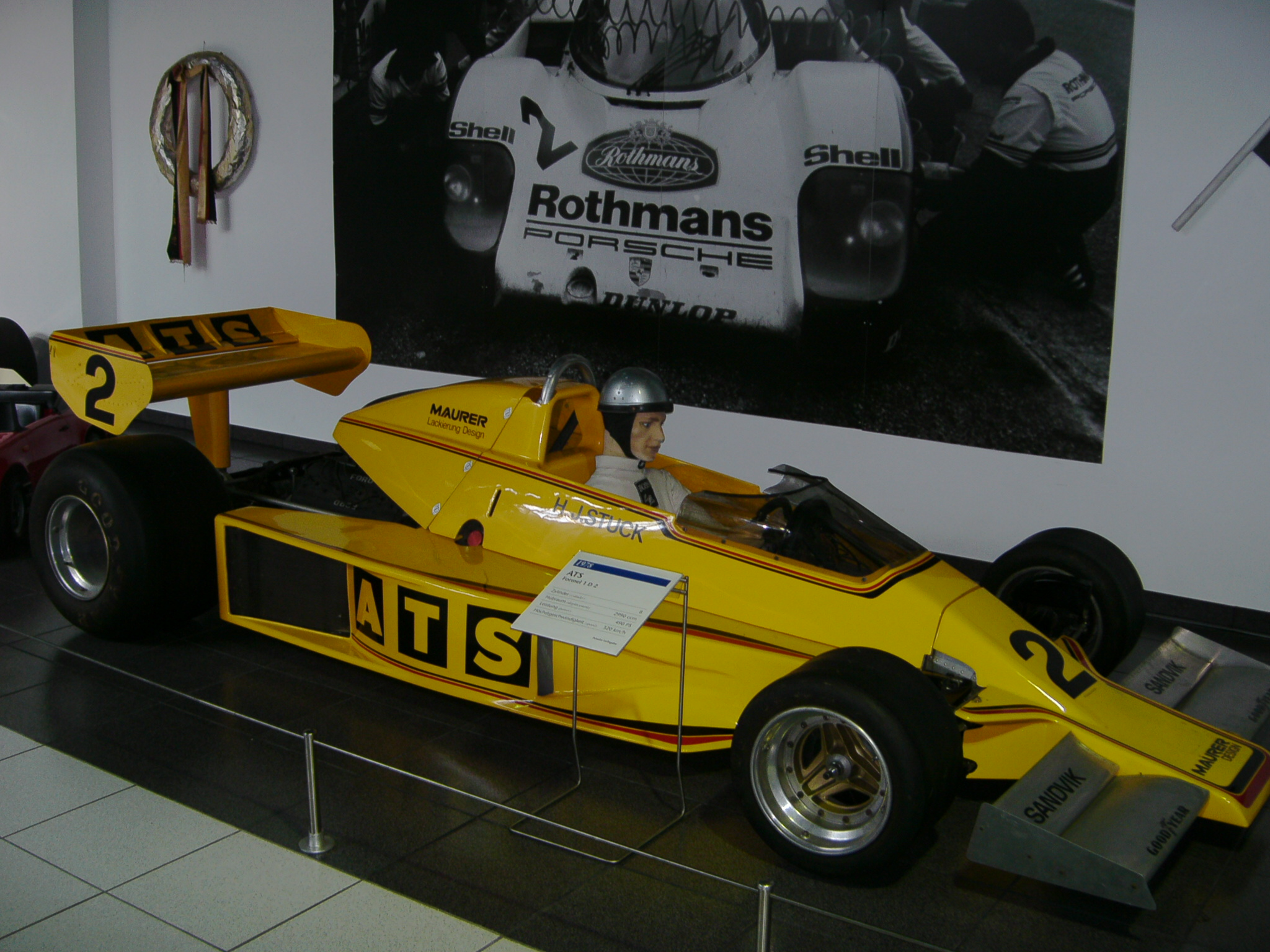
La ATS D2 di Hans-Joachim Stuck del 1979
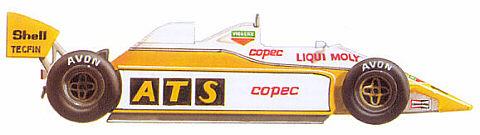
Nel 1981, la ATS era sponsorizzata dalla band ABBA, questo perché uno dei piloti era Slim Borgudd, il batterista degli ABBA
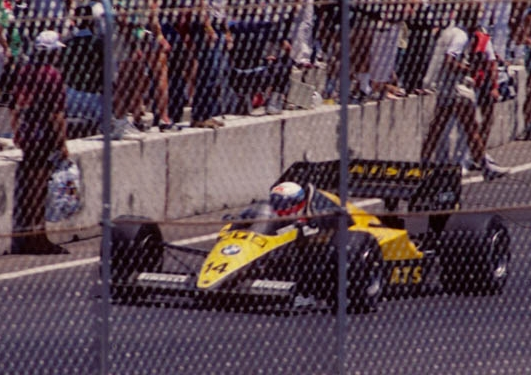
Manfred Winkelhock al Gran Premio degli Stati Uniti d'America 1984

## Benetton
| Anno      | Colore principale | Altri colori              | Sponsor principale                 | Altri sponsor | Livree modificate (senza marche di tabacco) |
| --------- | ----------------- | ------------------------- | ---------------------------------- | --- | --- |
| 1986–1990 | Rosso, verde      | Blu, giallo               | Benetton Group, Sisley (1986/1988) | Pirelli (1986), Goodyear (1987–1990), Riello, Frizerga, 7 Up, Autopolis, Mobil 1, Eurobags, BMW (1986), Flying Tigers, Ford (1987–1990), Steinbock, Gillette (1989), The European, Camel, Gancia, Sanyo (1989–1990), Technocast | Le lettere della parola "Camel" furono sostituite dal logo dell'azienda (1988–1990). Dipinta una bandiera della nazione per cui il team corre (1986). |
| 1991      | Giallo            | Verde, blu                | Camel                              | Ford, Mobil 1, Sanyo, "United Colors Of Benetton" (Benetton Group), Autopolis, Pirelli | Le lettere della parola "Camel" furono sostituite da linee blu, o sostituite dal logo Camel, o con "Benetton" |
| 1992      | Giallo            | Verde                     | Camel                              | Ford, Mobil 1, Sanyo, "United Colors Of Benetton" (Benetton Group), Goodyear, Brembo, USAG Tools | Le lettere della parola "Camel" furono sostituite da linee blu, o sostituite dal logo Camel, o con "Benetton" |
| 1993      | Giallo            | Verde scuro               | Camel                              | Ford, Elf, Sanyo, Technogym, Denim, "United Colors Of Benetton" (Benetton Group), Goodyear | Le lettere della parola "Camel" furono sostituite da linee blu, o sostituite dal logo Camel, o con "Benetton" |
| 1994      | Blu               | Verde                     | Mild Seven                         | Ford, Elf, Sanyo, Oracle, Polti, "Benetton Sportsystem" (Benetton Group) | "Mild Seven" fu rimpiazzato da "Benetton" |
| 1995      | Blu               | Bianco, blu scuro, giallo | Mild Seven                         | Bitburger, Renault, Oracle, Elf, Kickers, RTL, "Benetton Sportsystem" (Benetton Group) | "Mild Seven" fu sostituito da "Benetton" o "Moto Sport" e "Bitburger" fu rimpiazzato da "Drive Alcoholfrei". Una bandiera italiana indicava la nazionalità del gruppo Benetton.                                                                           |
| 1996      | Blu               | Bianco                    | Mild Seven                         | FedEx, Renault, Prince Sports, Kingfisher, Elf, Cesare Paciotti, Hype Energy, Nordica, "Benetton Sportsystem" (Benetton Group)                                                                                                  | "Mild Seven" fu rimpiazzato con "Benetton". Una bandiera italiana a indicare la nazionalità del team (1996-1997). |
| 1997      | Blu               | Bianco                    | Mild Seven                         | FedEx, Renault, Agip, Prince Sports, Akai, Korean Air, Hype Energy, Hitachi, Gillette | "Mild Seven" fu rimpiazzato con "Benetton". Una bandiera italiana a indicare la nazionalità del team (1996-1997). |
| 1998      | Blu               | Bianco                    | Mild Seven                         | FedEx, Agip, Akai, Hitachi, Korean Air, Gillette | "Mild Seven" fu rimpiazzato con "Benetton". Una bandiera italiana a indicare la nazionalità del team (1996-1997). |
| 1999      | Blu               | Bianco                    | Mild Seven                         | FedEx, Agip, Supertec, Playlife, D2 Mannesmann, Bridgestone, Marconi, Korean Air | "Mild Seven" fu rimpiazzato con "Benetton". Una bandiera italiana a indicare la nazionalità del team (1996-1997). |
| 2000      | Blu               | Bianco                    | Mild Seven                         | Agip, Supertec, D2 Mannesmann, Bridgestone, Marconi, Korean Air | "Mild Seven" fu rimpiazzato con "Benetton". Una bandiera italiana a indicare la nazionalità del team (1996-1997). |
| 2001      | Blu               | Bianco                    | Mild Seven                         | Marconi, Elf, Renault, Korean Air, Vodafone, PlayStation 2 | "Mild Seven" fu sostituito con "Benetton" (sui vestiti dei membri del team e nella zona anteriore dell'ala posteriore), "Renaultsport" sull'ala posteriore (rear side), "Fisico" sulla macchina di Fisichella e "Jenson" sulla macchina di Jenson Button. |

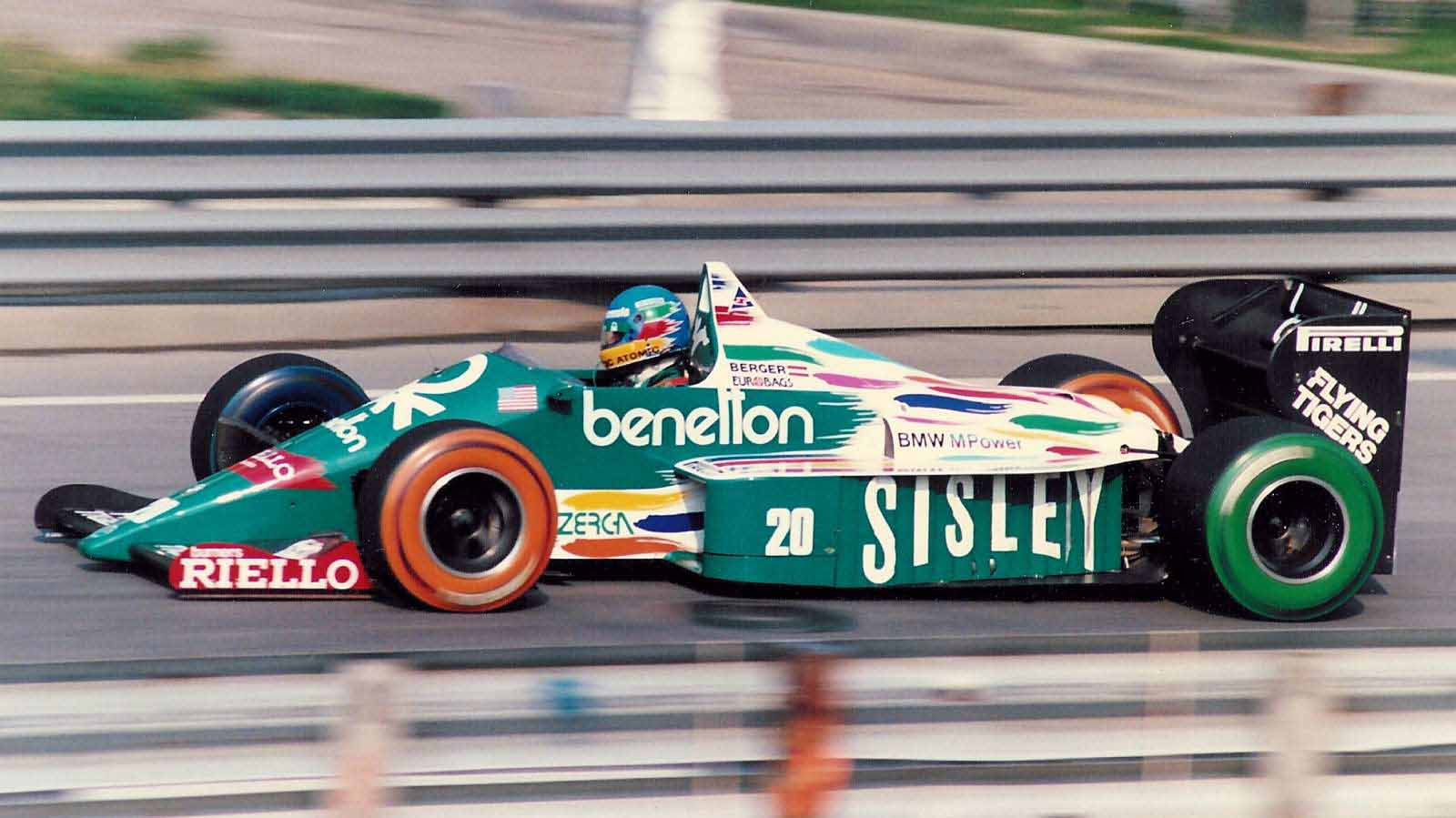
Nei primi anni, Benetton corse con livrea verde e Sisley e Benetton come sponsor,qui Gerhard Berger al Gran Premio degli Stati Uniti 1986
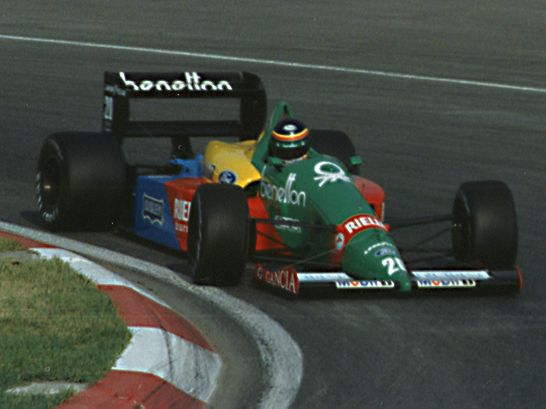
Thierry Boutsen alla guida della benetton al Gran Premio del Canada 1988
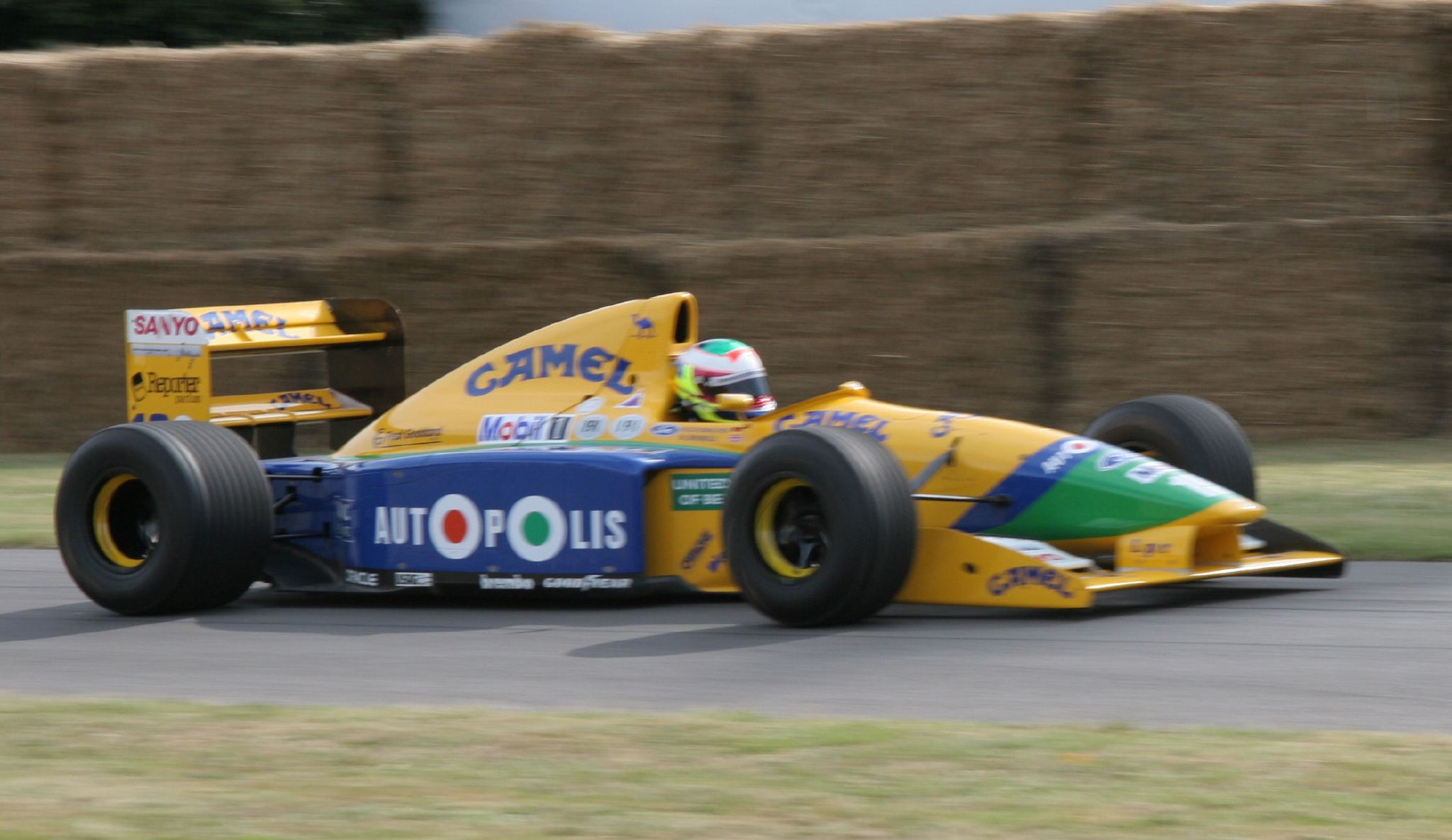
Dal 1991 al 1993, la Camel ha sponsorizzato Benetton,qui la B191 del Campionato mondiale di Formula 1 1991 al Goodwood Festival of Speed del 2006
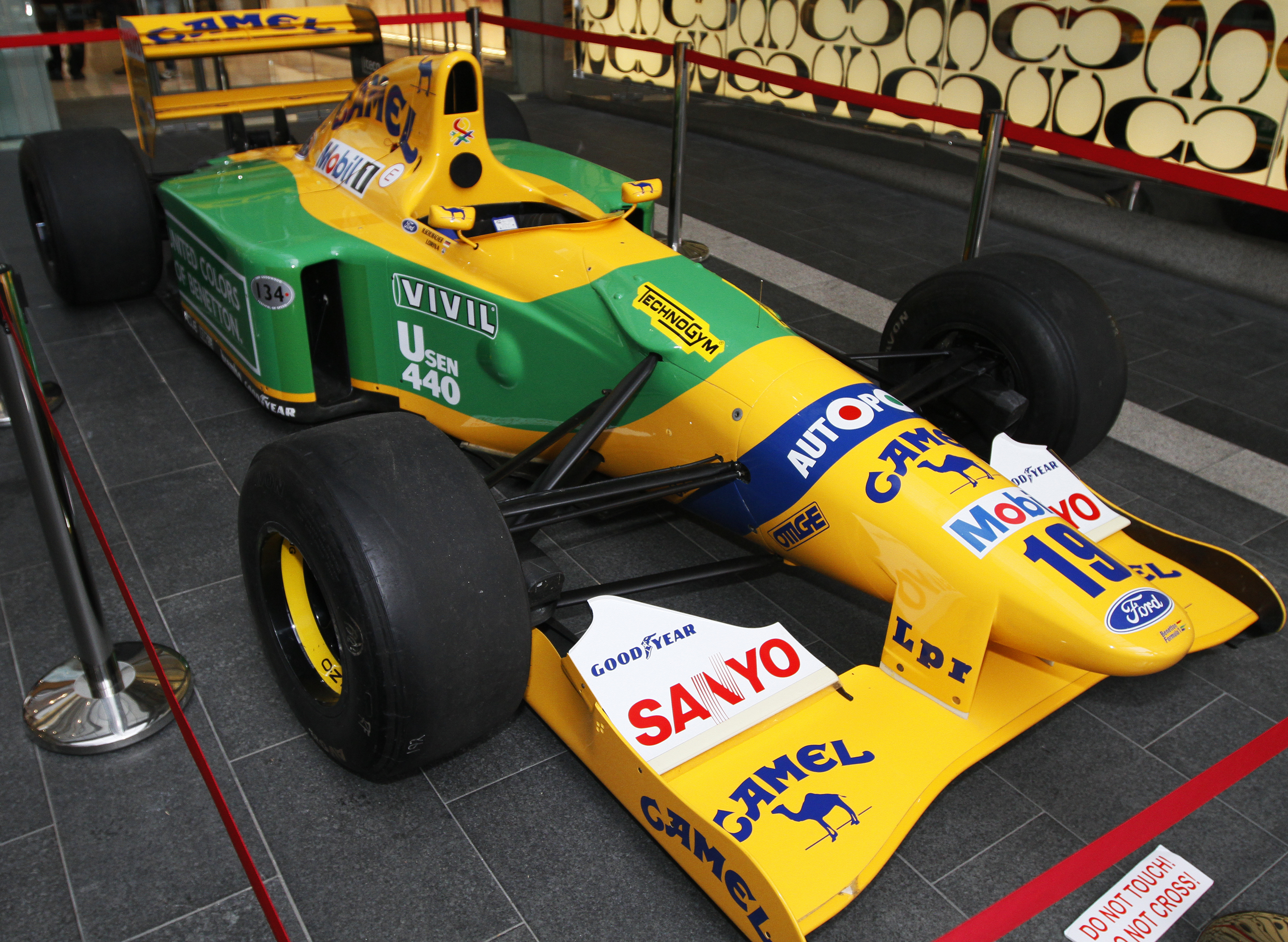
Una Benetton B192 con livrea Camel
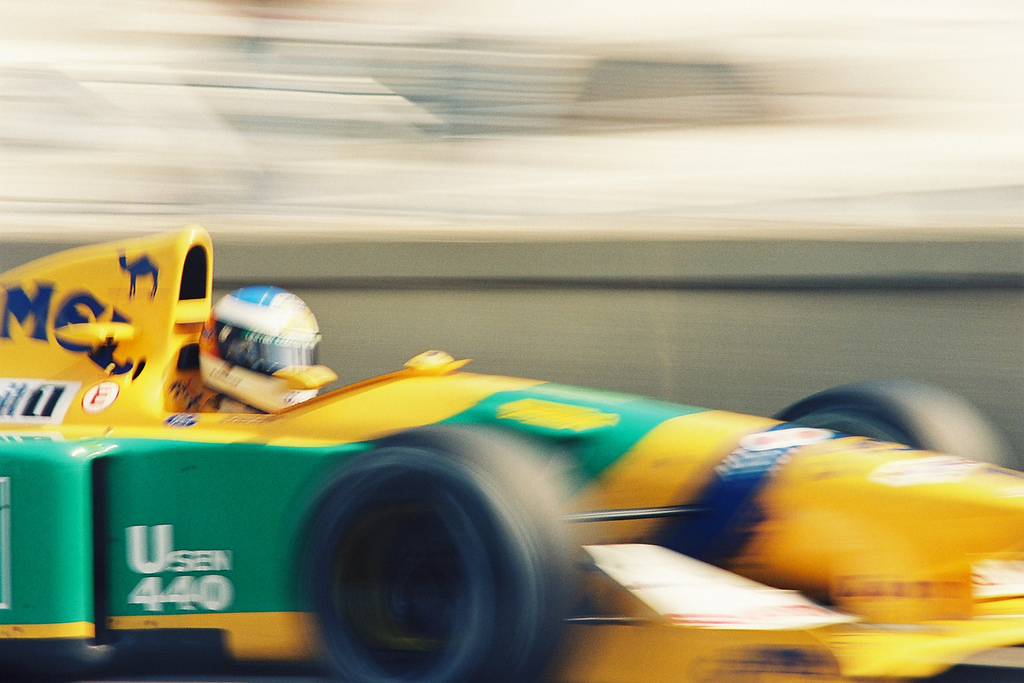
Michael Schumacher alla guda della Benetton al Gran Premio di Monaco 1992
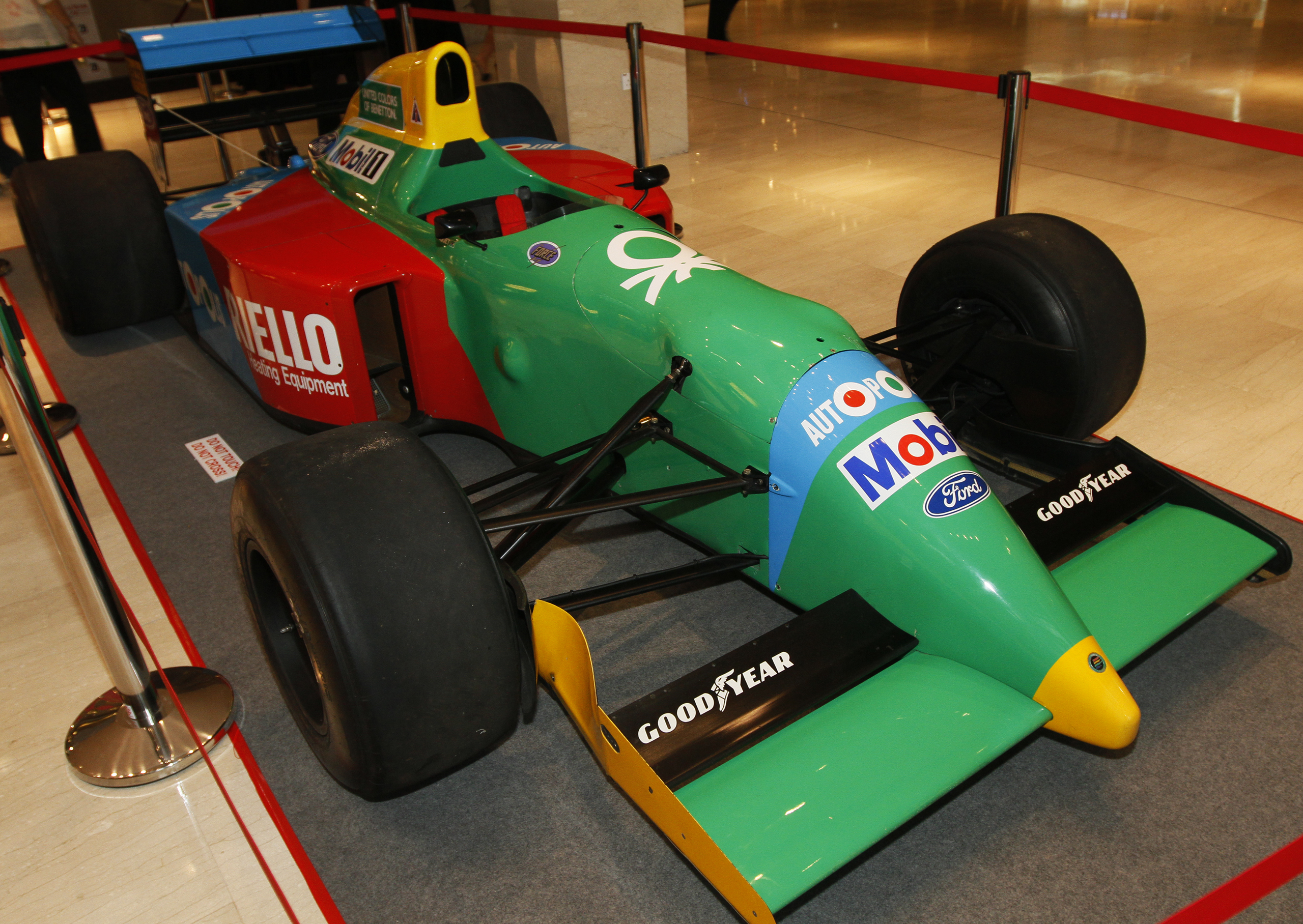
1990 Benetton B190
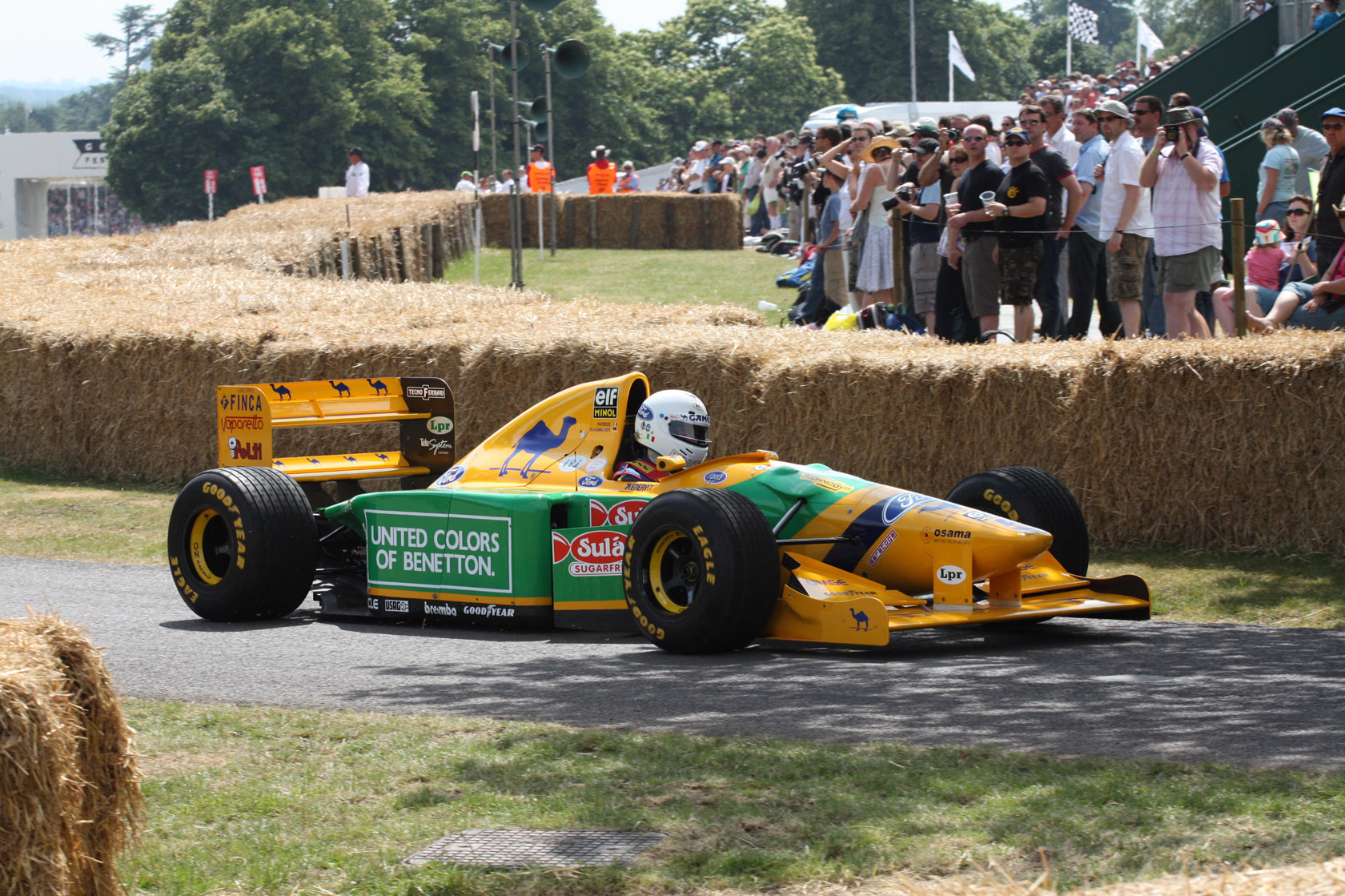
Beneton B193 al Goodwood Festival of Speed
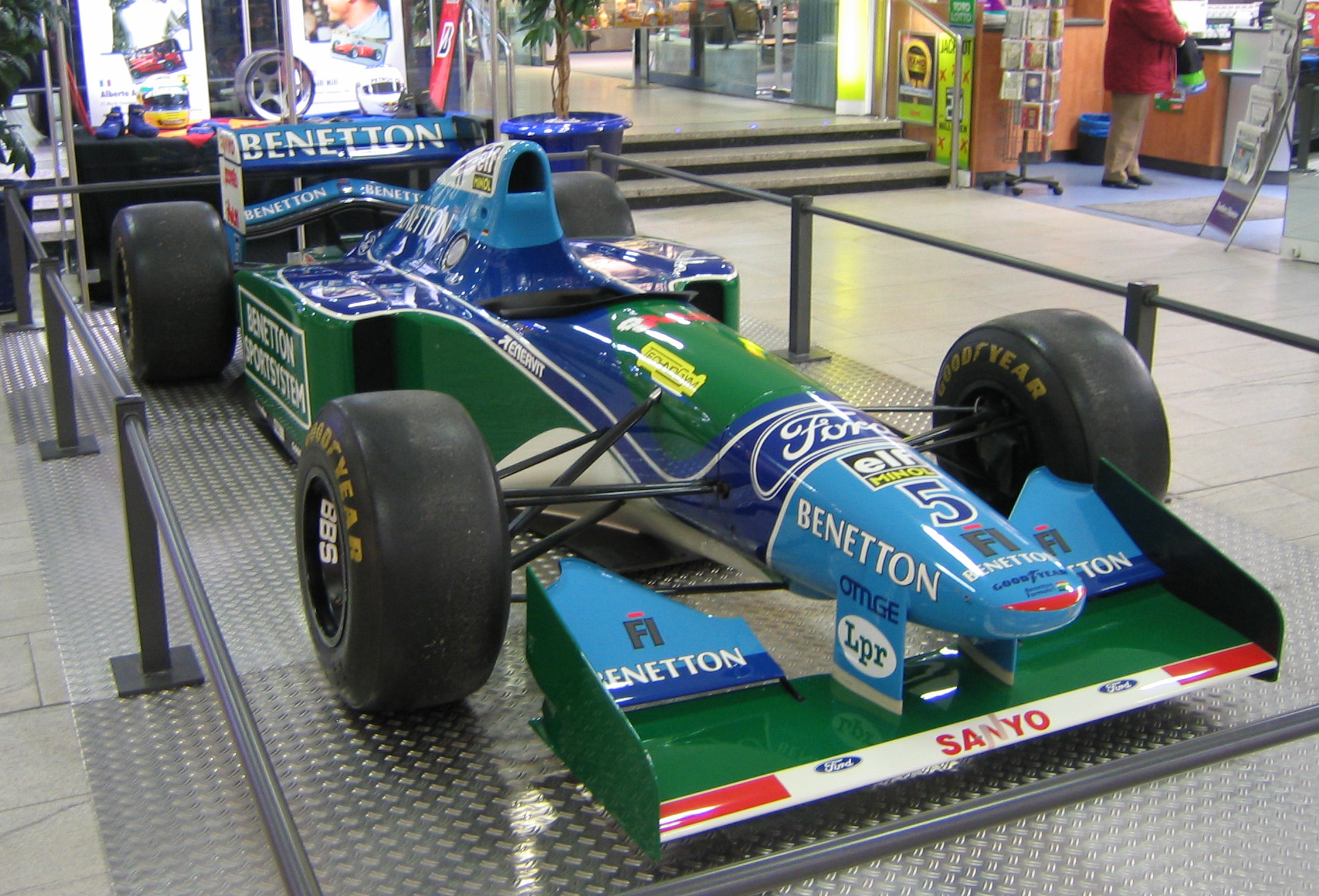
Benetton fu sponsorizzata da Mild Seven fino al 2001 e vinse due titoli mondiali piloti con Michael Schumacher; questa è la Benetton B194
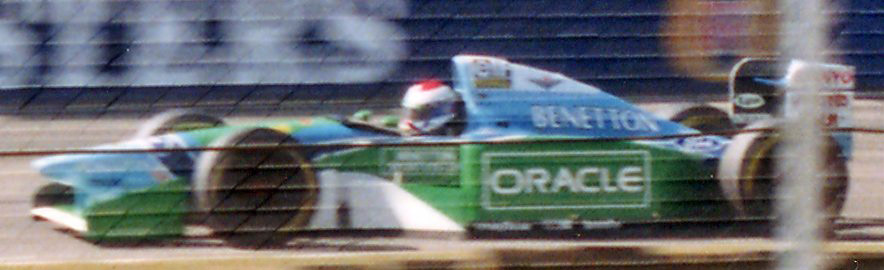
Jos Verstappen al Gran Premio di Gran Bretagna 1994
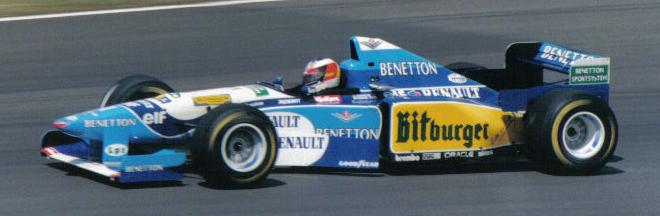
Michael Schumacher alla guida della Benetton al Gran Premio di Gran Bretagna 1995
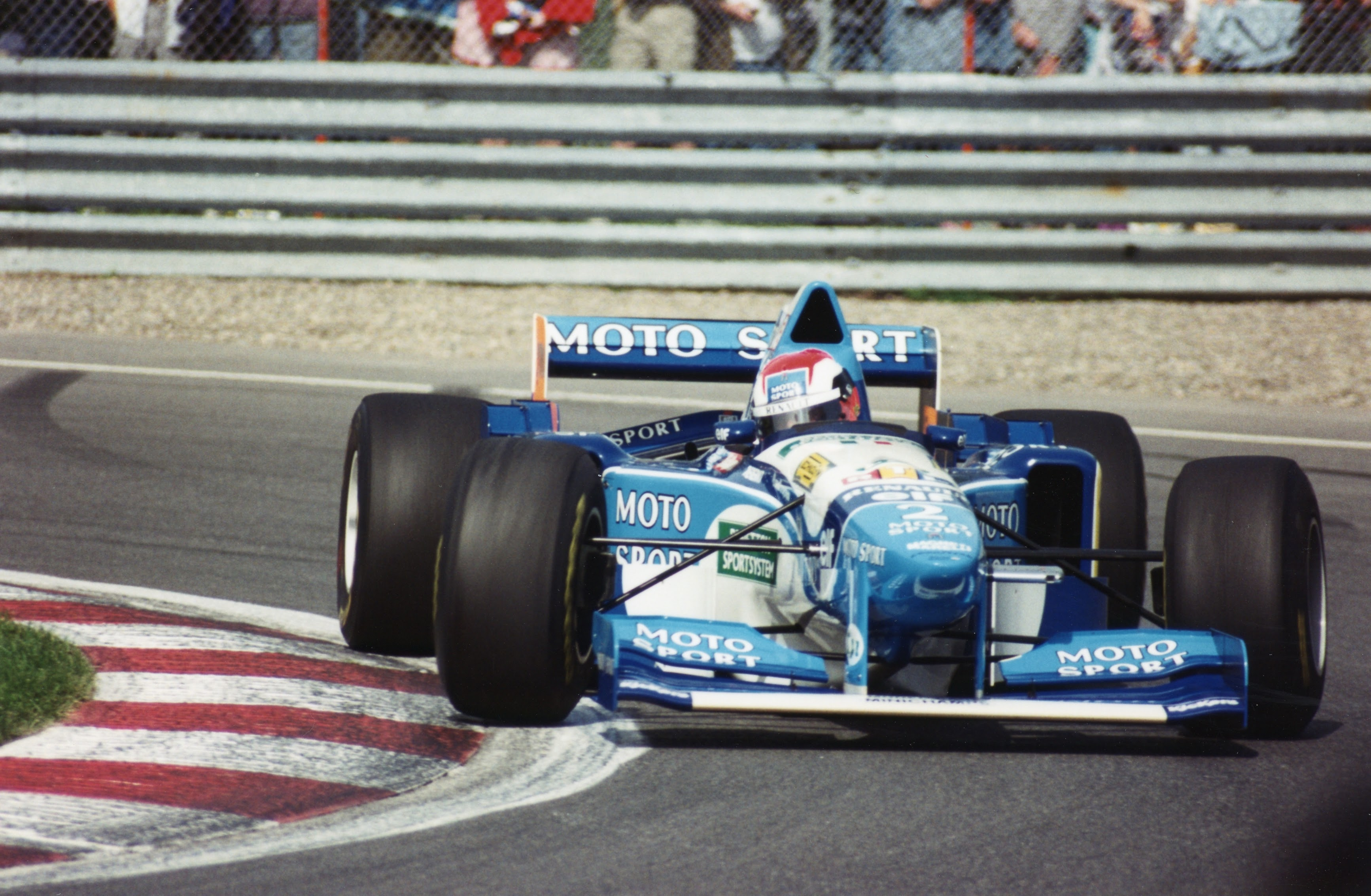
Johnny Herbert sulla Benetton (livrea senza marche di tabacco) al Gran Premio del Canada 1995
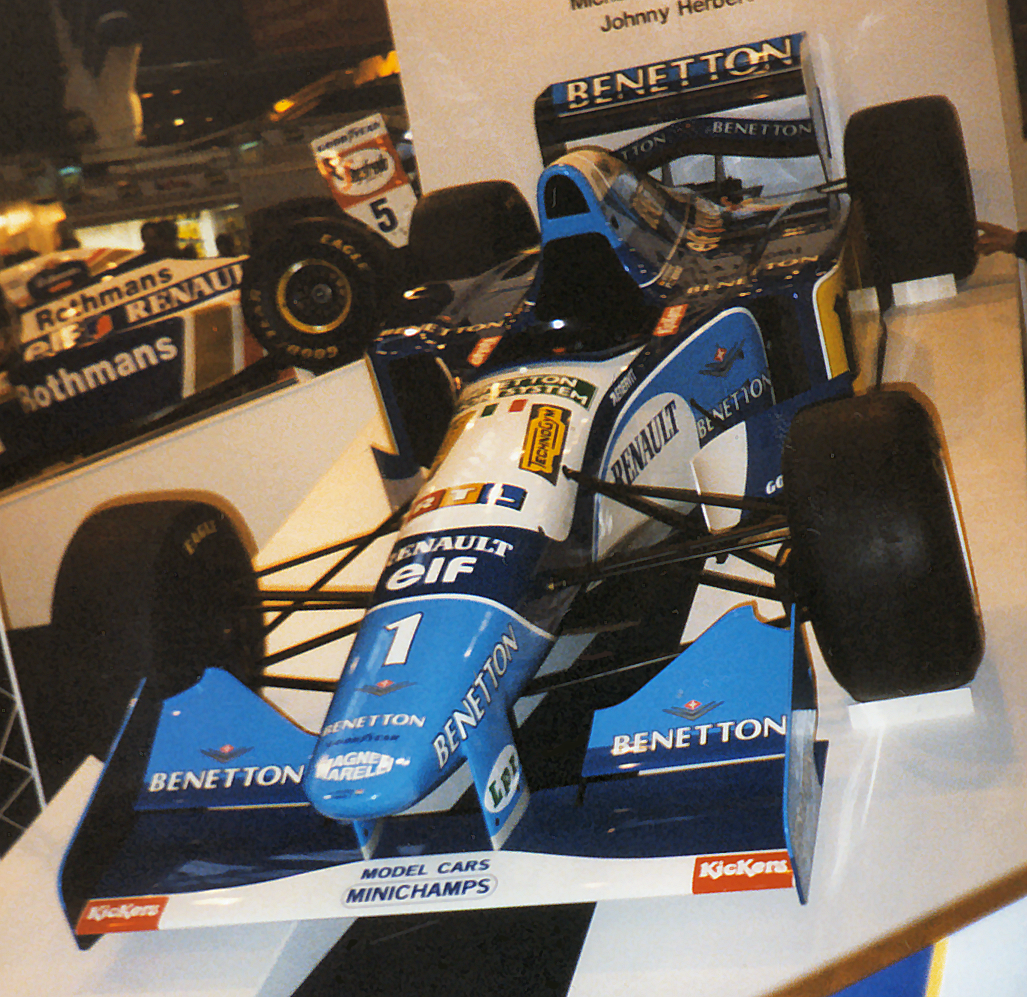
La Benetton B195 all'Autosport International Show del 1996
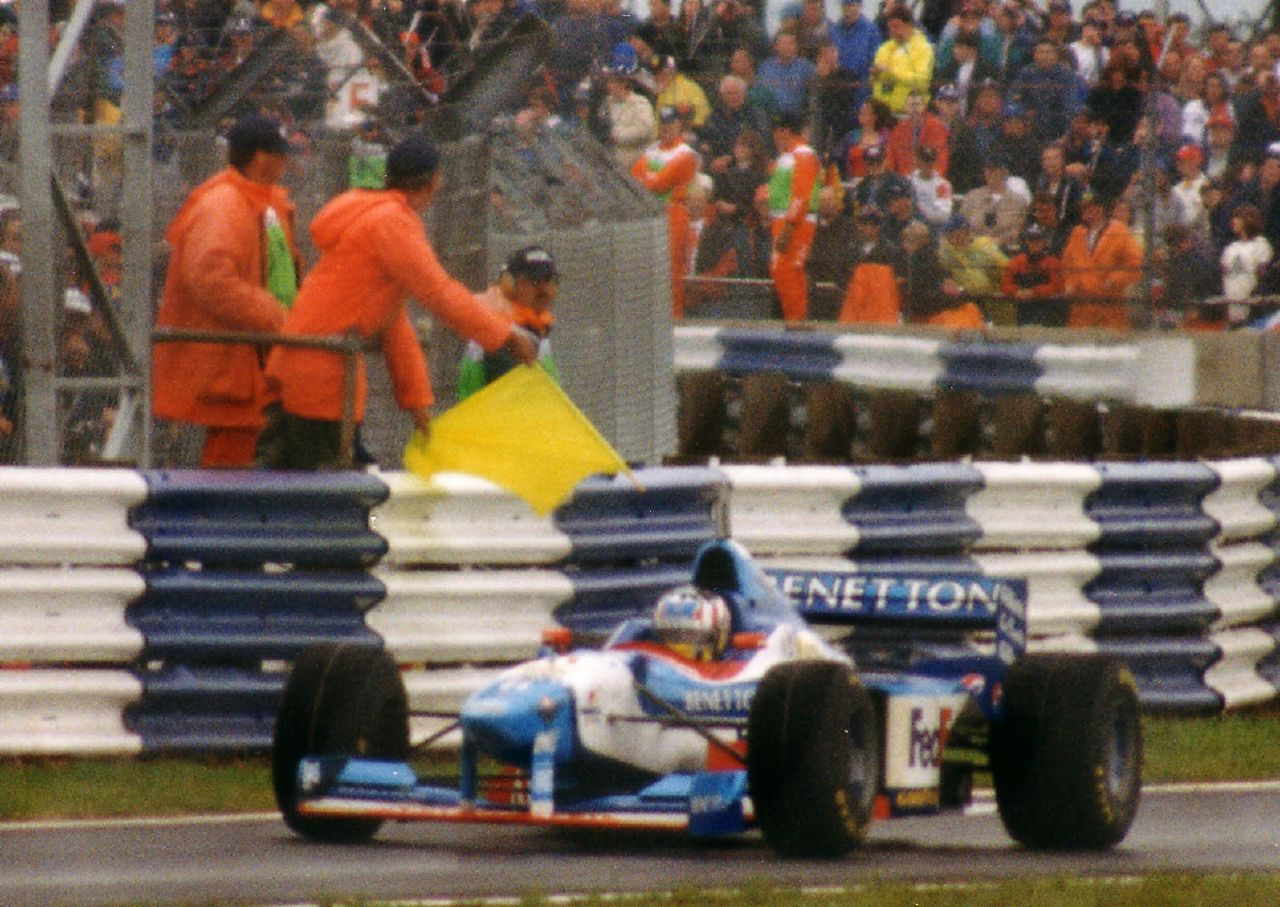
Alexander Wurz alla guida della Benetton al Gran Premio di Gran Bretagna 1997
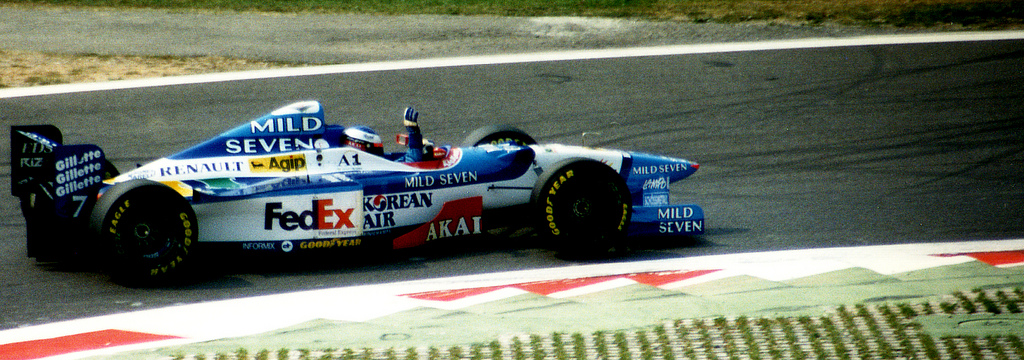
Jean Alesi alla guida di una Benetton al Gran Premio d'Italia 1997
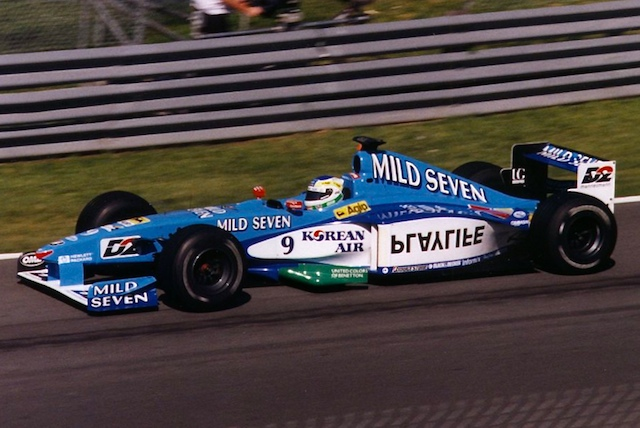
Giancarlo Fisichella alla guida della Benetton a Montréal nel 1999
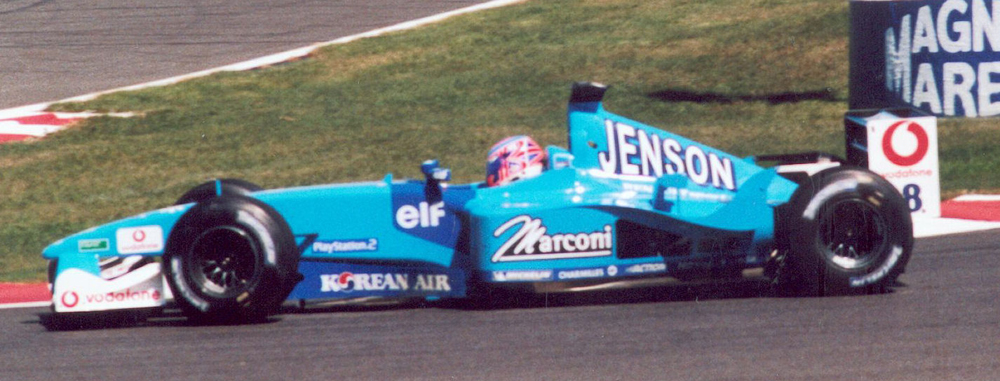
Negli ultimi anni precedenti all'acquisizione da parte di Renault, Benetton fu sponsorizzata dalla stessa Renault, Vodafone e Korean Air; qui Jenson Button nel 2001

## BMS Scuderia Italia
Durante gli anni con Dallara, la Scuderia Italia partecipò con una livrea simile a quella della Scuderia Ferrari (rosso corsa con dettagli bianchi e ali nere), ma prima dell'acquisto da parte della Minardi, quando corse con macchine Lola, aveva una livrea bianca con fiamme rosse e gialle.
| Anno                | Colore principale | Altri colori             | Sponsor principale                           | Altri sponsor                                                                  |
| ------------------- | ----------------- | ------------------------ | -------------------------------------------- | ------------------------------------------------------------------------------ |
| 1988 (Dallara 3081) | Rosso             | Nero                     |                                              | Goodyear                                                                       |
| 1988 (Dallara F188) | Rosso             | Nero, bianco             | Marlboro                                     | Viacom, Nikols, Timberland, Magneti Marelli, Weber, Berlucchi, Castrol, Brembo |
| 1989                | Rosso             | Nero, bianco             | Marlboro, Lusfina, Fineco                    | Agip, Nikols, Pirelli, Magneti Marelli, Weber, Brembo, Lucchini, USAG, Koni    |
| 1990                | Rosso             | Nero, bianco             | Marlboro, Lucchini, Fineco                   | Agip, CartaSì, Pirelli, Brooksfield                                            |
| 1991                | Rosso             | Nero, bianco             | Marlboro, Lucchini, Fineco, Lusfina, Setrans | Agip, Ghial, OGAF, powering                                                    |
| 1992                | Nero, bianco blu  |                          | Marlboro, Lucchini, Fineco, Lusfina, Camozzi | Agip, Ghidini, SPAL                                                            |
| 1993                | Bianco            | Nero, rosso, giallo, blu | Chesterfield, Lucchini, Bossini, Camozzi     | Agip, Fastar                                                                   |

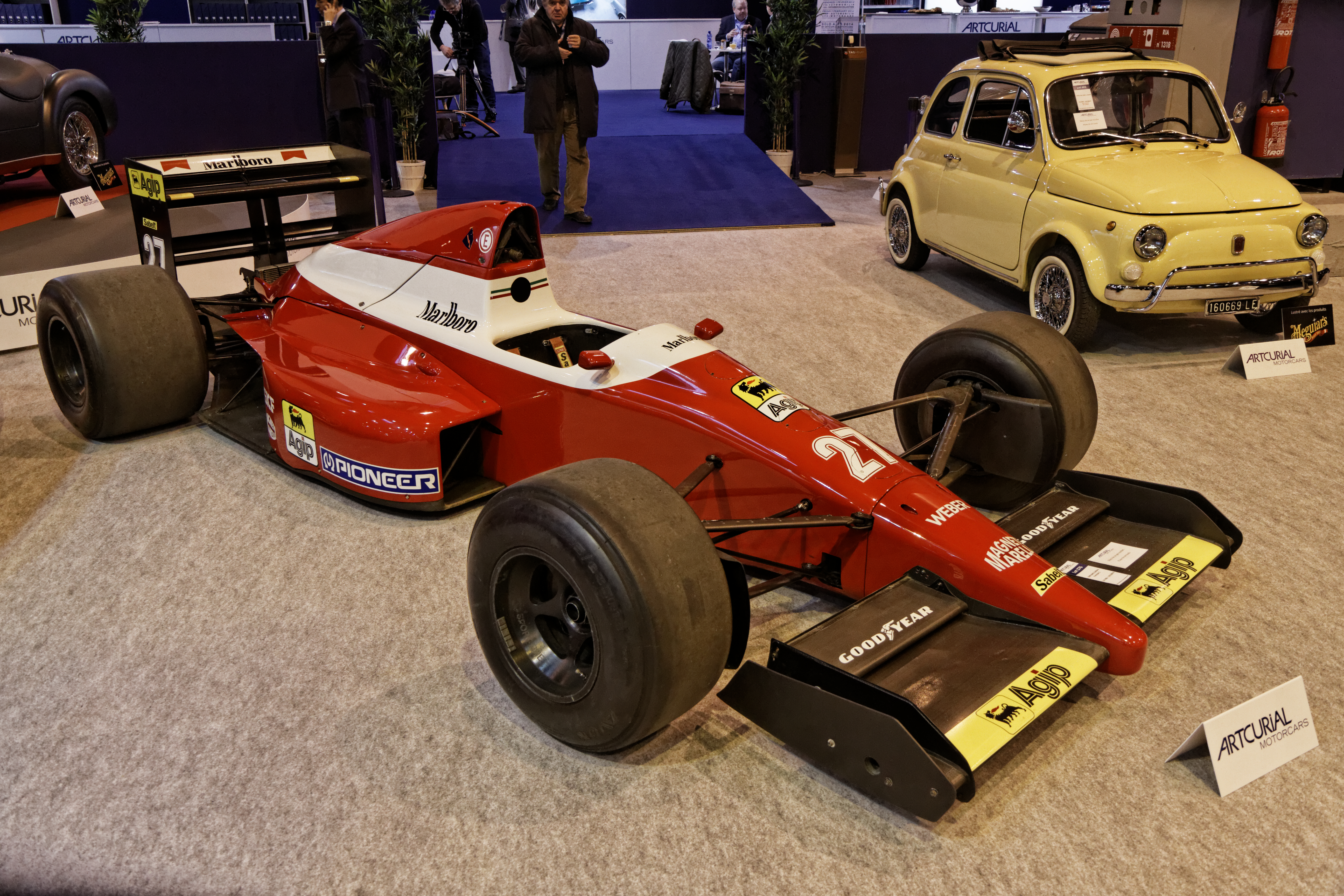
Una Dallara F89 in mostra.
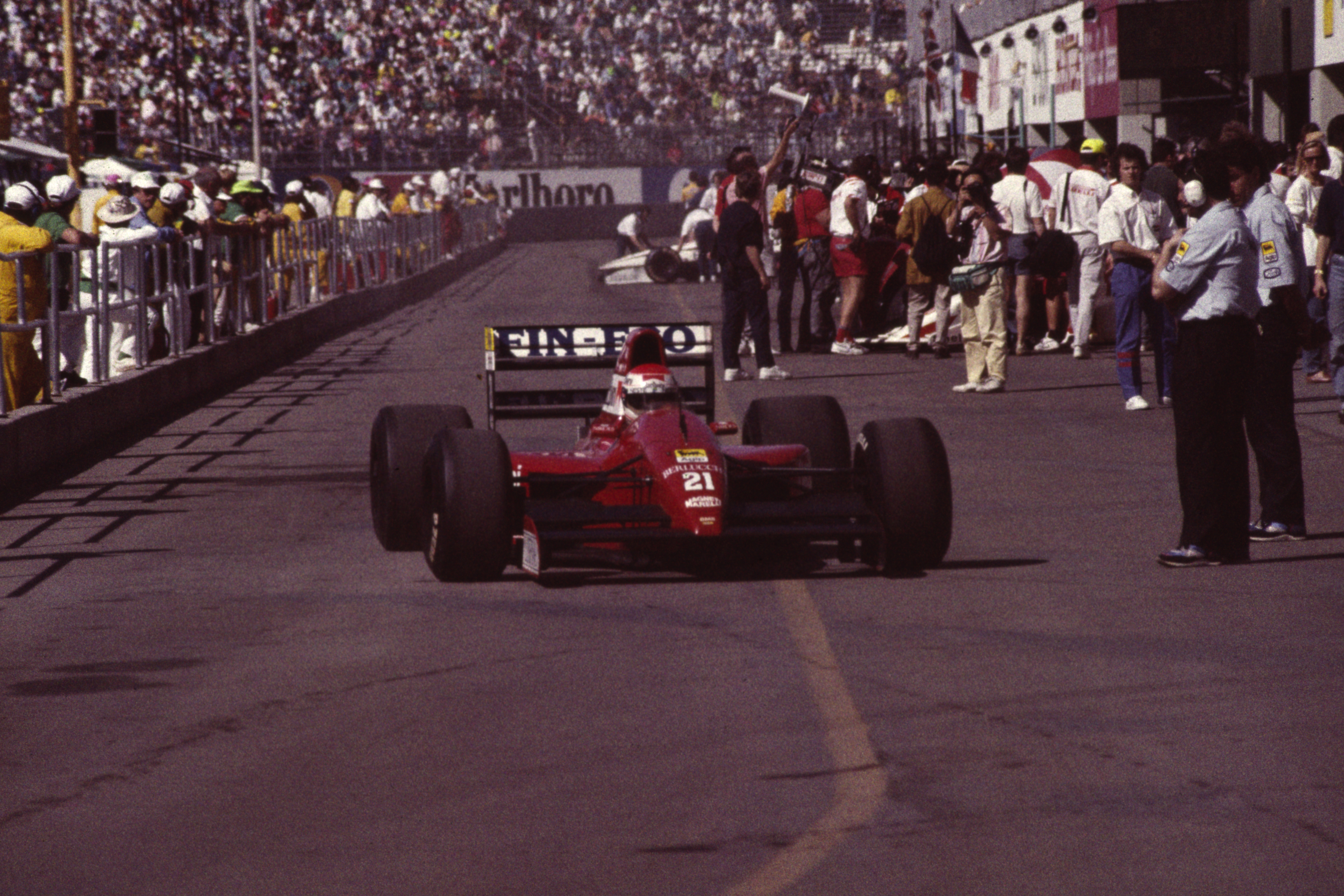
Emanuele Pirro che guida per la Scuderia Italia al Gran Premio degli Stati Uniti d'America 1991
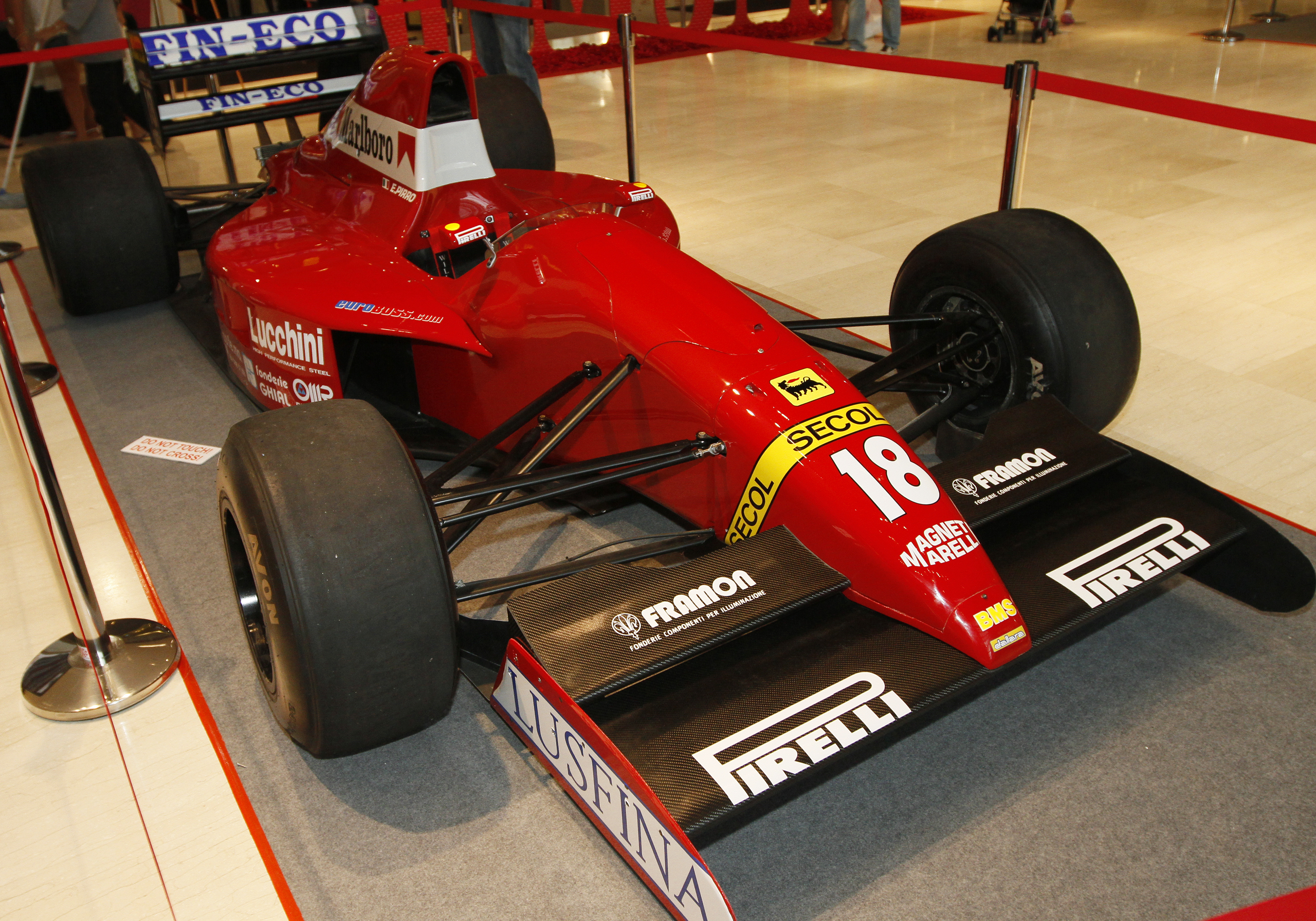
Una Dallara F191
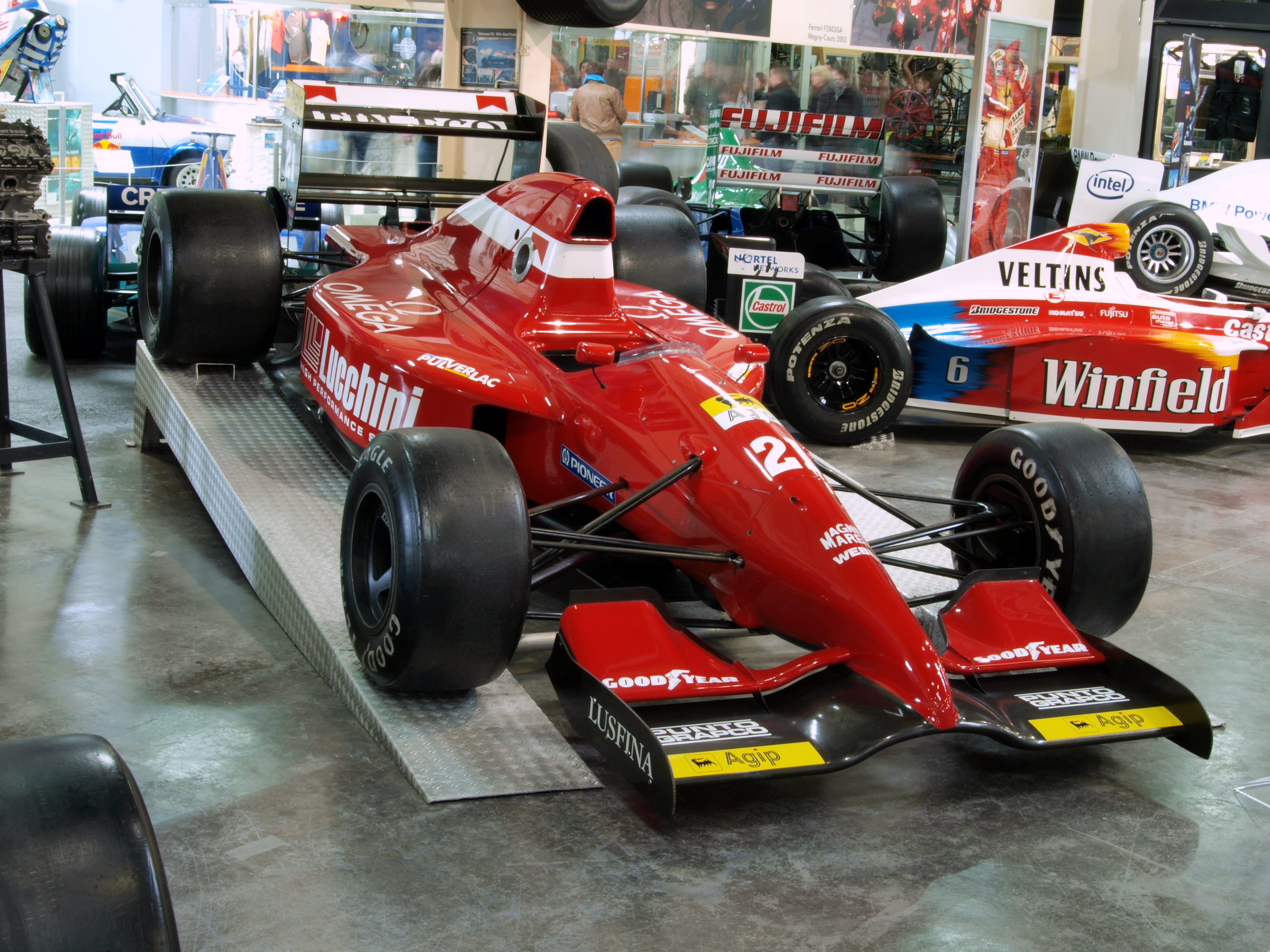
Una Dallara F192 in mostra
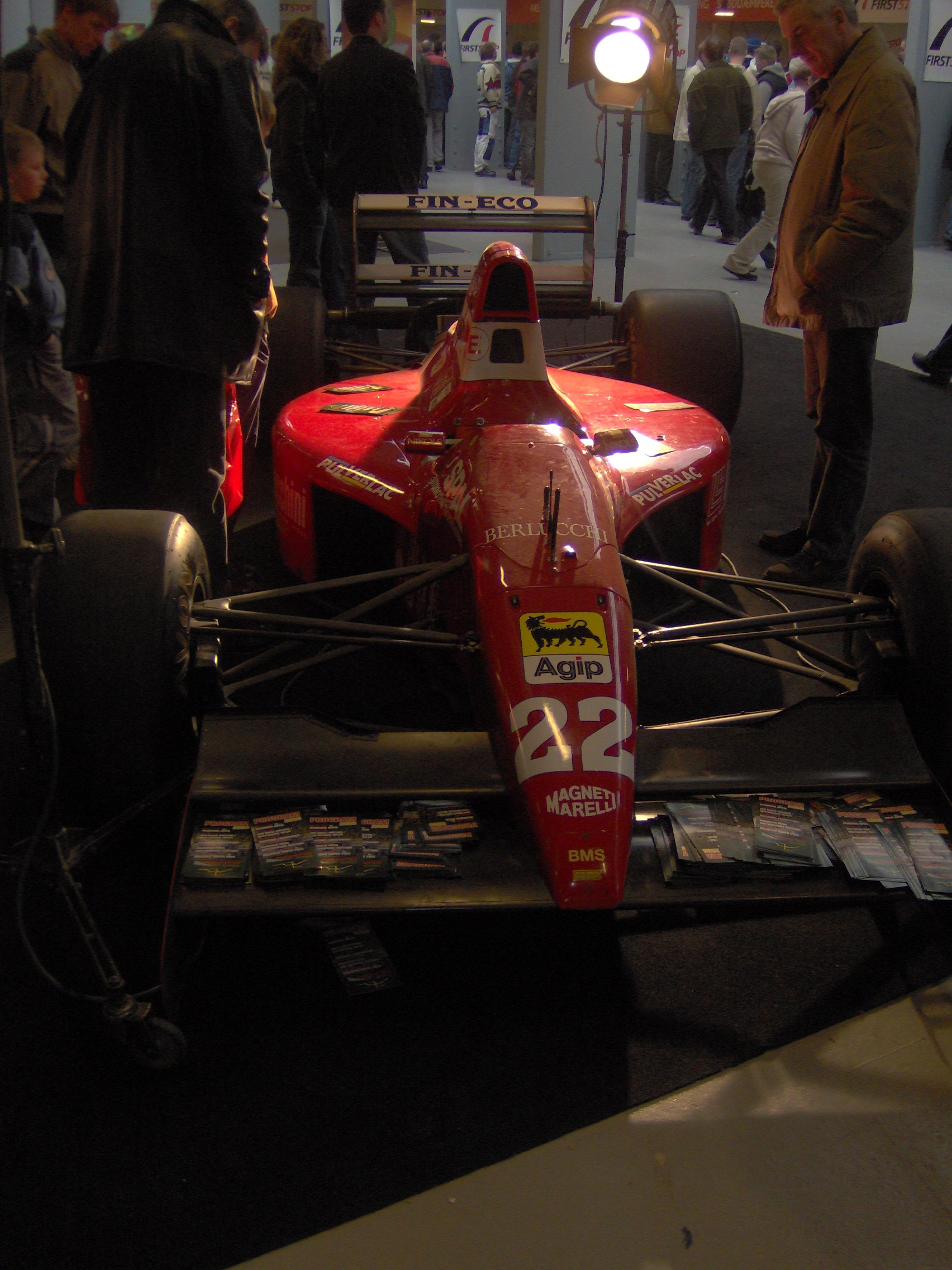
La Dallara del 1992 di JJ Letho

## BMW Sauber
Dopo essere stata un fornitore di motori negli anni '80 e dagli anni 2000, BMW diventò un costruttore nel 2006 dopo aver acquisito il costruttore svizzero Sauber. Nonostante le vetture avessero molti sponsor, erano in risalto i colori del team BMW Motorsport, bianco con azzurro, blu scuro e rosso. Il bianco è il colore nazionale originale della Germania, mentre bianco e blu sono i colori della Baviera e della stessa BMW.
Il 27 novembre 2009, la BMW cedette la scuderia al proprietario precedente, Peter Sauber. Il Campionato mondiale di Formula 1 2010 segna il ritorno della Sauber come costruttore indipendente.
| Anno      | Colore principale | Altri colori | Sponsor principale                | Altri sponsor                                                                                                |
| --------- | ----------------- | ------------ | --------------------------------- | --- |
| 2006–2009 | Bianco            | Blu, Rosso   | Petronas, Intel, T-Systems (2008) | Syntium, Hansen LTD (2006–2008), Go-gp.org (2009), FxPro (2009), Credit Suisse (2006–2008), Dell (2006–2008) |

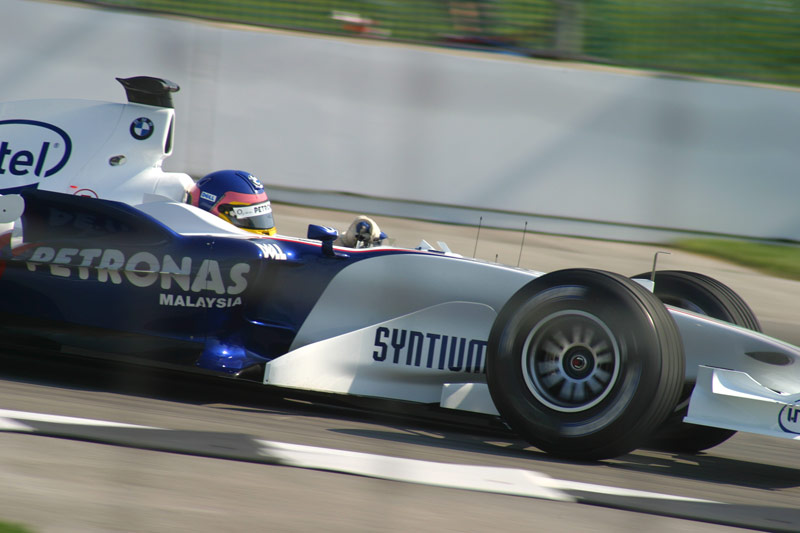
Jacques Villeneuve alla guida della BMW Sauber F1.06 al Gran Premio degli Stati Uniti d'America 2006

## Brawn GP
Dopo che Honda Racing F1 Team si ritirò dalla Formula 1 alla fine del 2008, il manager Ross Brawn la acquisì. Una mancanza di sponsor produsse una livrea bianca, con lampi di giallo e nero.
| Anno | Colore principale | Altri colori              | Sponsor principale | Altri sponsor                                       |
| ---- | ----------------- | ------------------------- | ------------------ | --------------------------------------------------- |
| 2009 | Bianco            | Nero, giallo fluorescente | Virgin             | Canon, MIG Investments, Henri Lloyd, Itaipava, Qtel |

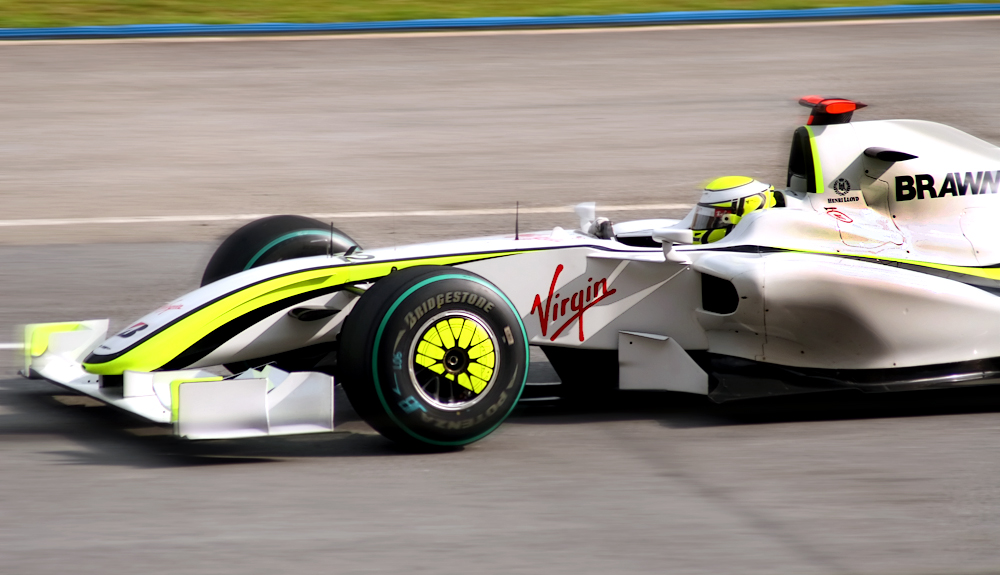
Jenson Button al Gran Premio della Malesia 2009, Sepang, Malesia
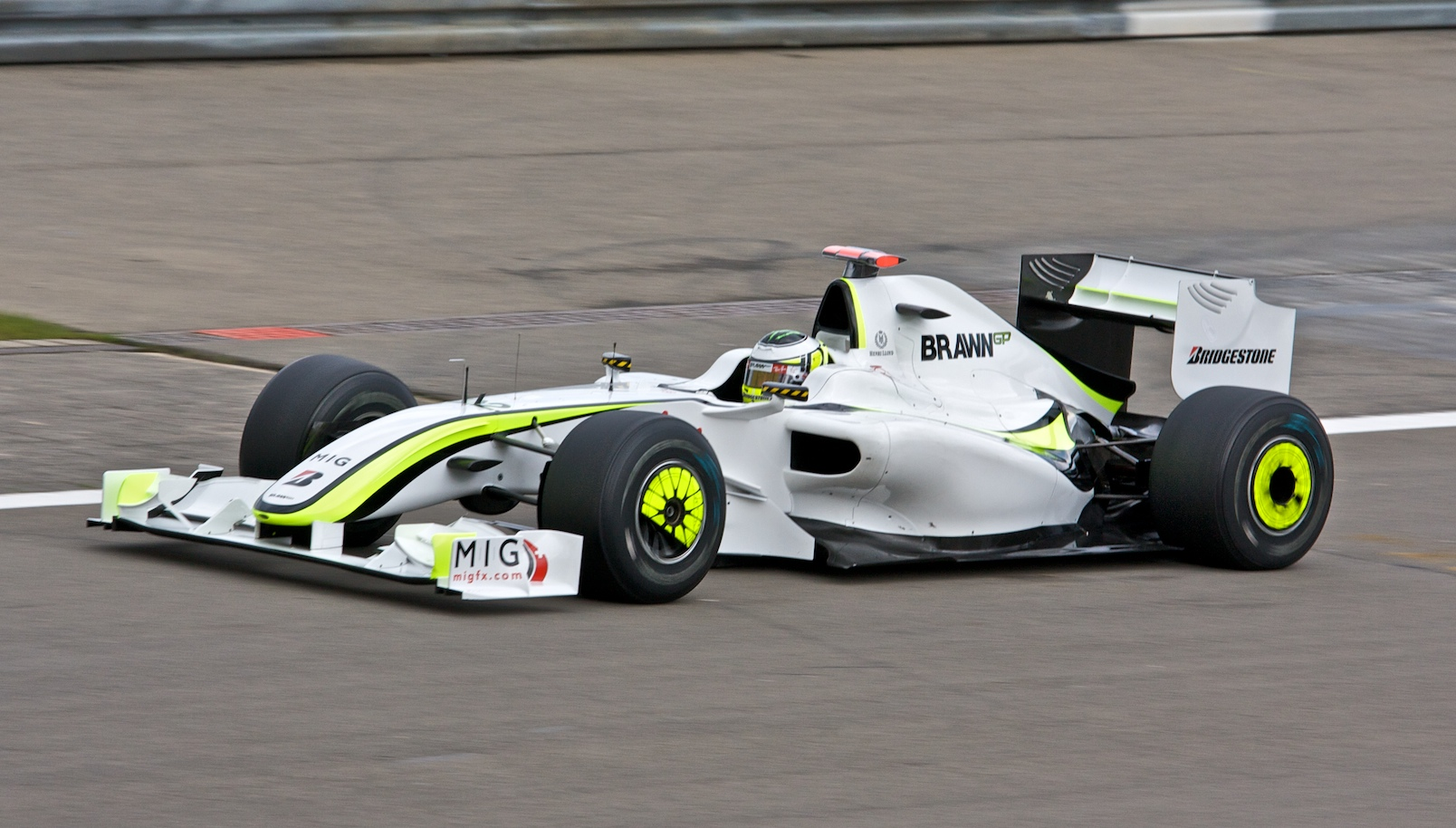
Jenson Button sulla Brawn BGP 001 al Gran Premio di Germania 2009.
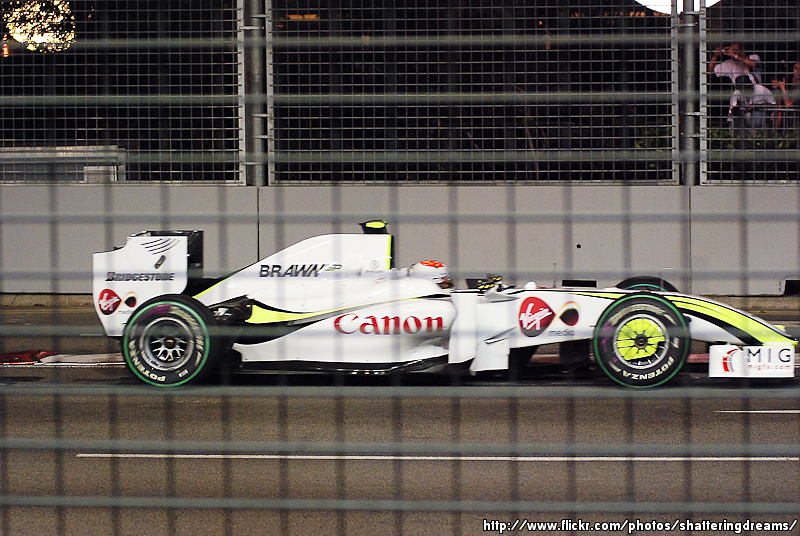
Rubens Barrichello alla guida dell Brawn GP al Gran Premio di Singapore 2009

## Caterham
Il Lotus team, che debuttò nel 2010, fu rinominato Caterham F1 nel 2012. Formalmente aveva nazionalità Malese, ma aveva una livrea dominata dal Verde corsa britannico, come il Team Lotus per molti anni.
| Anno | Colore principale      | Altri colori   | Sponsor principale       | Altri sponsor                                                                         |
| ---- | ---------------------- | -------------- | ------------------------ | ------------------------------------------------------------------------------------- |
| 2012 | Verde corsa britannico | Giallo, bianco | AirAsia                  | 1Malaysia, Naza Group, Renault, EQ8, CNN, Airbus, Dell, General Electric, Visa, Sibur |
| 2013 | Verde chiaro           | Giallo, bianco | General Electric, Airbus | McGregor, EADS, Renault, Dell, Intel, AirAsia, NAZA Group, CNN                        |
| 2014 | Verde chiaro           | Bianco         | General Electric, Airbus | Safran, Renault, Dell, Intel, CNN, Truphone, Naza Group, AirAsia                      |

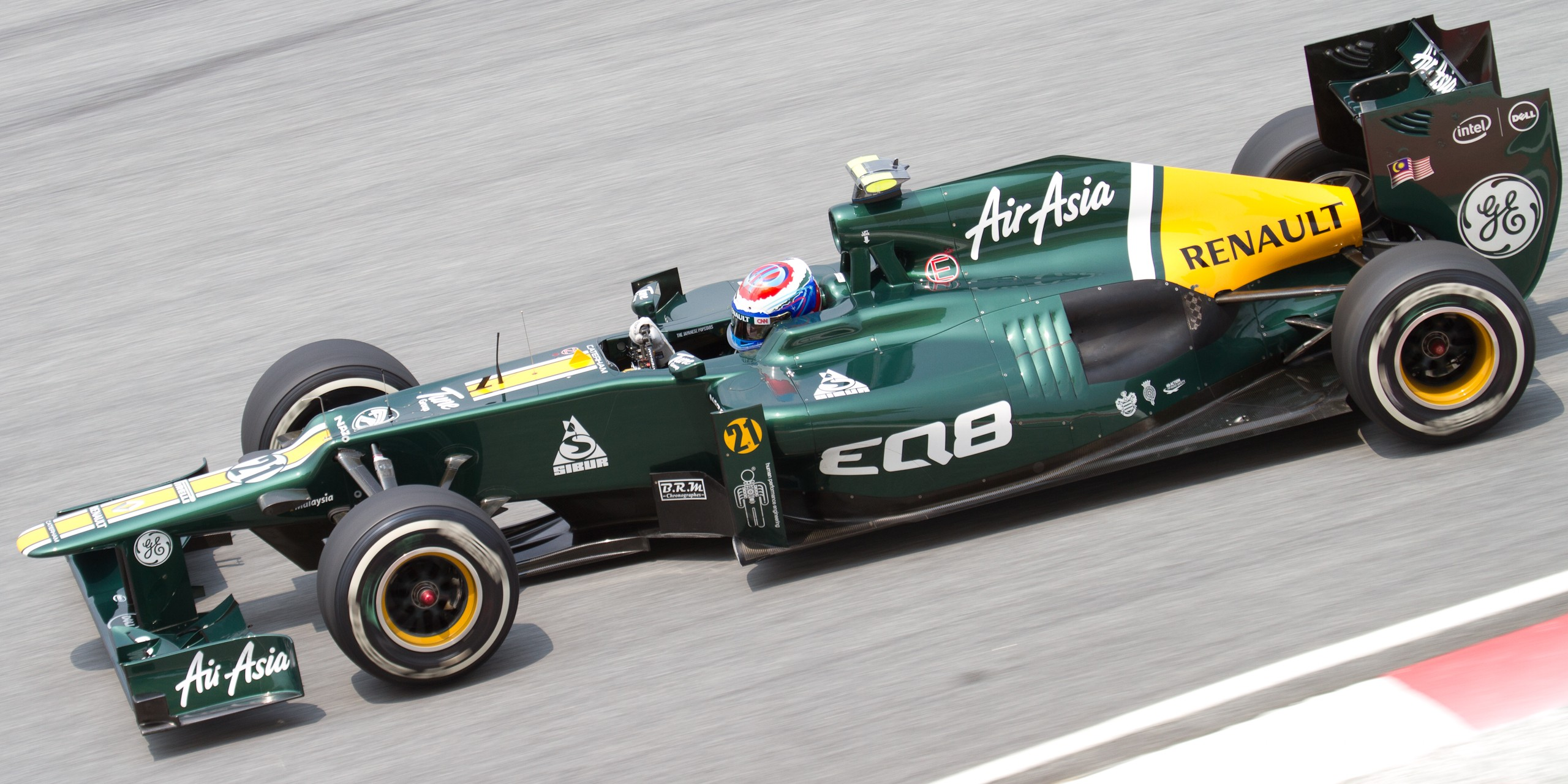
Vitalij Petrov al Gran Premio della Malesia 2012 alla guida dellaCaterham CT01.
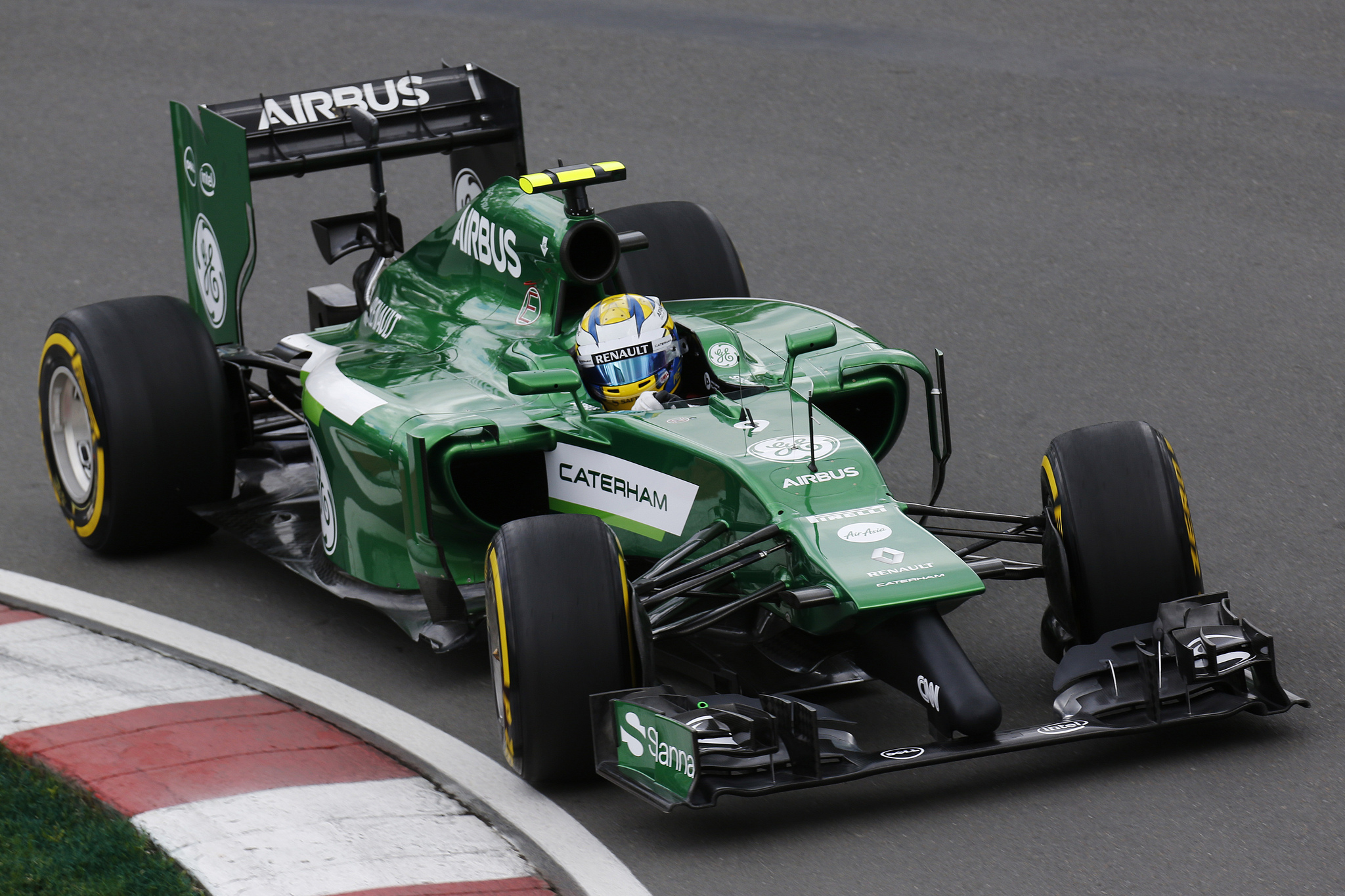
Marcus Ericsson sulla CT05 al Gran Premio della Malesia 2014.

## Coloni
Nei suoi primi anni, la Coloni venne sponsorizzata da Himont e Montefluos, due società di Montedison
| Anno                       | Colore principale | Altri colori          | Sponsor principale                      | Altri sponsor                          | Note                        |
| -------------------------- | ----------------- | --------------------- | --------------------------------------- | -------------------------------------- | --------------------------- |
| 1987                       | Giallo            |                       | Renzacci, Cast, Himont                  | White Sun, Q8, Bosby                   |                             |
| 1988                       | Giallo            |                       | Himont                                  | Magnabosco, Lpr                        |                             |
| 1989                       | Giallo            | Blu, verde            | Himont, Magnabosco, Malizia, Montefluos | Lpr, Bimo, La Cinq, Scaini, Cappello   | Usata in una sola macchina  |
| 1989                       | Bianco            | Azzurro, giallo, nero | Himont, La Cinq, Malizia, Agip          | Lpr, Bimo, Pirelli, Magnabosco, Scaini |                             |
| 1990 (con motore Subaru)   | Bianco            | Rosso, verde          |                                         | Subaru, Agip, Capa                     | Livrea Subaru Coloni racing |
| 1990 (senza motore Subaru) | Giallo            |                       |                                         | Agip, Capa, Goodyear, Magneti Marelli  |                             |
| 1991                       | Bianco            | Blu, grigio           |                                         | Galp                                   |                             |

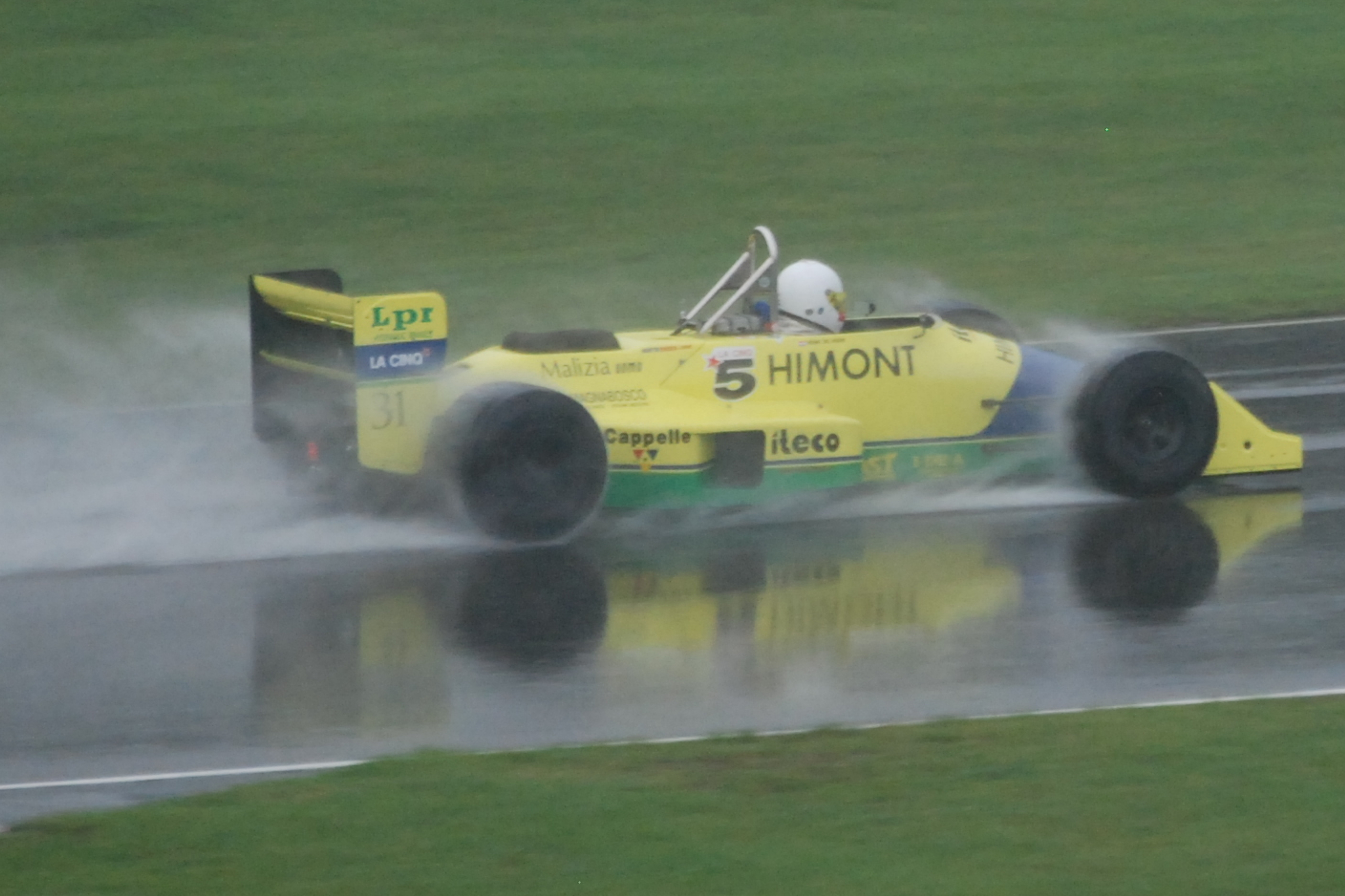
La Coloni FC188B in una dimostrazione nel 2009 a Donington Park
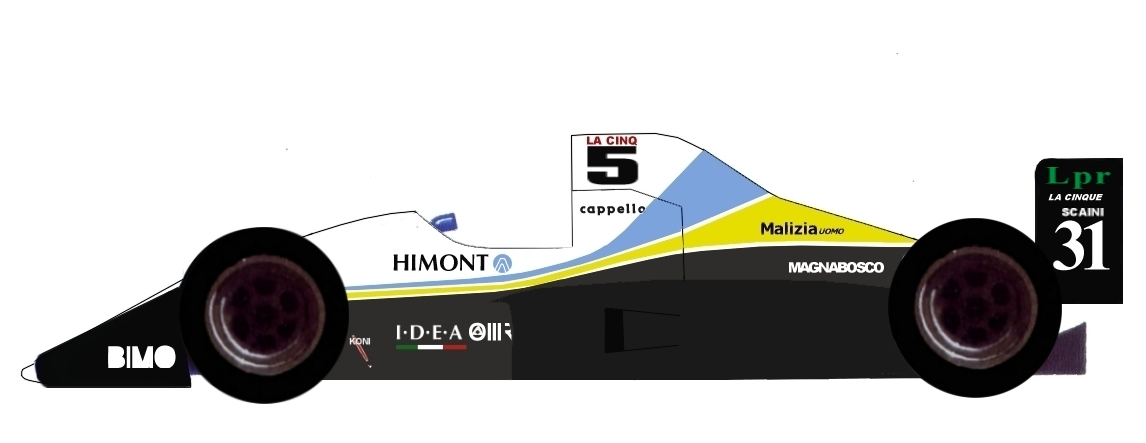
La Coloni C3 del Campionato mondiale di Formula 1 1989
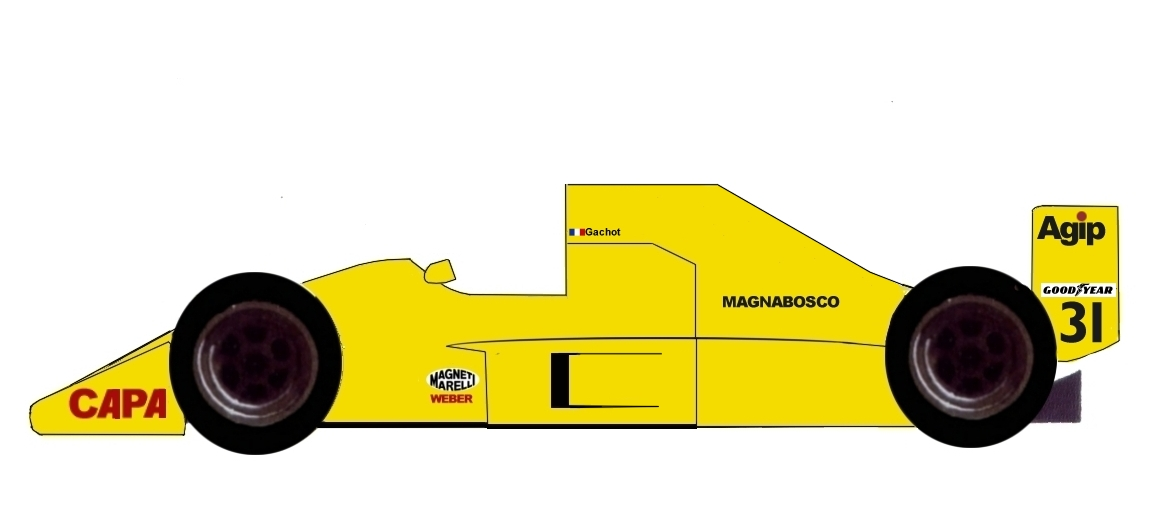
La Coloni C3C con motore ford
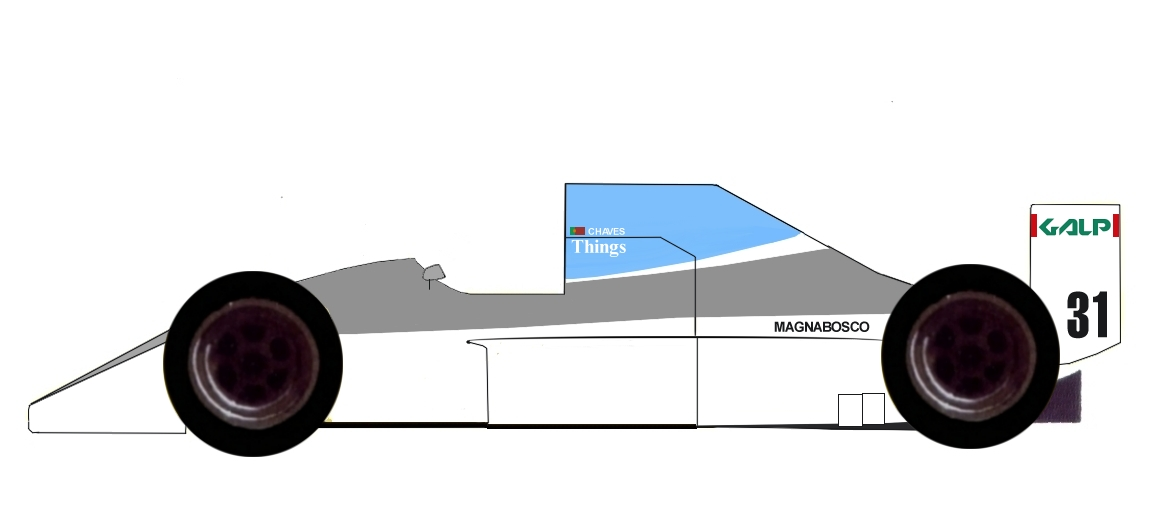
La Coloni C4 del Campionato mondiale di Formula 1 1991

## Ensign
| Anno      | Colore principale | Altri colori | Sponsor principale | Altri sponsor               | Notes  |
| --------- | ----------------- | ------------ | ------------------ | --------------------------- | ------ |
| 1974      | Arancione         |              | Theodore Racing    |                             |        |
| 1975      | Bianco            |              | HB Alarm Systemen  | Goodyear, Champion, Ferodo  |        |
| 1976      | Rosso             | Bianco       | Valvoline          | Goodyear, Champion          |        |
| 1977–1978 | Nero              |              | Tissot             | Castrol, Goodyear, Champion |        |
| 1979      | Rosso             | Verde        | Theodore Racing    |                             |        |
| 1980      | Bianco            | Blu, rosso   | Unipart            |                             |        |
| 1981      | Bianco            | Blu, rosso   |                    | Din                         | Toyota |
| 1982      | Bianco            |              | Café de Colombia   | Arriba, Champion            |        |

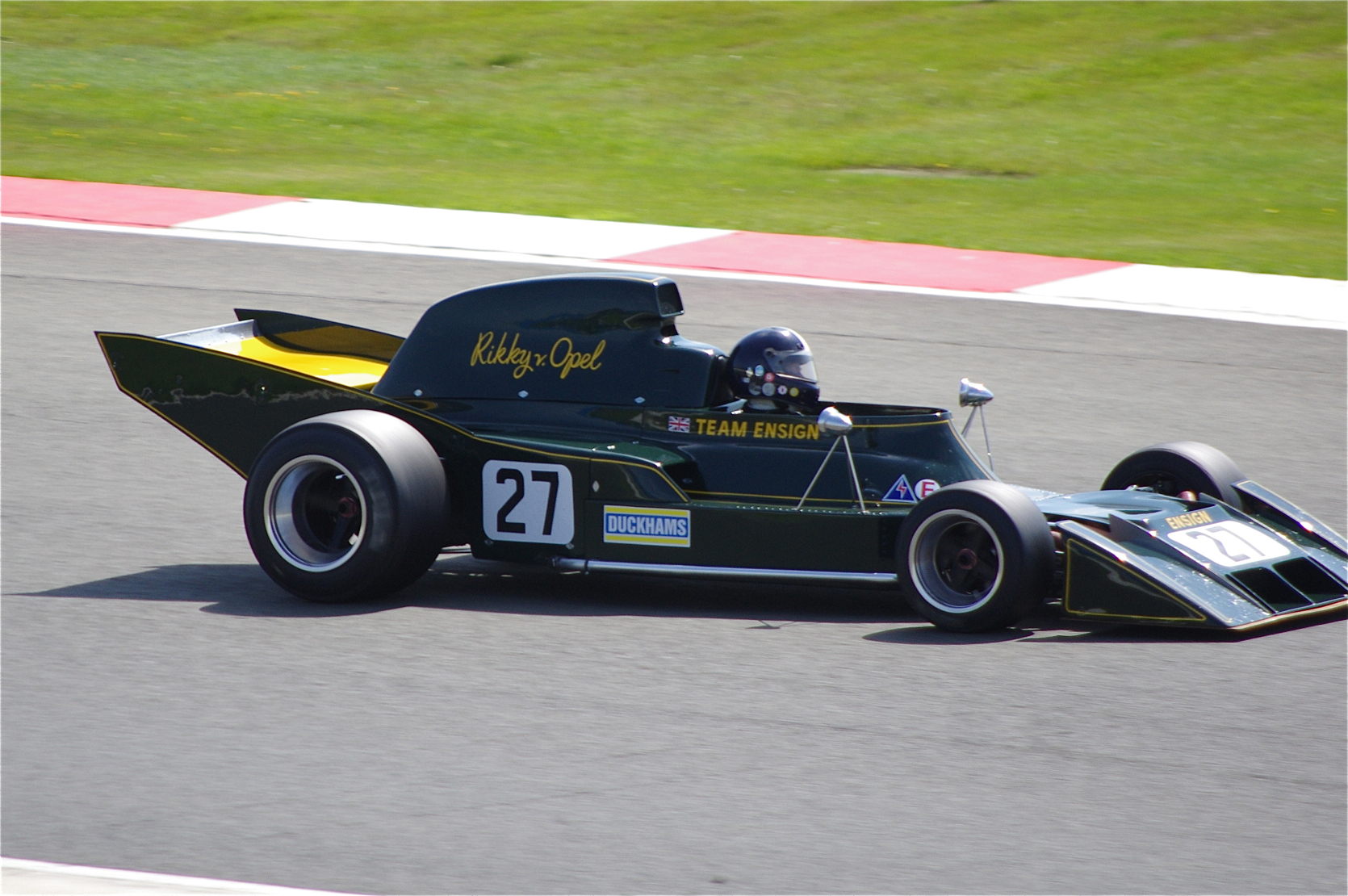
La Ensign del 1973 di Rikky von Opel
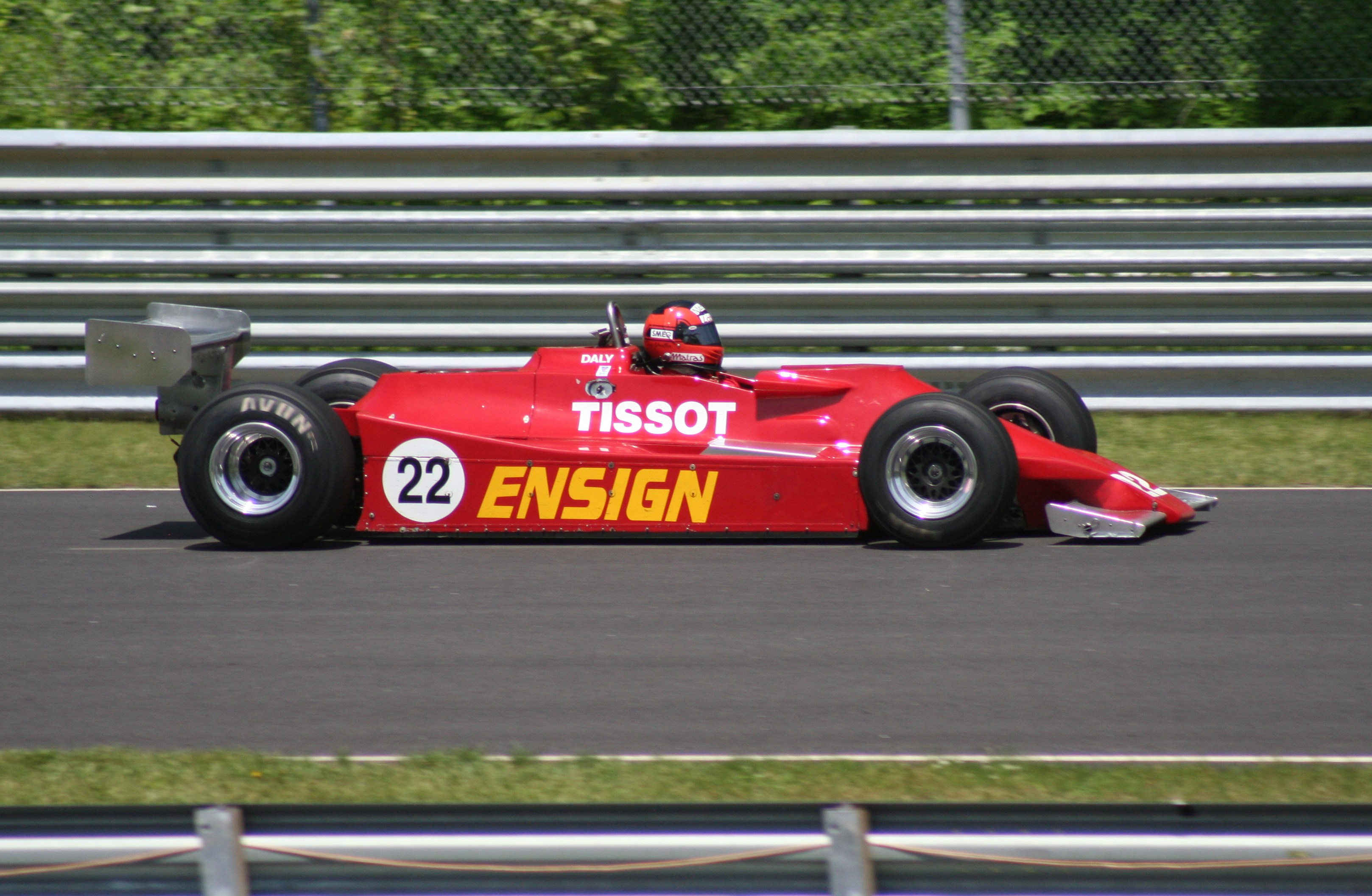
Una Ensign N177 ex-Derek Daly  all'Historic Grand Prix di Lime Rock Park nel maggio 2009.
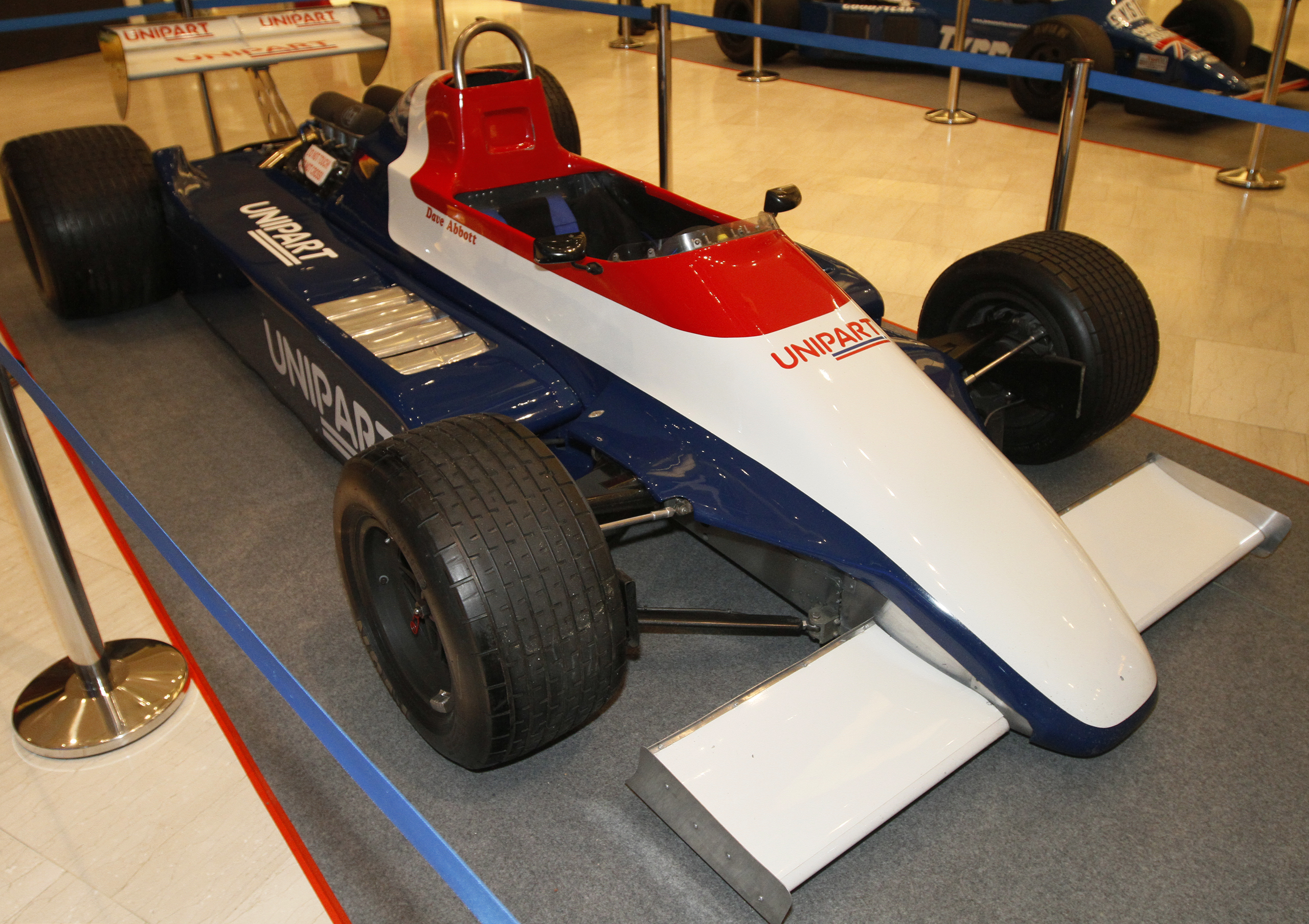
Una Ensign N180 con livrea Unipart
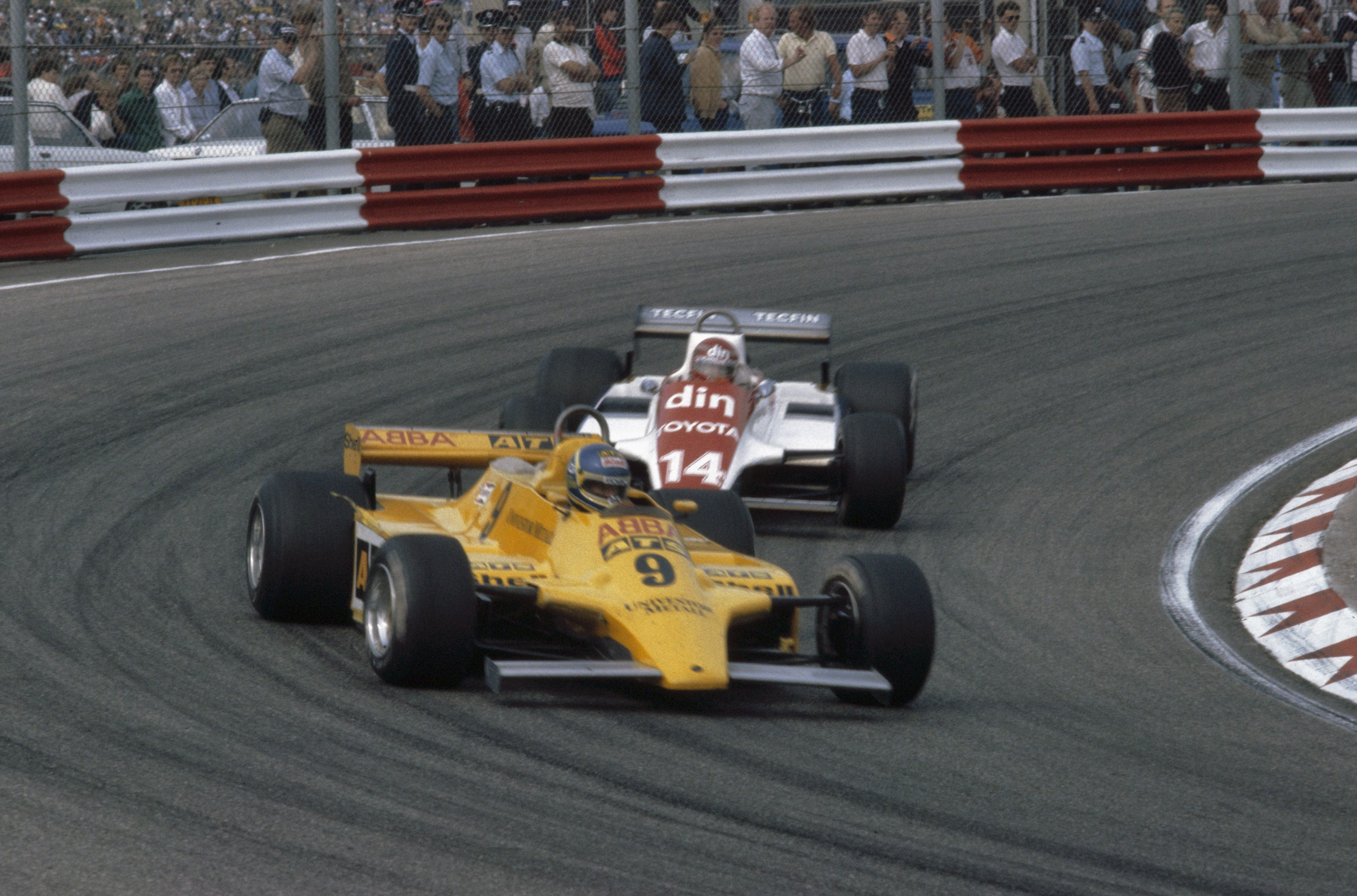
Eliseo Salazar alla guida della Ensign al Gran Premio d'Olanda 1981

## Eifelland
| Anno               | Colore principale | Altri colori                                        | Sponsor principale | Altri sponsor                 | Note |
| ------------------ | ----------------- | --------------------------------------------------- | ------------------ | ----------------------------- | ---- |
| 1972               | Blu               | Bianco (alcune versioni avevano gli spoiler gialli) | Eifelland Caravan  | Goodyear, Shell, Ford, Bostik |      |
| 1972 (ultime gare) | Bianco            |                                                     | Eifelland Caravan  | Goodyear, Shell, Ford, Bostik |      |

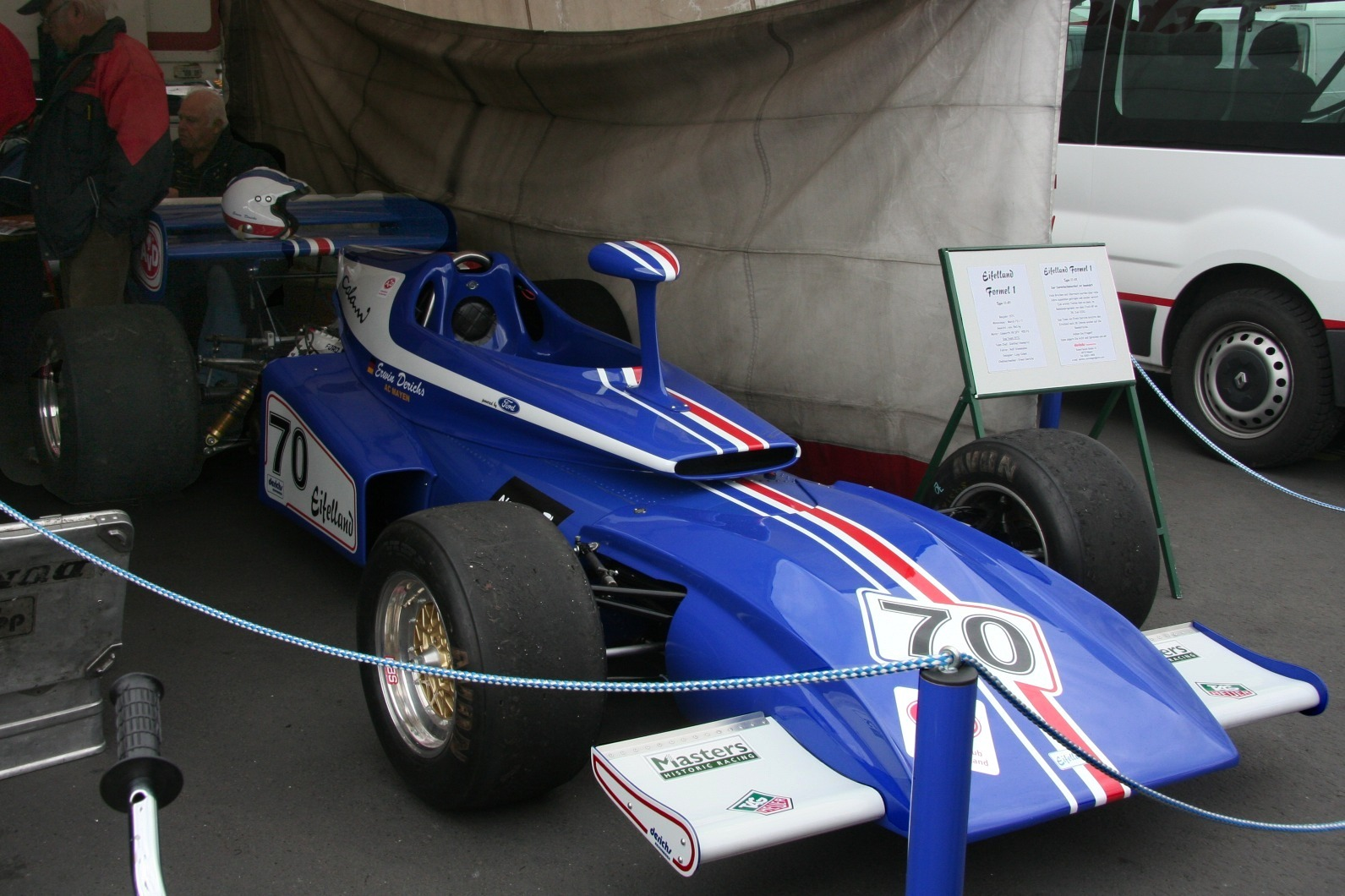
Eifelland-March E21 del 1972

## EuroBrun
| Anno | Colore principale                      | Altri colori       | Sponsor principale         | Altri sponsor                                    | Note            |
| ---- | -------------------------------------- | ------------------ | -------------------------- | ------------------------------------------------ | --------------- |
| 1988 | Bianco, giallo (con M505 come sponsor) | Nero               | Tommasini/M505             | Marlboro, OZ Wheels, Goodyear, Darwin, Fondmetal |                 |
| 1989 | Bianco                                 | Rosso, verde, nero | JSK                        | Lista                                            | 1 auto          |
| 1989 | Arancione                              | Nero               | Jägermeister               | Lista, OZ Wheels, Agip, Rafta                    | Auto di Foitek  |
| 1990 | Argento                                | Nero               | JSK, IS-ME-DIN, Agip, OIIR | LFIP, Rafta, mara, Bburago, LPR, Zucchini        | Solo in un'auto |

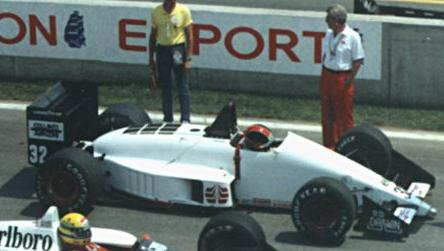
Oscar Larrauri al Gran Premio del Canada 1988
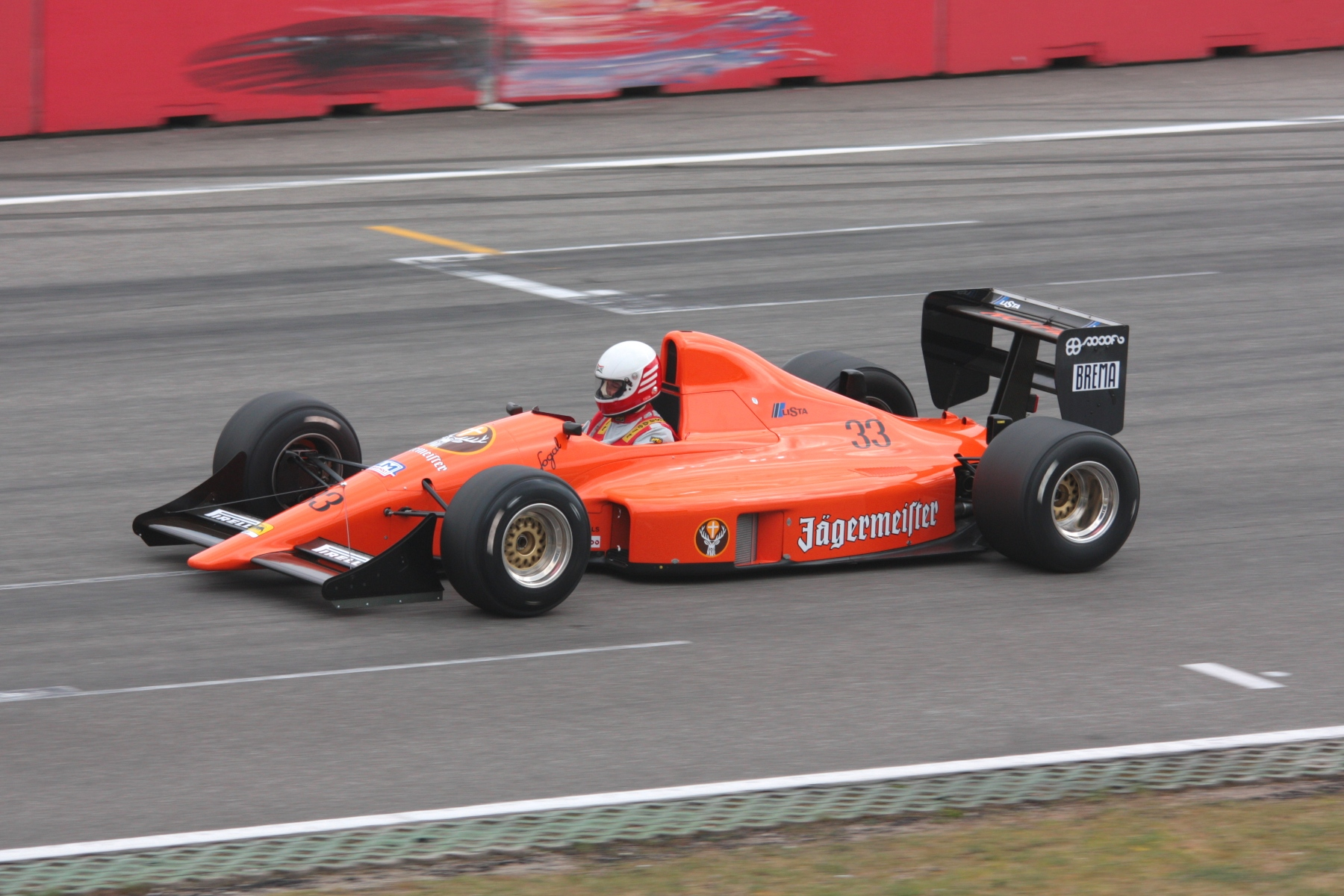
La Eurobrun del 1989 di Gregor Foitek
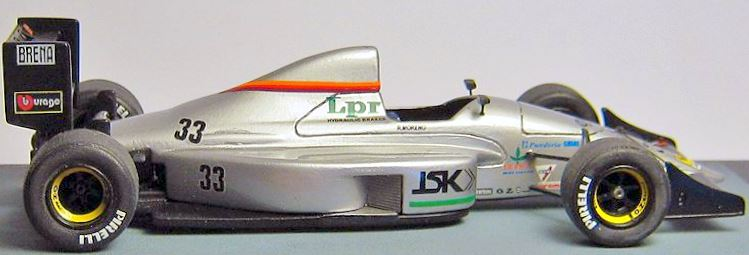
Una Eurobrun 189B della stagione 1990
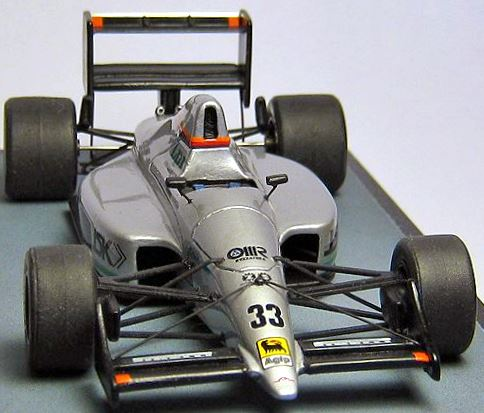
La Eurobrun 189B del 1990, l'ultima stagione dell'Eurobrun

## Fittipaldi
| Anno      | Colore principale | Altri colori              | Sponsor principale | Altri sponsor             |
| --------- | ----------------- | ------------------------- | ------------------ | ------------------------- |
| 1975      | Argento           | Blu, giallo, verde, rosso | Copersucar         | Goodyear                  |
| 1976      | Argento           | Blu, bianco, verde, rosso | Copersucar         | Goodyear                  |
| 1977      | Giallo            | Blu, bianco, verde, rosso | Copersucar         | Goodyear                  |
| 1978–1979 | Giallo            | Arcobaleno                | Copersucar         | Goodyear                  |
| 1980–1981 | Giallo, bianco    | Marrone                   | Skol               | Goodyear, Marlboro (1981) |
| 1982      | Bianco            | Blu, rosso                | Sal Cisne, Caloi   | Brasilinvest, Petrobras   |

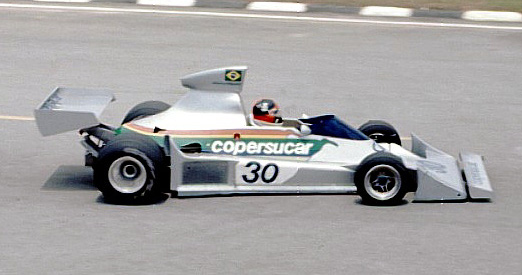
Nei primi anni, l la Fittipaldi con una livrea argento con i colori del Brasile, nella foto Emerson 'Emmo' Fittipaldi sulla FD04
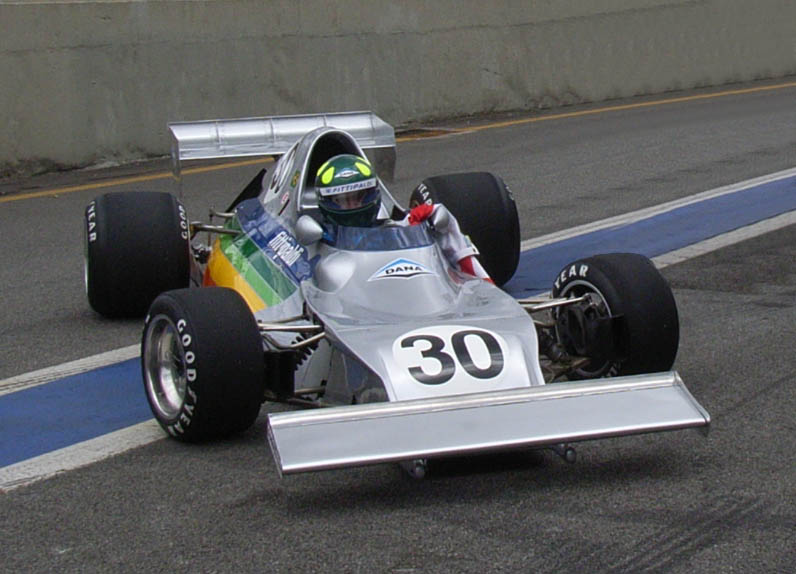
Wilson Fittipaldi sulla Fittipaldi FD01
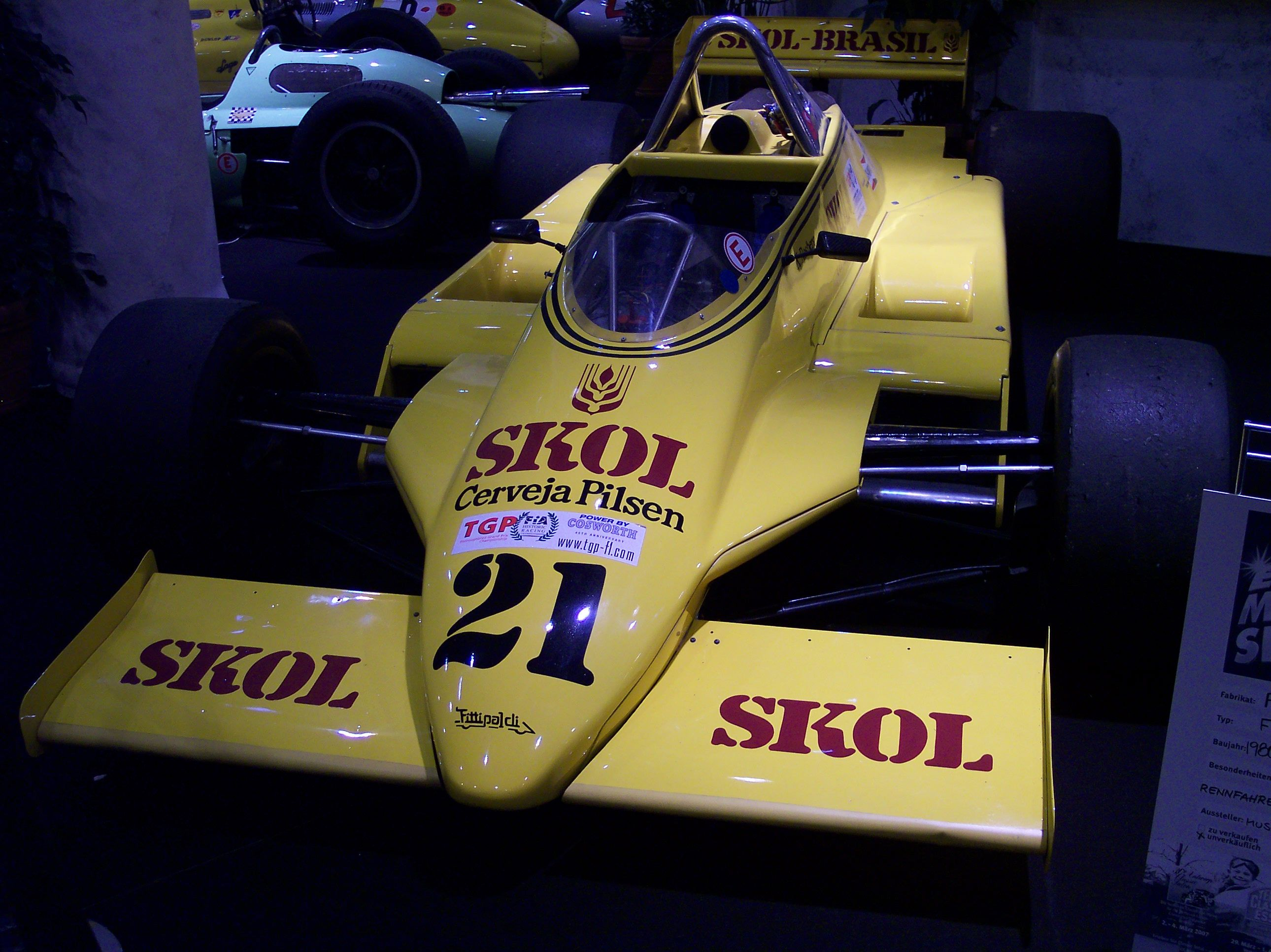
Negli anni '80, Fittipaldi ottenne il supporto della birra brasiliana Skol, questa è la F8 di Keke Rosberg

## Fondmetal
| Anno | Colore principale | Altri colori          | Sponsor principale | Altri sponsor                               |
| ---- | ----------------- | --------------------- | ------------------ | ------------------------------------------- |
| 1991 | Nero              | Bianco, rosso, giallo | Fondmetal          | Agip                                        |
| 1992 | Nero              | Rosso, bianco         | Fondmetal          | LeasePlan, Agip, Foppapedretti, Sgommatutto |

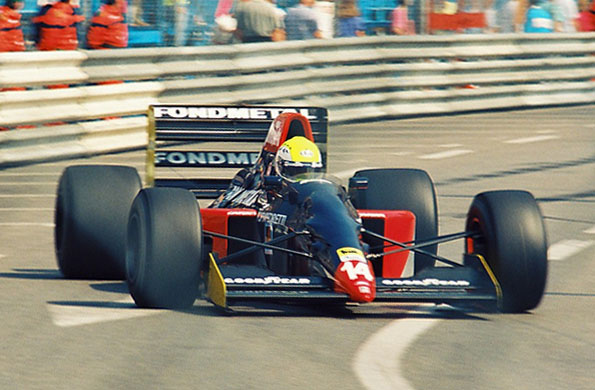
Andrea Chiesa sulla Fondmetal al GP di Monaco del 1992.
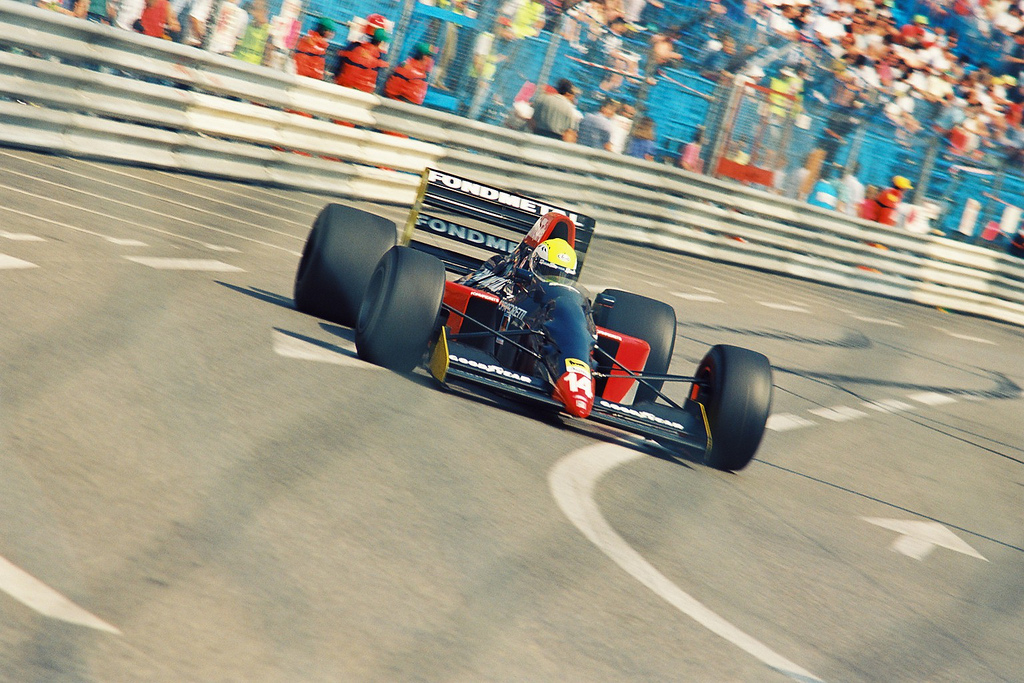
Una Fondmetal della stagione 1992

## Forti
| Anno                                            | Colore principale | Altri colori      | Sponsor principale             | Altri sponsor                                                                 |
| ----------------------------------------------- | ----------------- | ----------------- | ------------------------------ | ----------------------------------------------------------------------------- |
| 1995–1996                                       | Giallo            | Blu               | Parmalat, Sadia, Arisco,       | Marlboro, Duracell, MasterCard, Kaiser, Unibanco, Gillette, Assistalia, Sokol |
| 1996                                            | Giallo            | Blu, rosso, verde | Hudson, Forti, Roces, ITS, TAT | Beta Tools, Marlboro, ACI, Lion, Kaiser                                       |
| 1996 (dopo l'acquisizione della Shannon Racing) | Verde             | Rosso, bianco     | Sokół, Shannon, Roces          | Beta Tools, Marlboro, ACI, Lion, Kaiser, Fin First group                      |

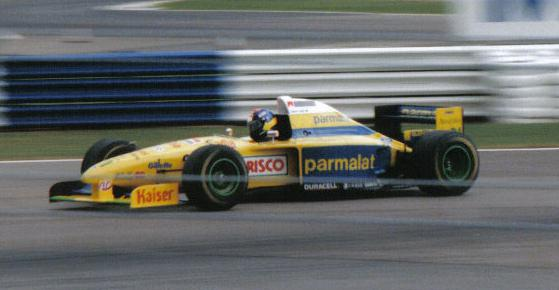
La Forti iniziò il 1995 con una livrea gialla Parmalat, in foto Pedro Diniz al Gran Premio di Gran Bretagna 1995.
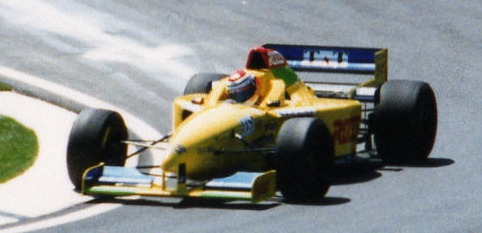
Andrea Montermini al Gran Premio di San Marino 1996.
Dopo che Shannon prese il controllo della Forti Corse la livrea divenne bianca e verde.

## Frank Williams Racing Cars
| Anno      | Colore principale | Altri colori | Sponsor principale            | Altri sponsor                              |
| --------- | ----------------- | ------------ | ----------------------------- | ------------------------------------------ |
| 1972      | Blu               |              | Politoys                      | Motul, Goodyear, Banco português do Brasil |
| 1973–1974 | Bianco            | Rosso        | Marlboro, Iso                 | FINA, Goodyear, Personal                   |
| 1975      | Bianco            |              | Marlboro, Ambrosium HZ        | FINA, Goodyear, Personal                   |
| 1976      | Nero              | Oro          | Walter Wolf Racing, Marlboro, | FINA, Goodyear, Personal                   |

## Haas
La Haas è entrata in Formula 1 nel 2016.
| Anno | Colore principale | Altri colori                | Sponsor principale           | Altri sponsor                                                                               | Note |
| ---- | ----------------- | --------------------------- | ---------------------------- | ------------------------------------------------------------------------------------------- | --- |
| 2016 | Argento, nero     | Rosso                       | Haas Automation              | Alpinestars, Pirelli, Richard Mille, Telcel                                                 | |
| 2017 | Dark Grey, Black  | Rosso (Australia a Spagna)  | Haas Automation              | Alpinestars, Pirelli, Richard Mille, Wind Shear                                             | |
| 2017 | Dark Grey, Black  | Bianco (Monaco a Abu Dhabi) | Haas Automation              | Alpinestars, Pirelli, Richard Mille, Wind Shear                                             | |
| 2018 | Nero, bianco      | Grigio, rosso               | Haas Automation              | Alpinestars, Pirelli, Richard Mille, Wind Shear, Jack & Jones                               | |
| 2019 | Nero, oro         | Bianco                      | Haas Automation, Rich Energy | Alpinestars, Pirelli, Rich Energy, Richard Mille, Peak, Wind Shear, Jack & Jones            | Rich Energy è stato title sponsor del team fino al Gran Premio d'Italia. |
| 2020 | Bianco, nero      | Rosso                       | Haas Automation              | Alpinestars, Pirelli, Richard Mille, Peak, Wind Shear, Jack & Jones                         | |
| 2021 | Bianco            | Rosso, Blu                  | Haas Automation, Uralkali    | Alpinestars, 1&1 IONOS, Pirelli, Under Armour                                               | |
| 2022 | Bianco            | Rosso, nero                 | Haas Automation              | Alpinestars, 1&1 IONOS, Pirelli, Under Armour, Tricorp Workwear, CYRUS Genève, TransferMate | La squadra è stata originariamente lanciata con Uralkali come sponsor principale insieme ai colori della bandiera russa sulla sua livrea. Fu presto rimosso a seguito dell'invasione russa dell'Ucraina. |

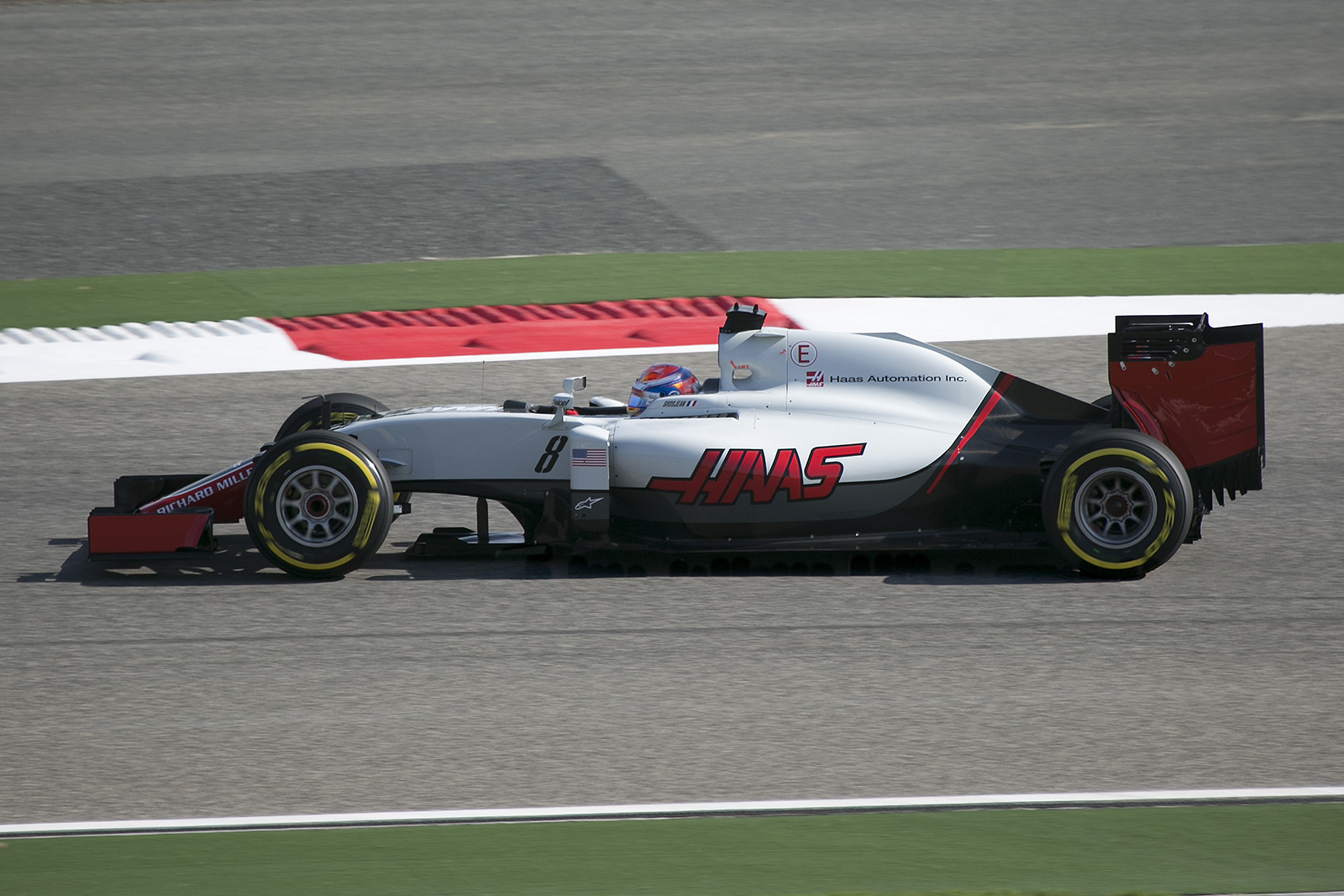
Romain Grosjean sulla Haas VF-16 al Gran Premio del Bahrein 2016
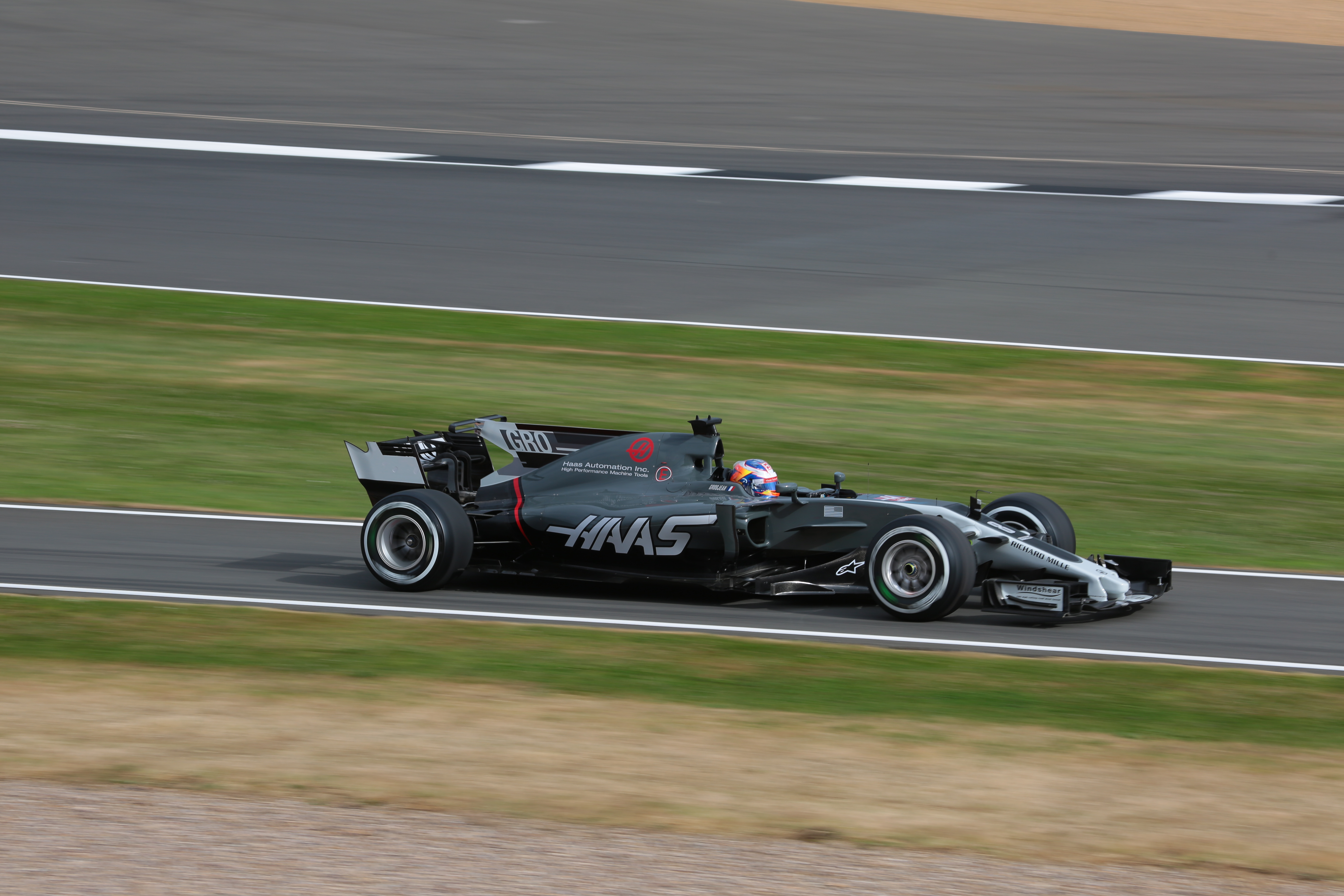
Romain Grosjean sulla Haas VF-17 al Gran Premio di Gran Bretagna 2017

## Haas Lola
| Anno | Colore principale | Altri colori | Sponsor principale | Altri sponsor                                                       |
| ---- | ----------------- | ------------ | ------------------ | ------------------------------------------------------------------- |
| 1985 | Rosso             | Bianco, blu  | Beatrice           | Shell, Goodyear, Champion, Avis, Samson, Callard & Bowser, Culligan |
| 1986 | Rosso             | Bianco, blu  | Team Haas          | Goodyear, Champion, Beatrice, BP, Ford, Koni                        |

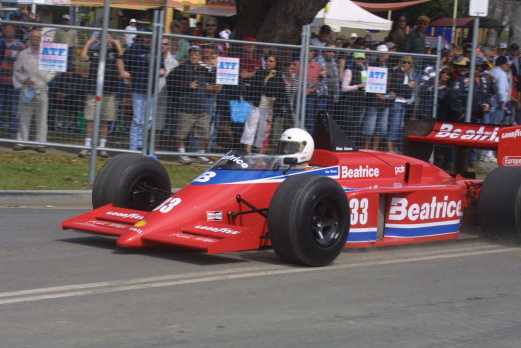
Una Lola THL1 del 1985.

## Hesketh
| Anno      | Colore principale | Altri colori                                                          | Sponsor principale | Altri sponsor                         |
| --------- | ----------------- | --------------------------------------------------------------------- | ------------------ | ------------------------------------- |
| 1974–1975 | Bianco            | Blu e rosso                                                           |                    |                                       |
| 1976      | Blu               | Bianco, con un'immagine di una donna che tiene delle cartine          | Penthouse          | Rizla+, Goodyear                      |
| 1977–1978 | Blu               | Bianco e giallo, con un'immagine di una donna che tiene delle cartine | Penthouse          | Rizla+, Goodyear, British Air Ferries |

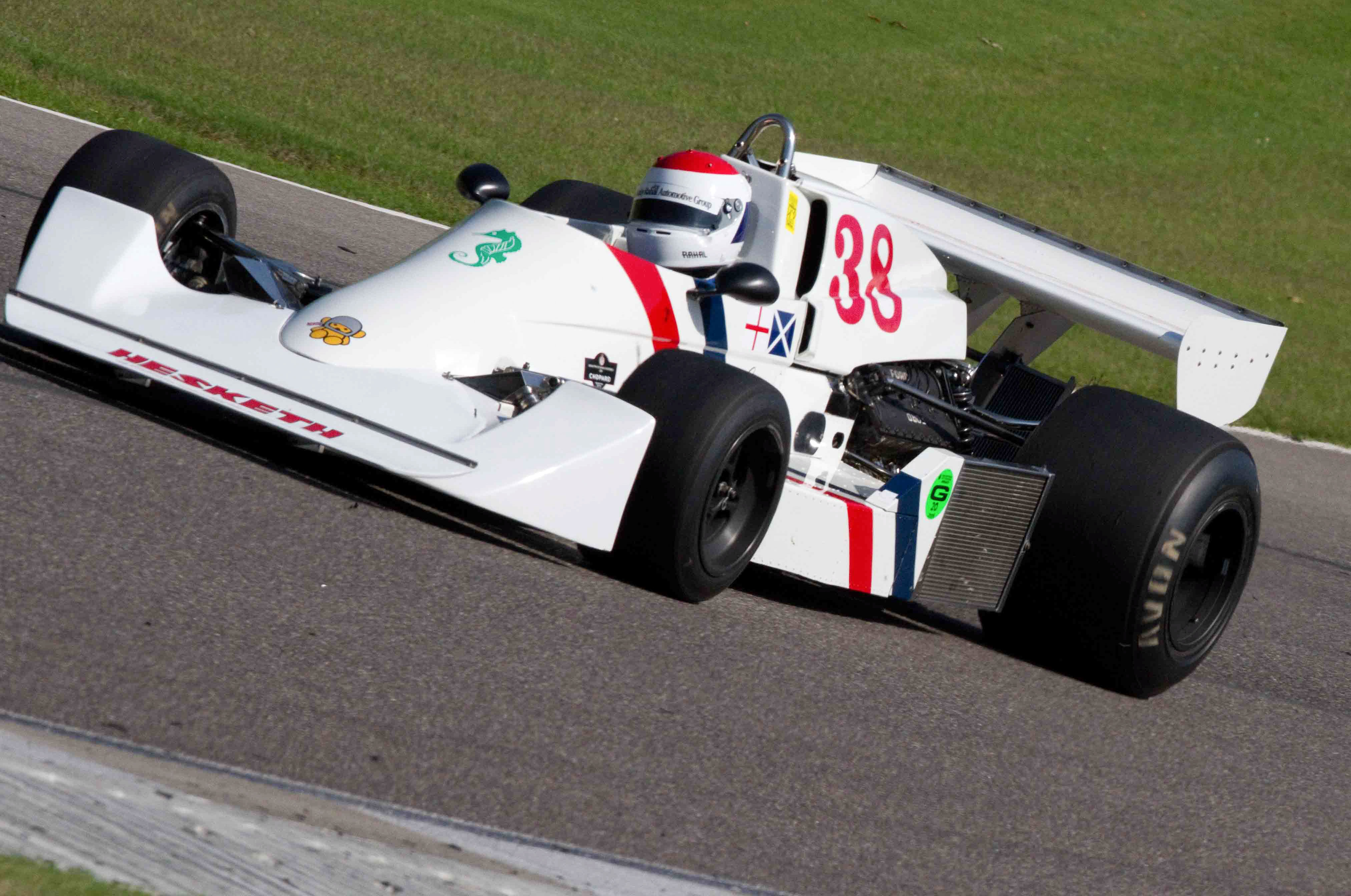
La Hesketh 308C guidata a Barber Motorsports Park. La vettura non aveva nessuno sponsor e presentava le bandiere inglese e scozzese
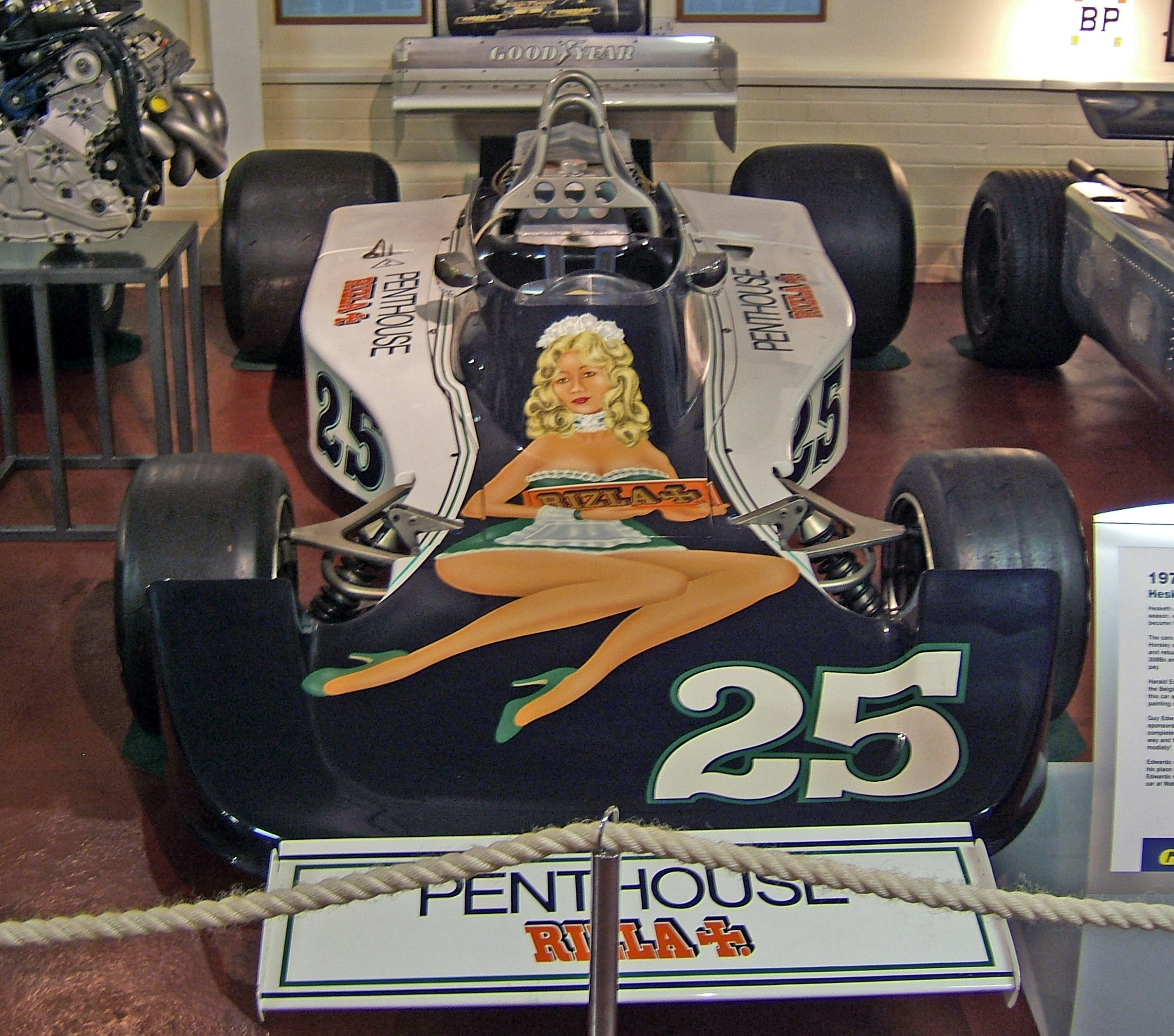
La Hesketh 308D. Image shows well the large painted Penthouse Pet, apparently initially painted topless, but the Rizla packet was added for decency.
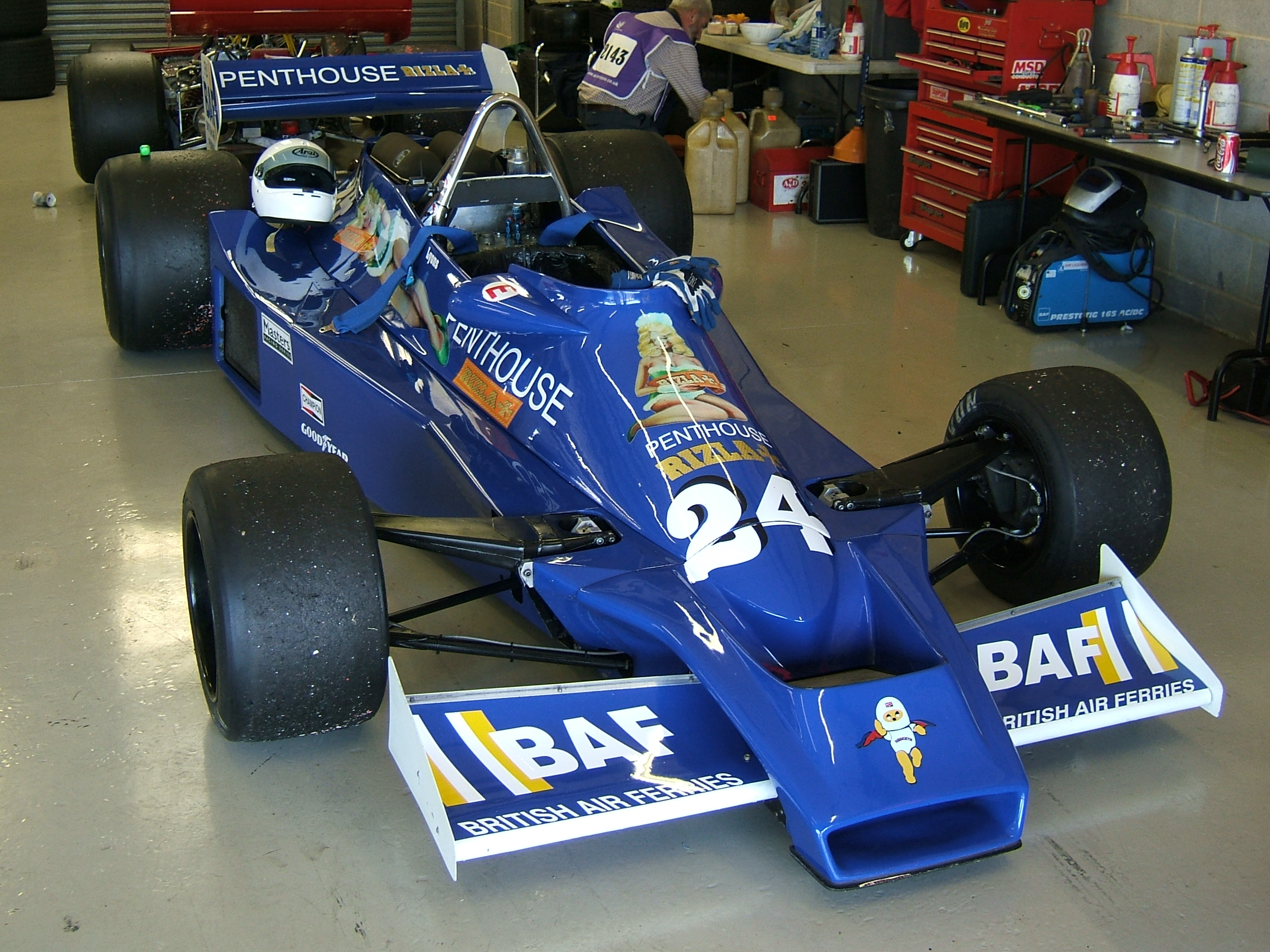
1977 Penthouse Rizla Racing Hesketh 308E-Cosworth waiting in the pit garages during the Silverstone Classic race meeting

## Hill
La Embassy Hill, fondata dal due volte campione del mondo Graham Hill, ha corso nel 1975 con la Imperial Tobacco's Embassy come title sponsor.  Le vetture erano bianche, con una striscia rossa dietro il cockpit.  Il team si ritirò dopo l'incidente aereo in cui Hill, il pilota Tony Brise e altri quattro membri del team rimasero uccisi nel novembre 1975.

## LEC
La LEC è stato un team e costruttore di Formula 1. Ha partecipato a 10 gran premi, usando una March nel 1973. Nel 1977 ha prodotto la propria vettura, la LEC CRP1.
| Anno | Colore principale | Altri colori  | Sponsor principale | Altri sponsor            |
| ---- | ----------------- | ------------- | ------------------ | ------------------------ |
| 1977 | Blu               | Bianco, rosso | LEC Refrigeration  | Goodyear, Champion, Koni |

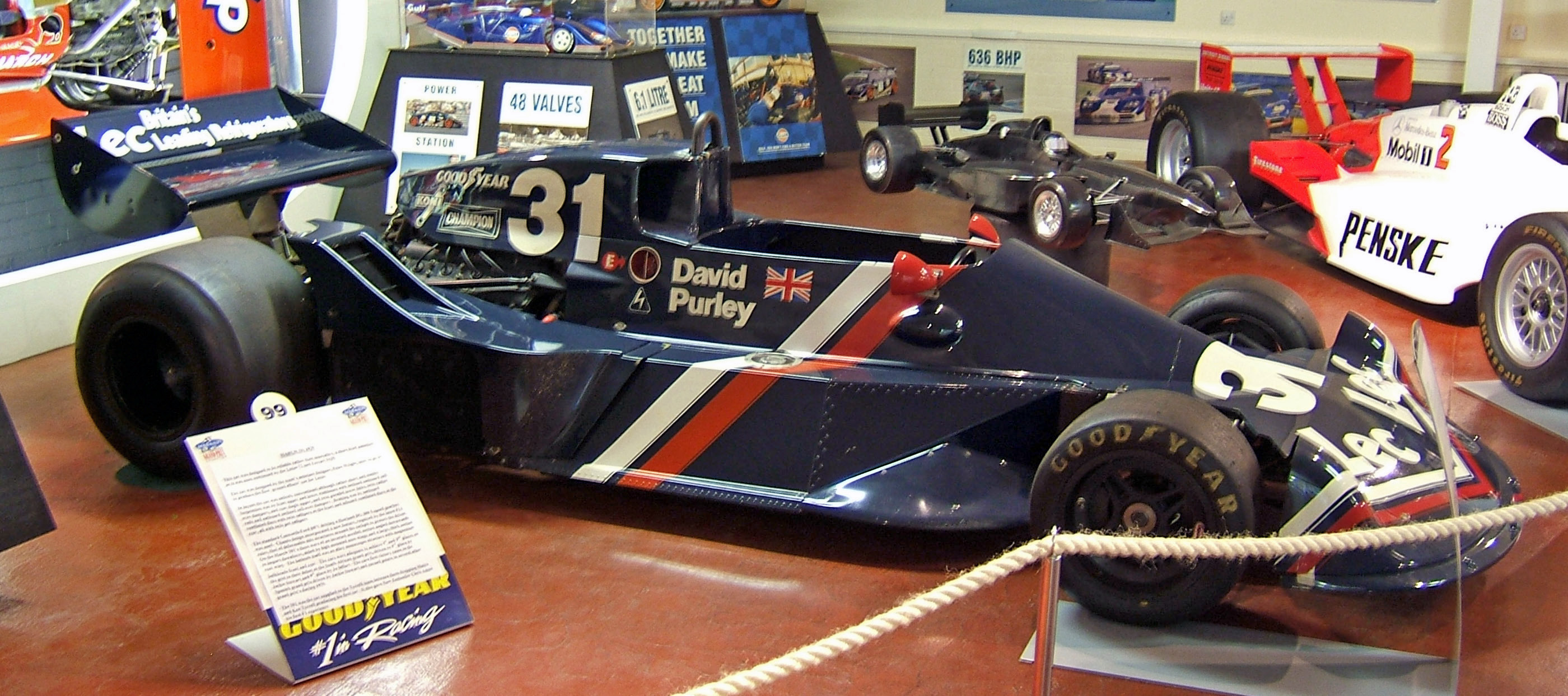
La LEC CRP1 della stagione 1977.

## Life
| Anno | Colore principale | Altri colori | Sponsor principale            | Altri sponsor                                                 |
| ---- | ----------------- | ------------ | ----------------------------- | ------------------------------------------------------------- |
| 1990 | Rosso             | Nero         | Albini & Fontanot, Life – Pic | Agip, Goodyear, Beta Tools, ICM, Champion, TDD, Nardi Borelli |

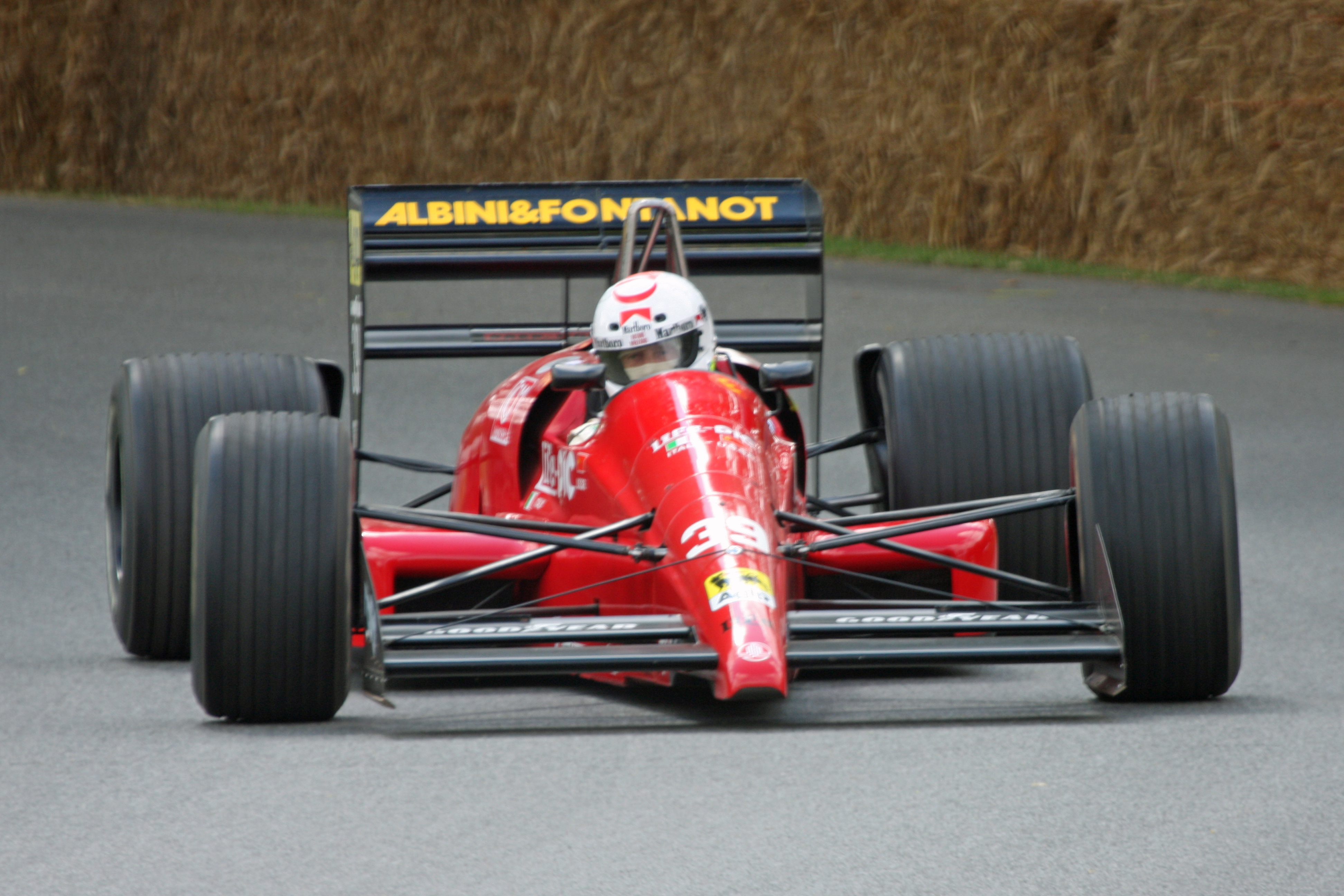
La Life L190 n una dimostrazione al Goodwood Festival of Speed del 2009.

## Maki
| Anno | Colore principale | Altri colori  | Sponsor principale | Altri sponsor     |
| ---- | ----------------- | ------------- | ------------------ | ----------------- |
| 1974 | Bianco            | Cerchio rosso |                    | Firestone         |
| 1975 | Blu               |               | Citizen            | Mecauto, Goodyear |

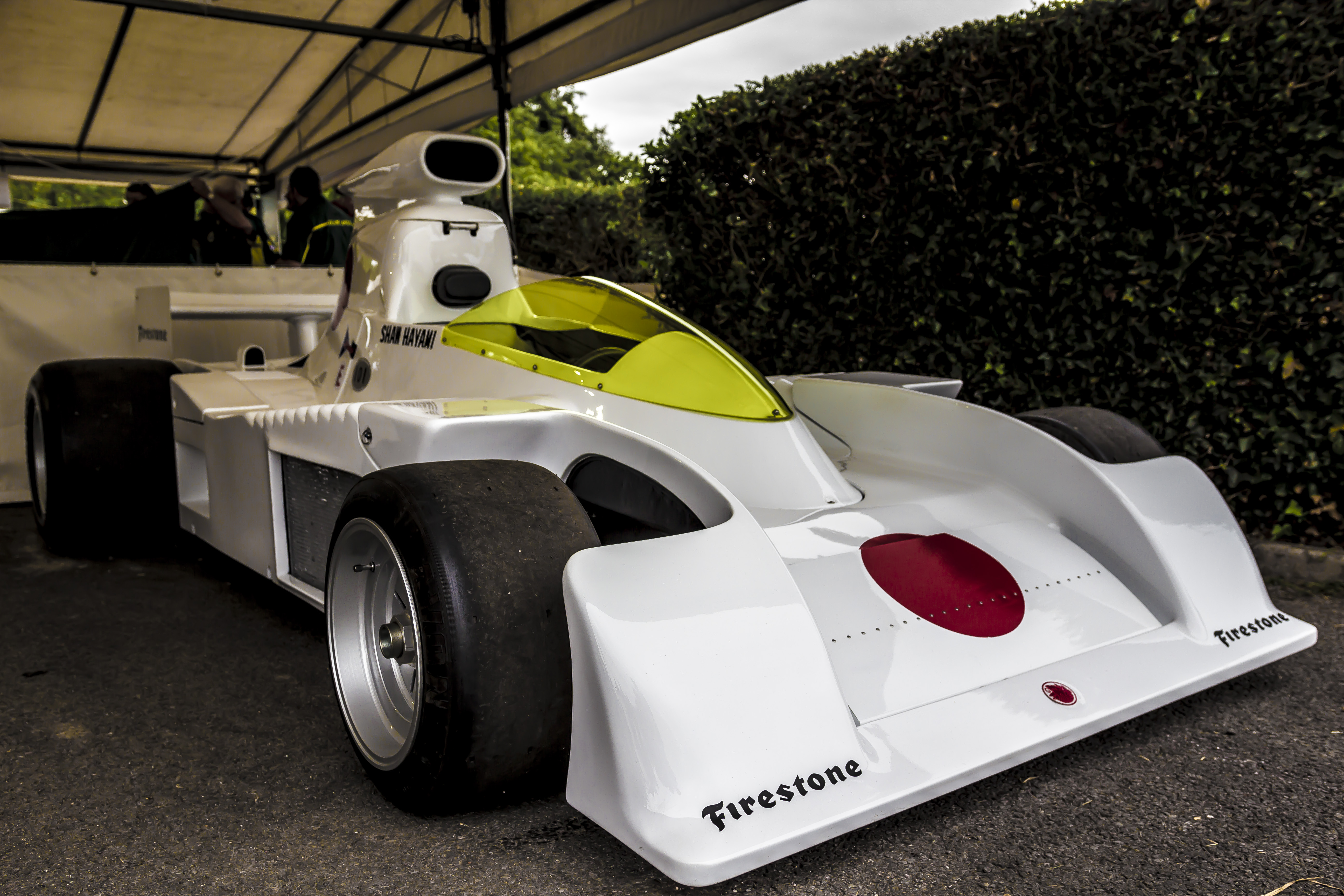
La Maki F101 del 1974
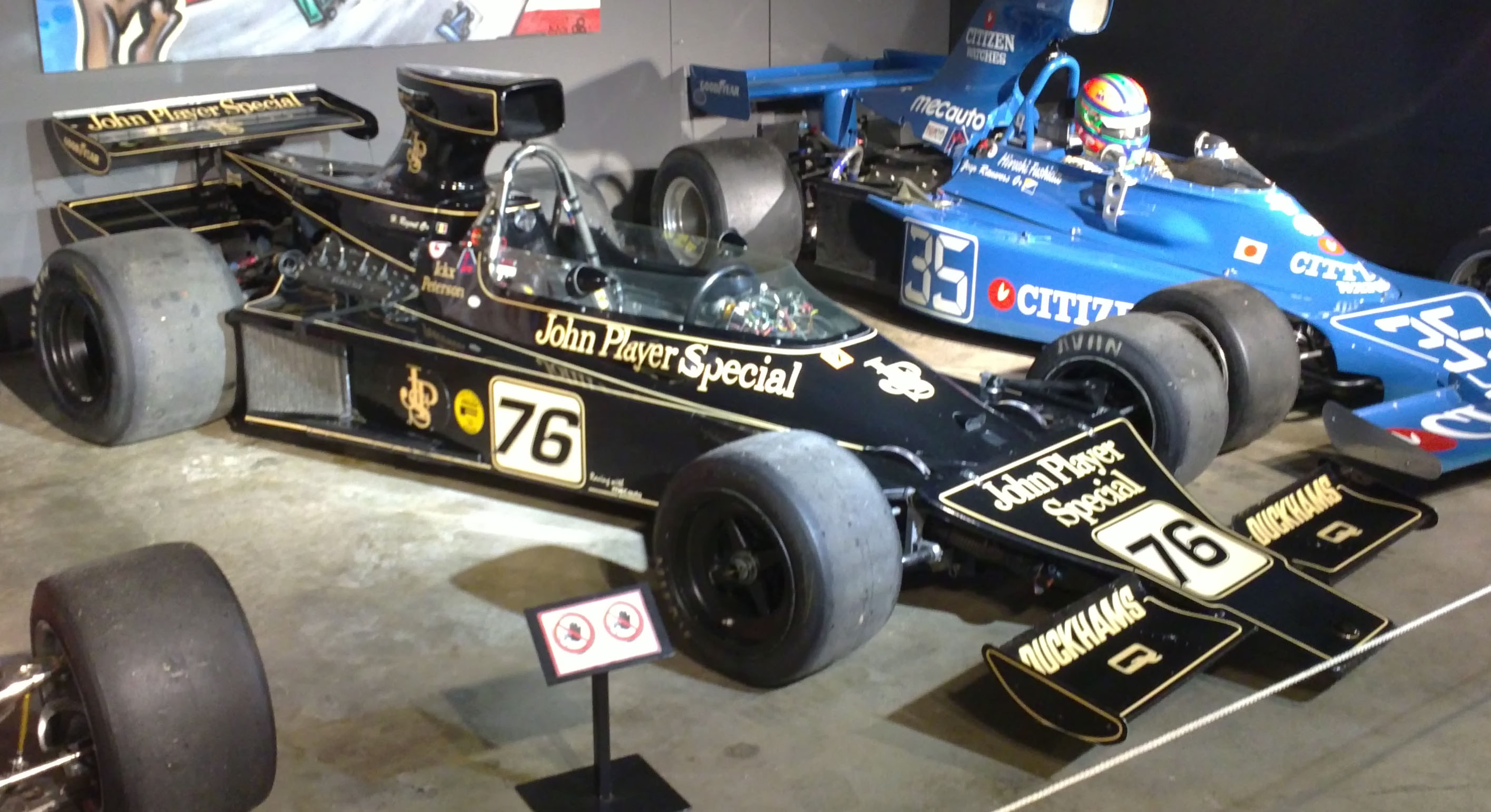
Una Maki F101C (blu) del 1975

## Manor
La Manor partecipò al Campionato mondiale di Formula 1 2016 dopo che la Marussia F1 Team fu rinominata.
| Anno | Colore principale | Altri colori | Sponsor principale | Altri sponsor                                                         |
| ---- | ----------------- | ------------ | ------------------ | --------------------------------------------------------------------- |
| 2016 | Rosso, blu        | Bianco, nero |                    | Pertamina, Shazam, Pirelli, Daffy's, Rebellion, Rescale, Kiky, Airbnb |

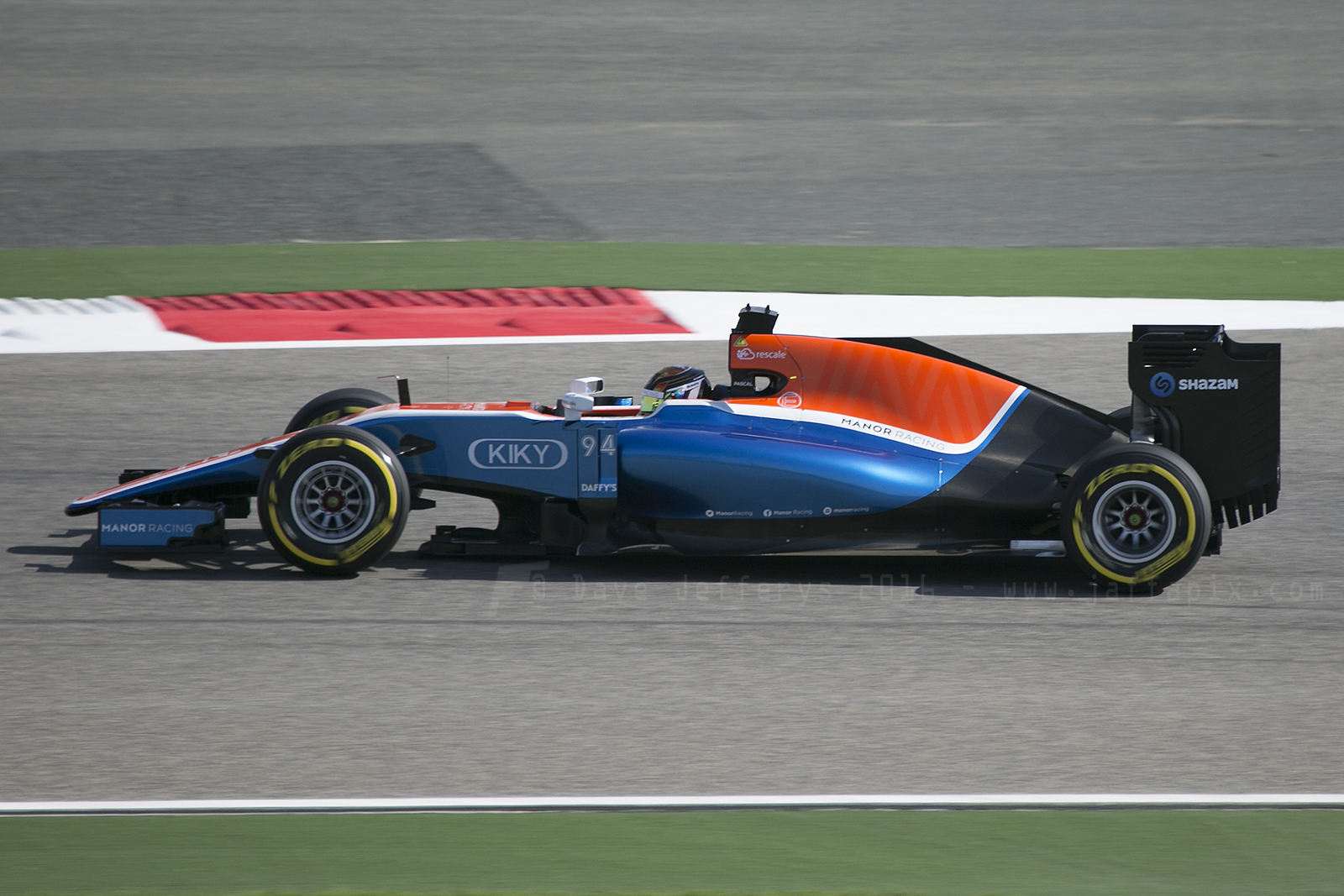
La Manor MRT05 del 2016.

## Marussia
La Marussia partecipò al Campionato mondiale di Formula 1 nel 2012 dopo che la Virgin Racing fu rinominata. Il team cambiò nome in Manor nel 2016.
| Anno | Colore principale | Altri colori   | Sponsor principale | Altri sponsor                                                       |
| ---- | ----------------- | -------------- | ------------------ | ------------------------------------------------------------------- |
| 2012 | Nero, rosso       | Bianco, grigio | Marussia Motors    | Virgin, QNET, CNBC, Pirelli                                         |
| 2013 | Nero, rosso       | Bianco         | Marussia Motors    | QNET, Sage ERP X3, Antler, Bifold, Pirelli                          |
| 2014 | Nero, rosso       | Bianco         | Marussia Motors    | QNET, Sage ERP X3, Bifold, ROYALS, ARMIN STROM, Pirelli             |
| 2015 | Rosso, bianco     | Nero, blu      | Flex-Box           | Airbnb, Erreà, Pirelli, Coupons.com, Alaska Coffee Roasting, Shazam |

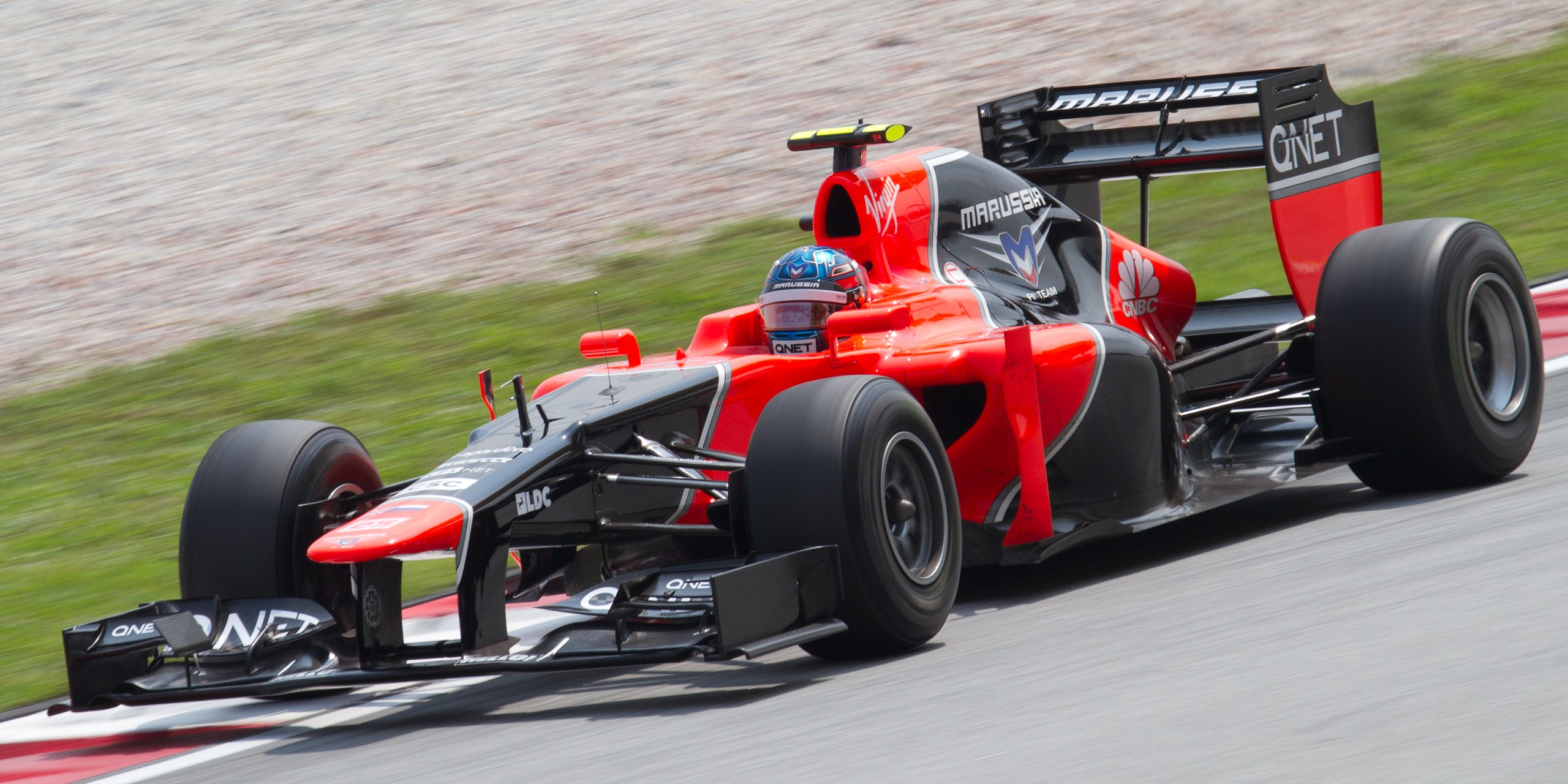
Charles Pic alla guida della Marussia MR01 durante le prove libere del Gran Premio della Malesia 2012
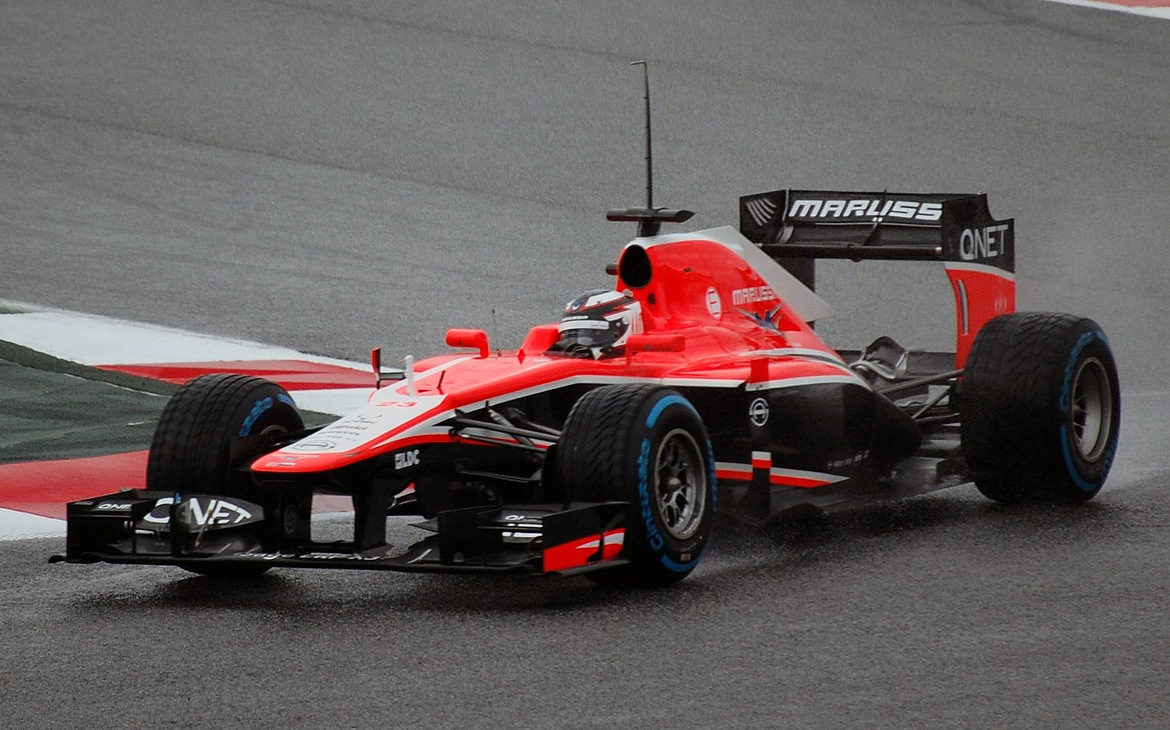
Max Chilton sulla Marussia MR02 al Montmelo (2013).
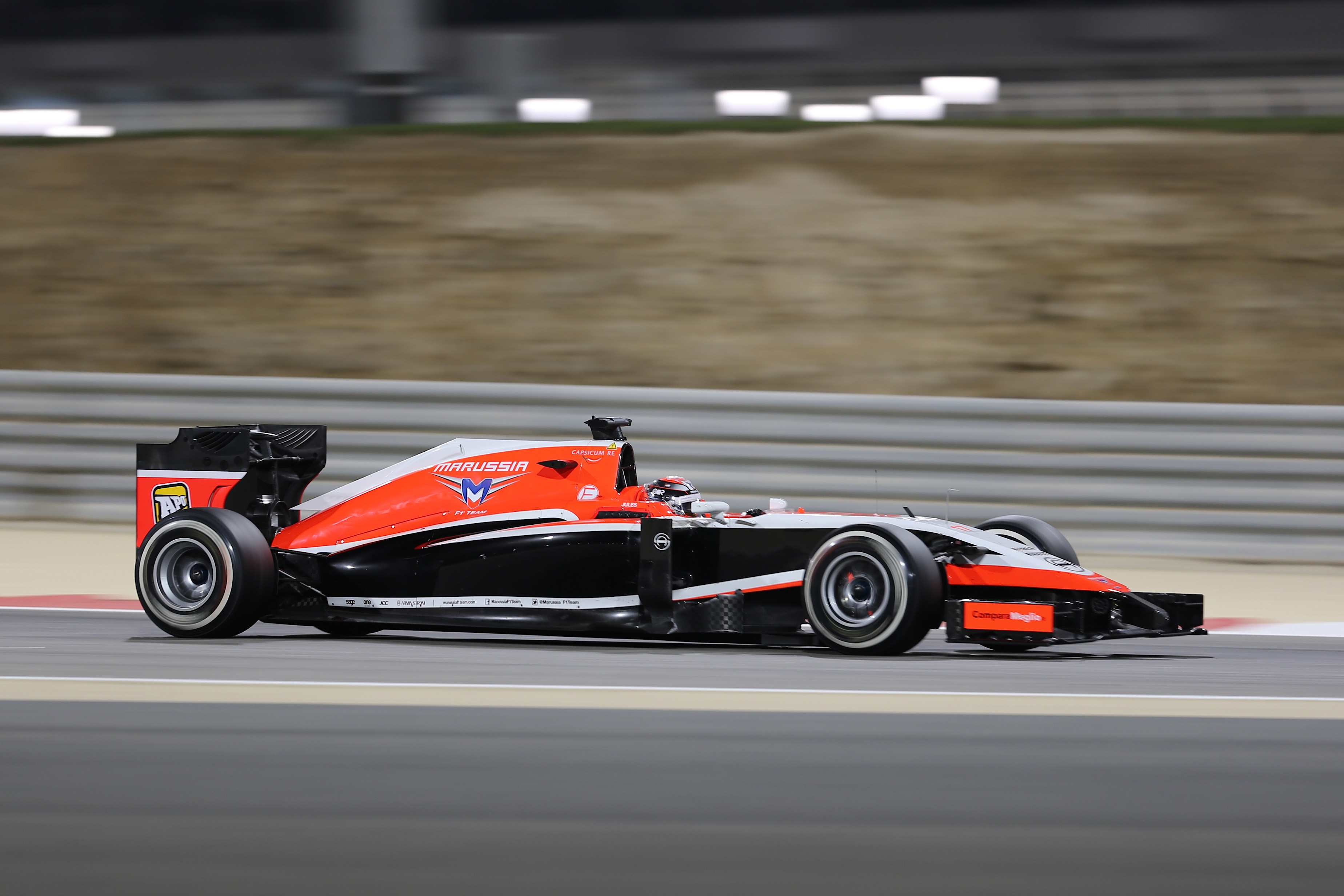
Jules Bianchi alla guida della Marussia MR03 al Gran Premio del Bahrein 2014
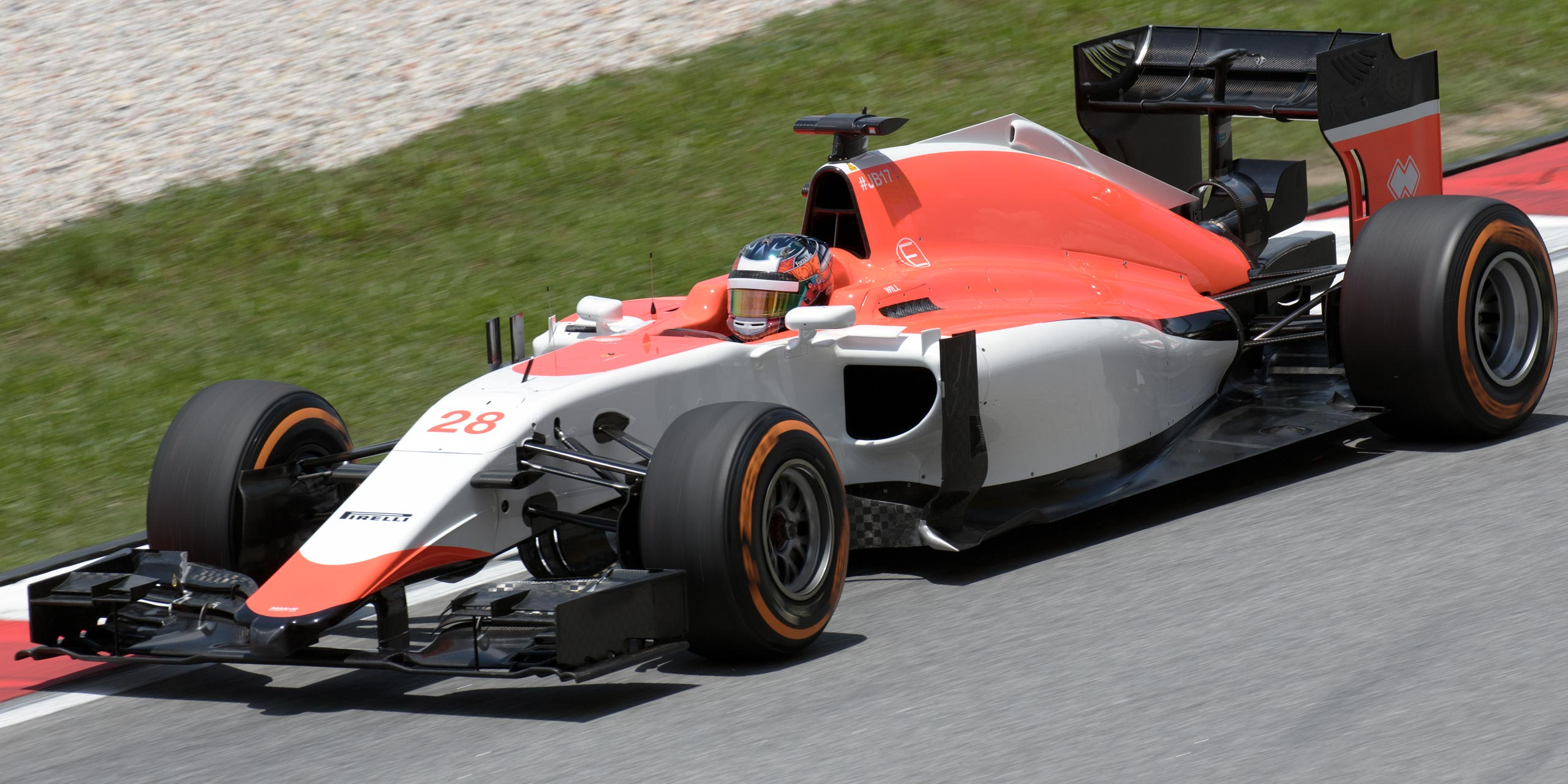
Will Stevens alla guida della Marussia MR03 al Gran Premio della Malesia 2015.
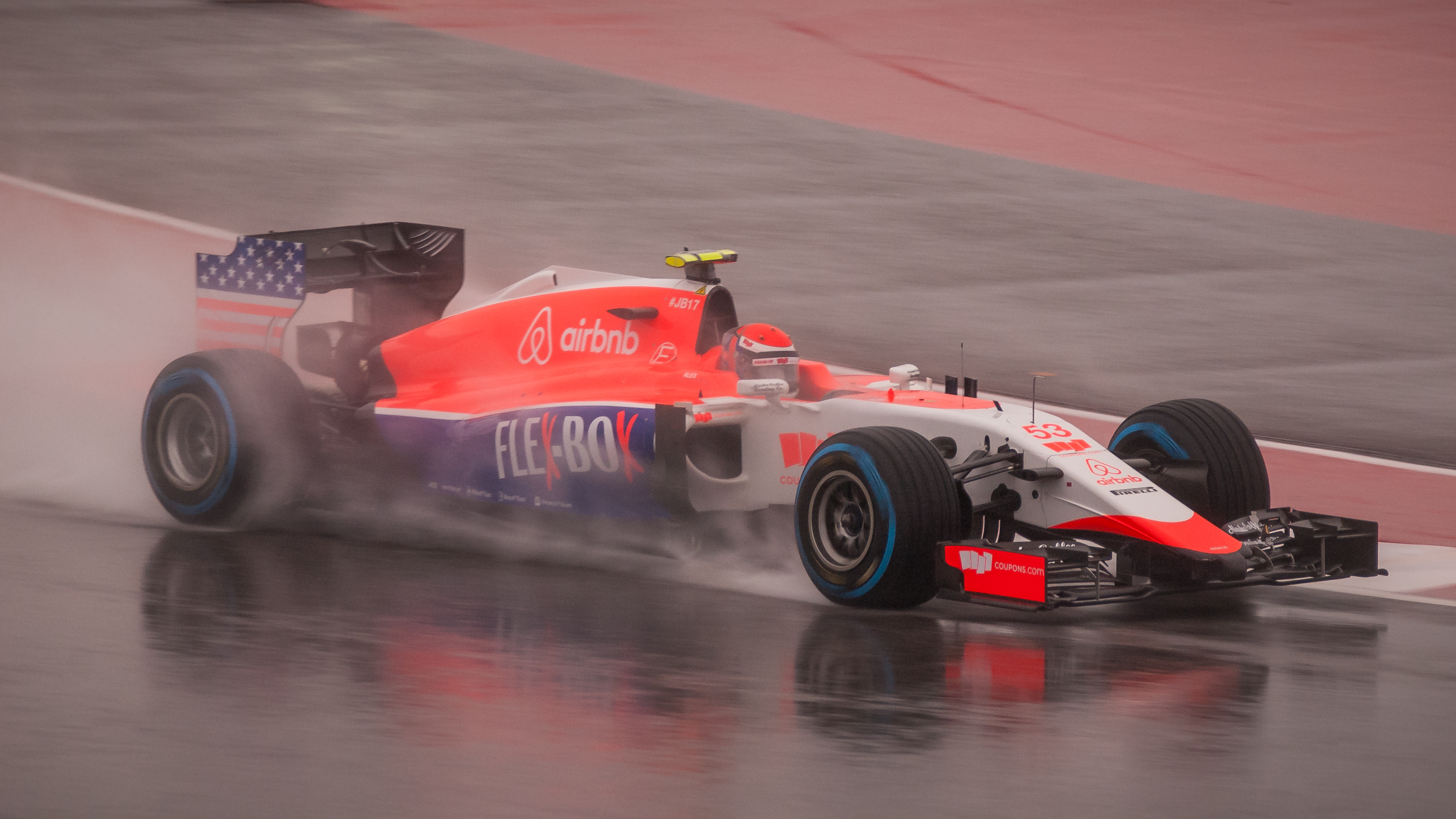
Alexander Rossi sulla Marussia MR03B al Gran Premio degli Stati Uniti 2015

## MasterCard Lola
Il team ha avuto vita brevissima, ritirandosi dopo non essere riuscito a qualificarsi per il Gran Premio d'apertura.
| Anno | Colore principale | Altri colori             | Sponsor principale   | Altri sponsor                                                |
| ---- | ----------------- | ------------------------ | -------------------- | ------------------------------------------------------------ |
| 1997 | Blu               | Rosso, bianco, arancione | MasterCard, Pennzoil | Lycra, Lola, Track & Field, Men's Health, Safra, Bridgestone |

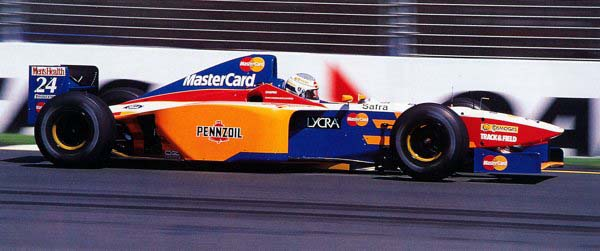
Vincenzo Sospiri prova a qualificarsi per il Gran Premio d'Australia 1997.
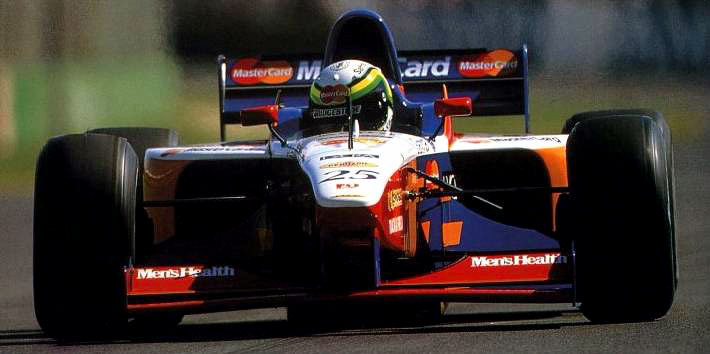
Ricardo Rosset prova a qualificarsi per il Gran Premio d'Australia 1997

## Matra
| Anno       | Colore principale | Altri colori                                                                | Sponsor principale      | Altri sponsor |
| ---------- | ----------------- | --------------------------------------------------------------------------- | ----------------------- | ------------- |
| 1968 (MS9) | Verde             |                                                                             |                         | Caltex        |
| 1968       | Blu               |                                                                             | Matra, Elf (Matra MS10) |               |
| 1969       | Blu               | Bianco                                                                      | Matra, Dunlop           | Elf           |
| 1970       | Blu               | Verde e bianco (vettura di Pescarolo), bianco e rosso (vettura di Beltoise) | Matra-Simca             | Goodyear, Elf |

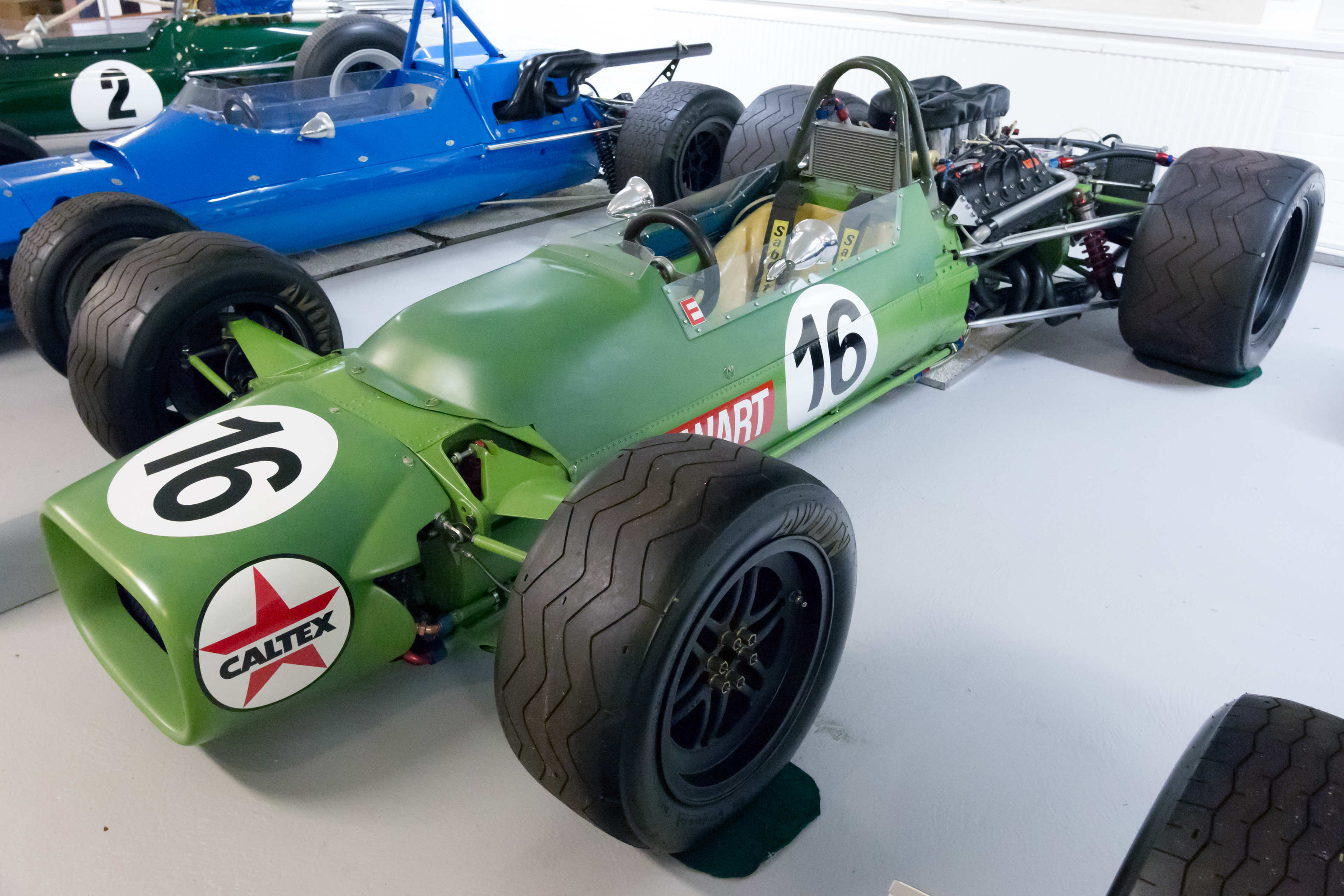
La Matra MS9 guidata da Jackie Stewart in mostra
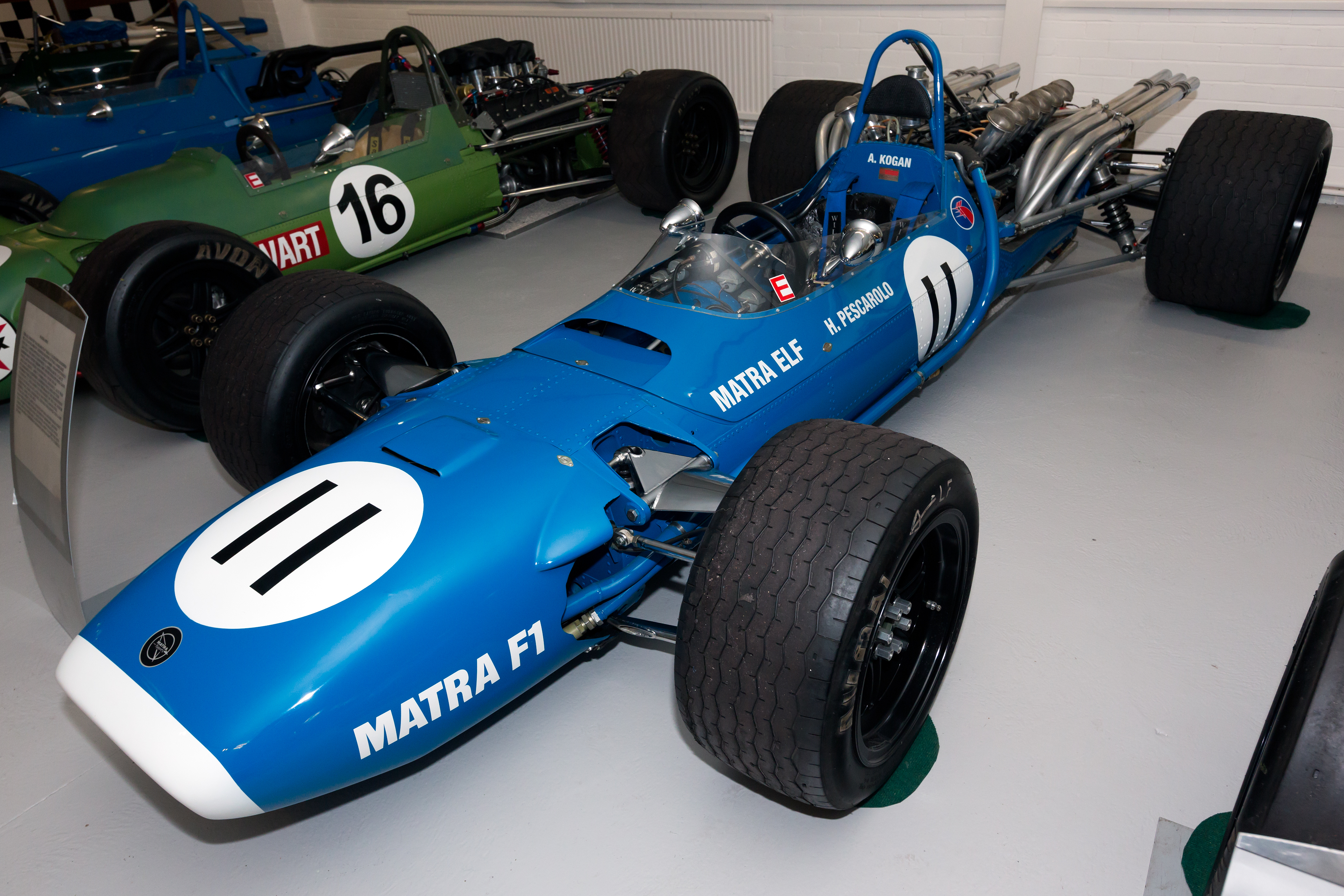
La Matra MS11 guidata da Henri Pescarolo in mostra
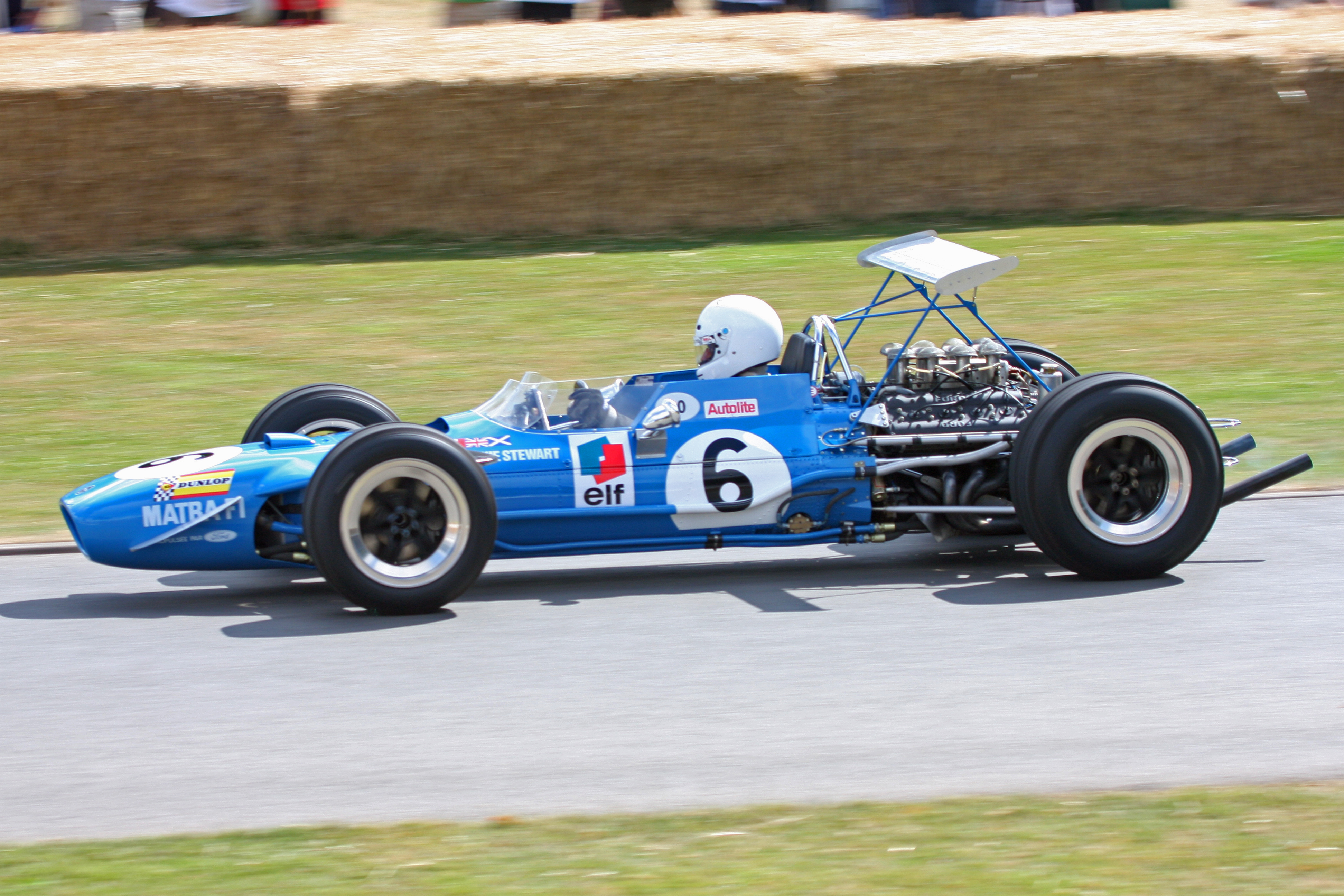
La Matra-Cosworth MS10 del 1968
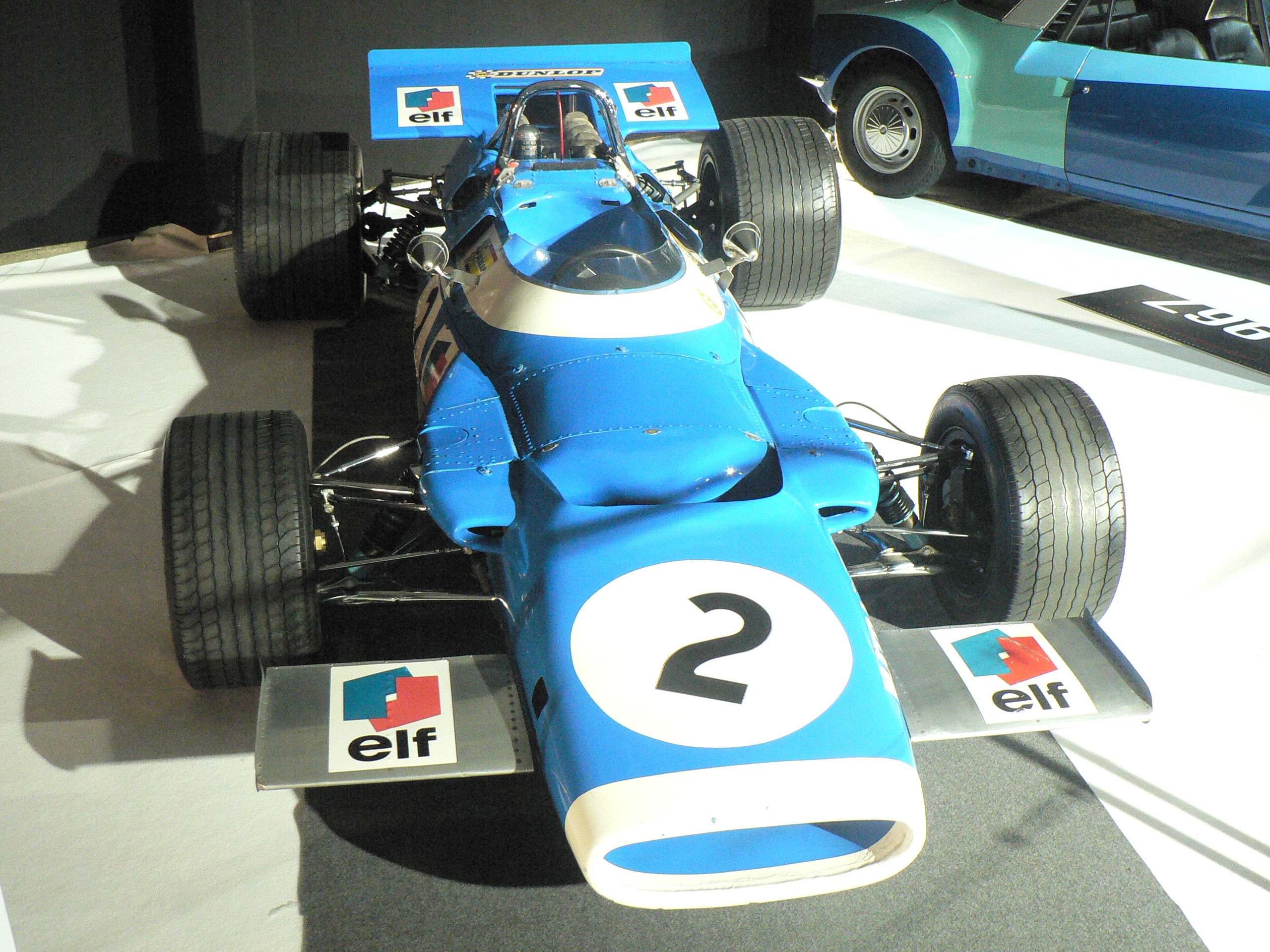
La Matra MS80 della stagione 1969.
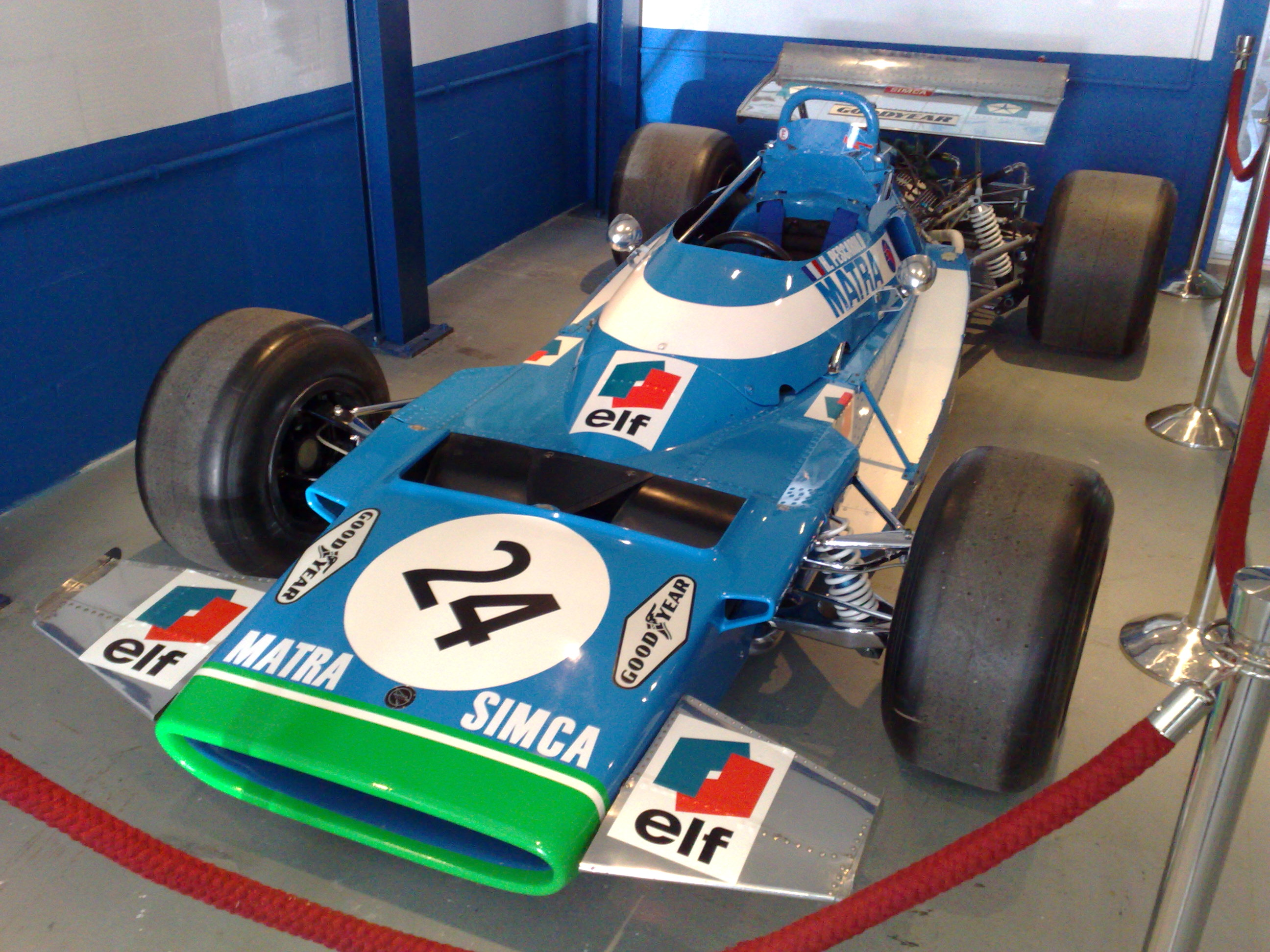
La Matra MS120 di Henri Pescarolo
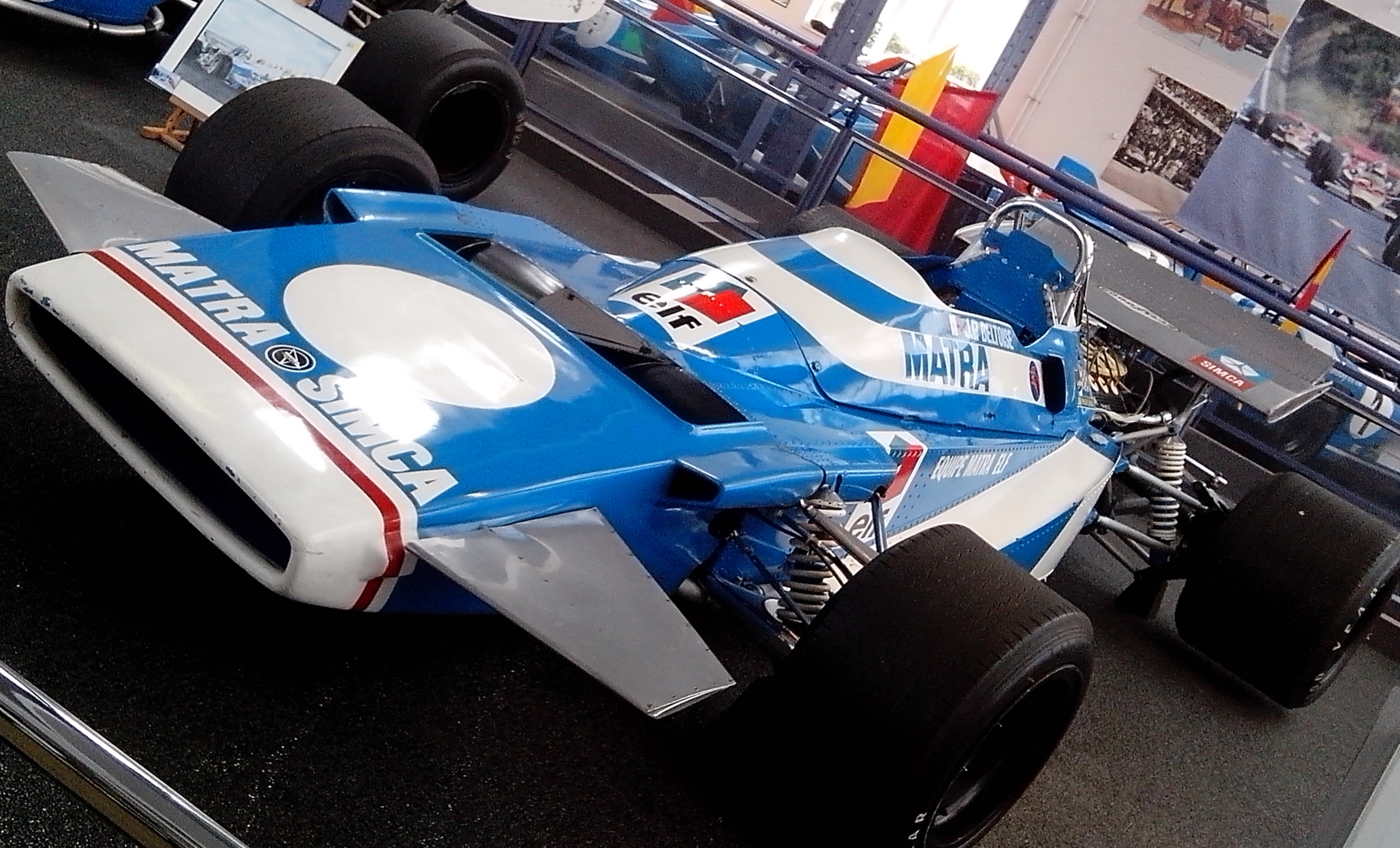
La Matra MS120 di Jean-Pierre Beltoise

## Merzario
| Anno                    | Colore principale | Altri colori | Sponsor principali | Altri sponsor                                                                            |
| ----------------------- | ----------------- | ------------ | ------------------ | ---------------------------------------------------------------------------------------- |
| 1977                    | Rosso             |              |                    | Fina, Goodyear                                                                           |
| 1978 (prima versione)   | Rosso             |              | Marlboro           | Goodyear, Champion                                                                       |
| 1978 (seconda versione) | Rosso             | Nero         | Marlboro           | Goodyear, Gulf, Champion                                                                 |
| 1978 (terza versione)   | Nero              | Verde        | Marlboro, Florbath | Goodyear, Rodacciai, Champion                                                            |
| 1979                    | Giallo            | Nero         | Marlboro, Florbath | RETE, Rodacciai, Goodyear, Champion, Magneti Marelli, La Varesina Sofam Onoranze Funebri |

## Midland
La Midland F1 ha corso in Formula 1 per un solo anno, il 2006. Acquistò la struttura dalla Jordan, ma vendette alla Spyker più avanti nello stesso anno. Fu il primo team a competere con licenza russa. (Dopo la cessione alla Spyker a metà 2006, il team ha cambiato la livrea in arancione e ha rinominato il team in Spyker MF1 Racing. Nel 2007, il team ha preso parte al campionato come Spyker F1.)
| Anno                                | Colore principale | Altri colori  | Sponsor principale | Altri sponsor                                                                      |
| ----------------------------------- | ----------------- | ------------- | ------------------ | ---------------------------------------------------------------------------------- |
| 2006                                | Grigio            | Bianco, rosso | Midland            | Rhino's, Mingya, JVC, Zim, TrekStor, Weigl, MAN, Euro Poker.com, Superfund, Toyota |
| 2006 (dopo la cessione alla Spyker) | Arancione         | Argento       | Spyker, Rhino's    | Mingya, Euro Poker.com, Zim, TrekStor, Weigl, MAN, JVC, Superfund, Toyota          |

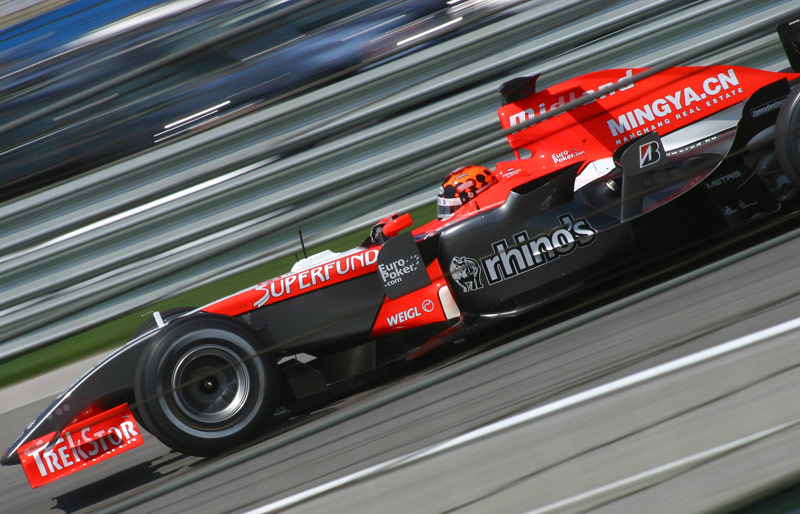
Christijan Albers al Gran Premio degli Stati Uniti 2006.
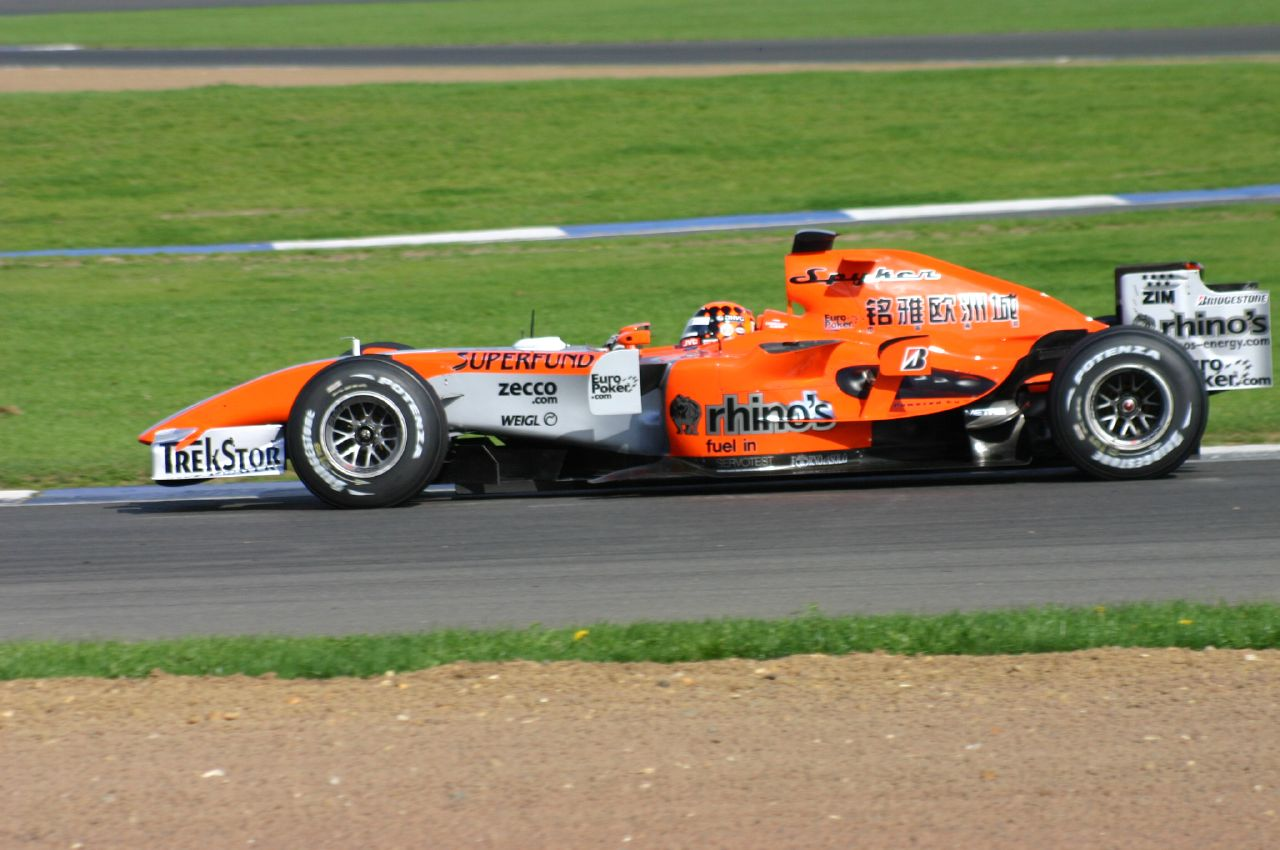
Christijan Albers alla guida di una M16 nella livrea Spyker alla fine del 2006.

## Modena
| Anno | Colore principale | Altri colori | Sponsor principale                             | Altri sponsor                             |
| ---- | ----------------- | ------------ | ---------------------------------------------- | ----------------------------------------- |
| 1991 | Blu               | Nero         | Victors, Grana Padano, LeasePlan, Central Park | Agip, Goodyear, Radar, Lamborghini, Nolan |

## Onyx
| Anno | Colore principale | Altri colori       | Sponsor principale    | Altri sponsor                                                         | Livree senza marche di tabacco               |
| ---- | ----------------- | ------------------ | --------------------- | --------------------------------------------------------------------- | -------------------------------------------- |
| 1989 | Blu               | Bianco, rosa       | Moneytron             | Marlboro, P'tit Lou, Autokrant, CAPA, Goodyear, Nokia Data, Neste Oil | "Marlboro" rimpiazzato da un codice a barre  |
| 1990 | Blu               | Bianco, verde/rosa | Monteverdi Automuseum | Marlboro, Goodyear                                                    | "Marlboro" rimpiazzato con un codice a barre |

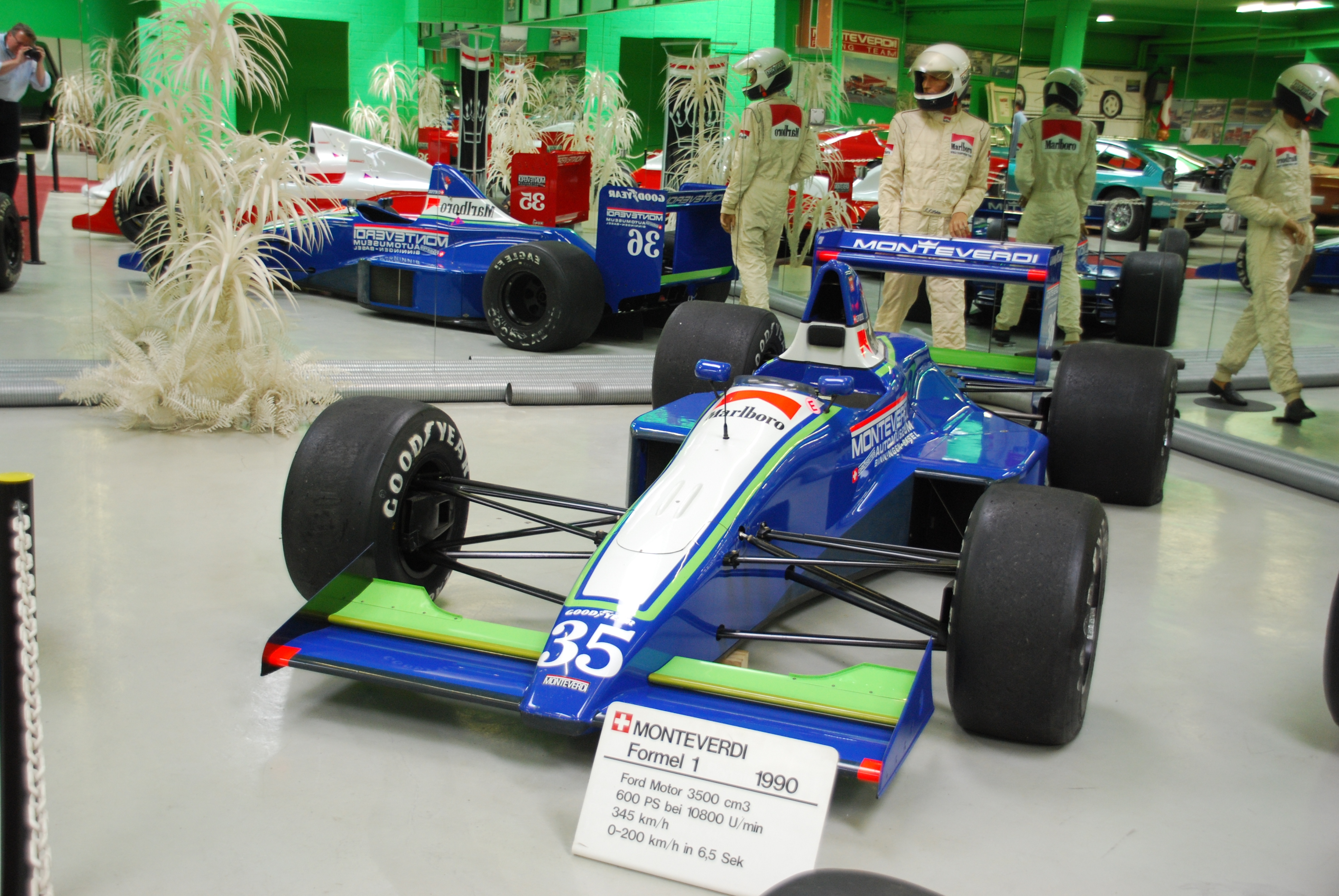
La Onyx ORE-1B della stagione 1990

## Pacific
| Anno | Colore principale | Altri colori                       | Sponsor principale                         | Altri sponsor | Livree senza marchi di tabacco/alcool |
| ---- | ----------------- | ---------------------------------- | ------------------------------------------ | --- | ------------------------------------- |
| 1994 | Argento           | Blu, rosa                          | Igol Lubrifiants, Ursus                    | Elf Aquitaine, systran, Goodyear | Rimosso il logo Ursus                 |
| 1995 | Blu               | Azzurro, verde scuro, giallo, nero | Ursus, Synthèse Universelle, Franck Muller | Elf Aquitaine, ITS Ceramiche, RDA management consultants, Air Sicilia, Interflora, Igol Lubrifiants, Ford, brummel, Catamaran Watches, Marie Formigari, Ito En Seleb, Quest, Euromik, Godard, Hewlett Packard, Antera | Rimosso il logo Ursus                 |

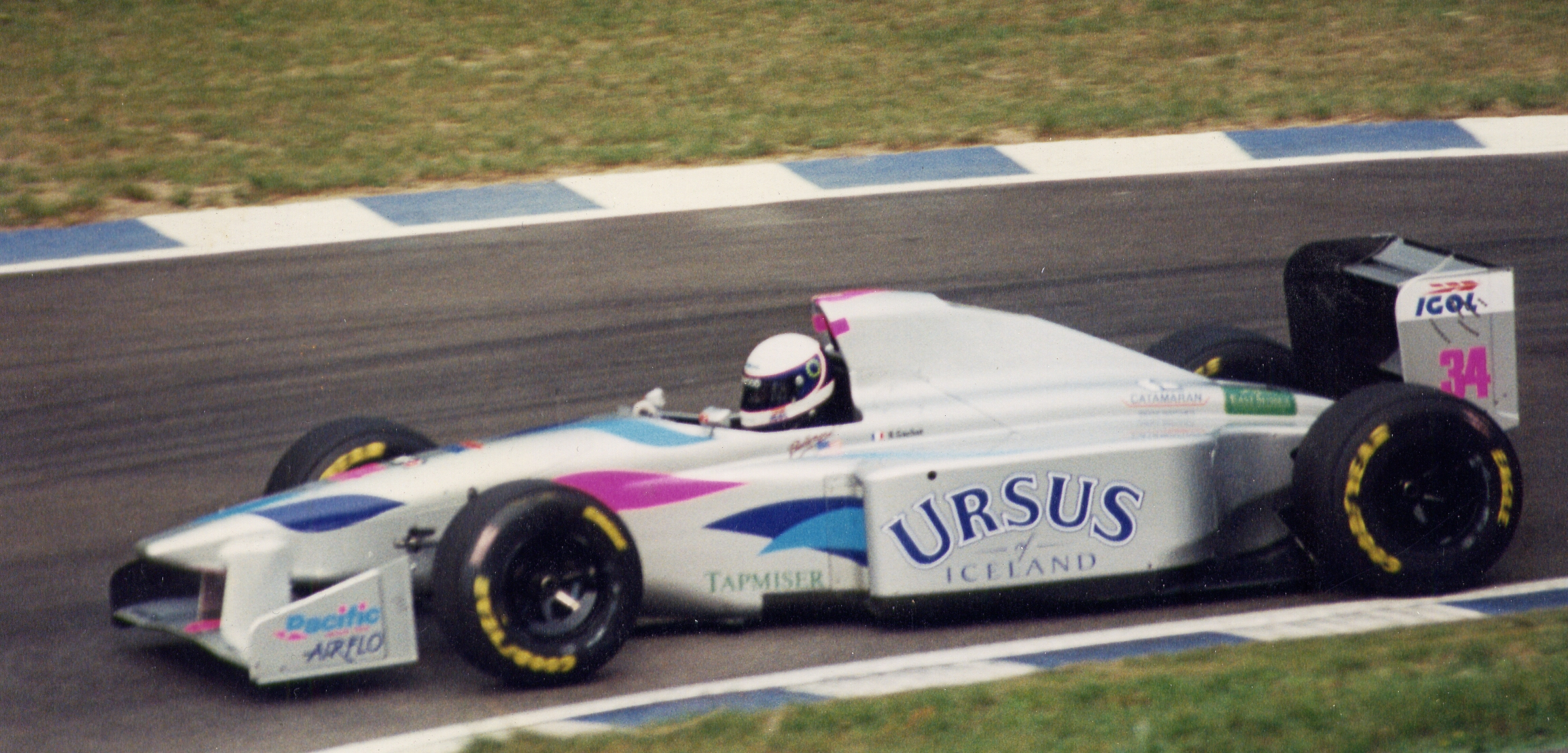
Bertrand Gachot sulla sua Pacific in 1994
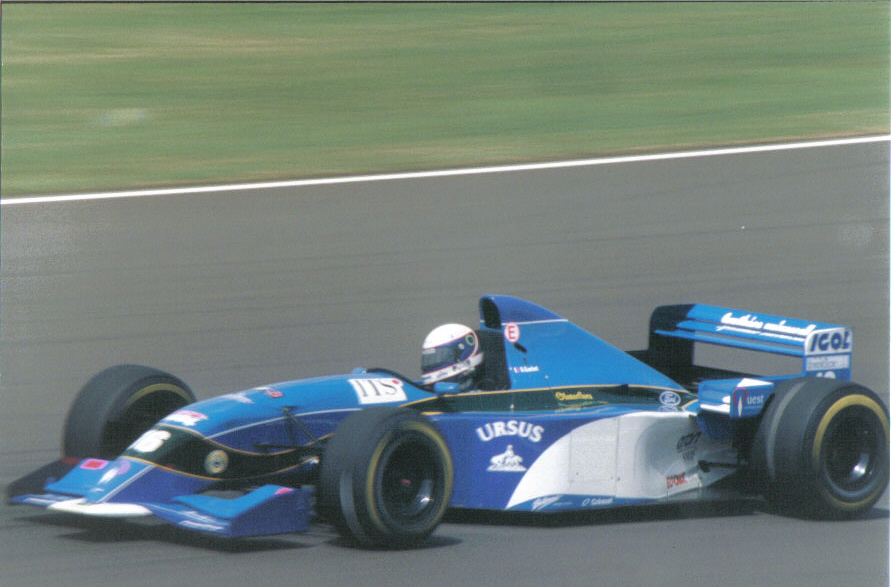
Bertrand Gachot sulla Pacific al Gran Premio di Gran Bretagna 1995
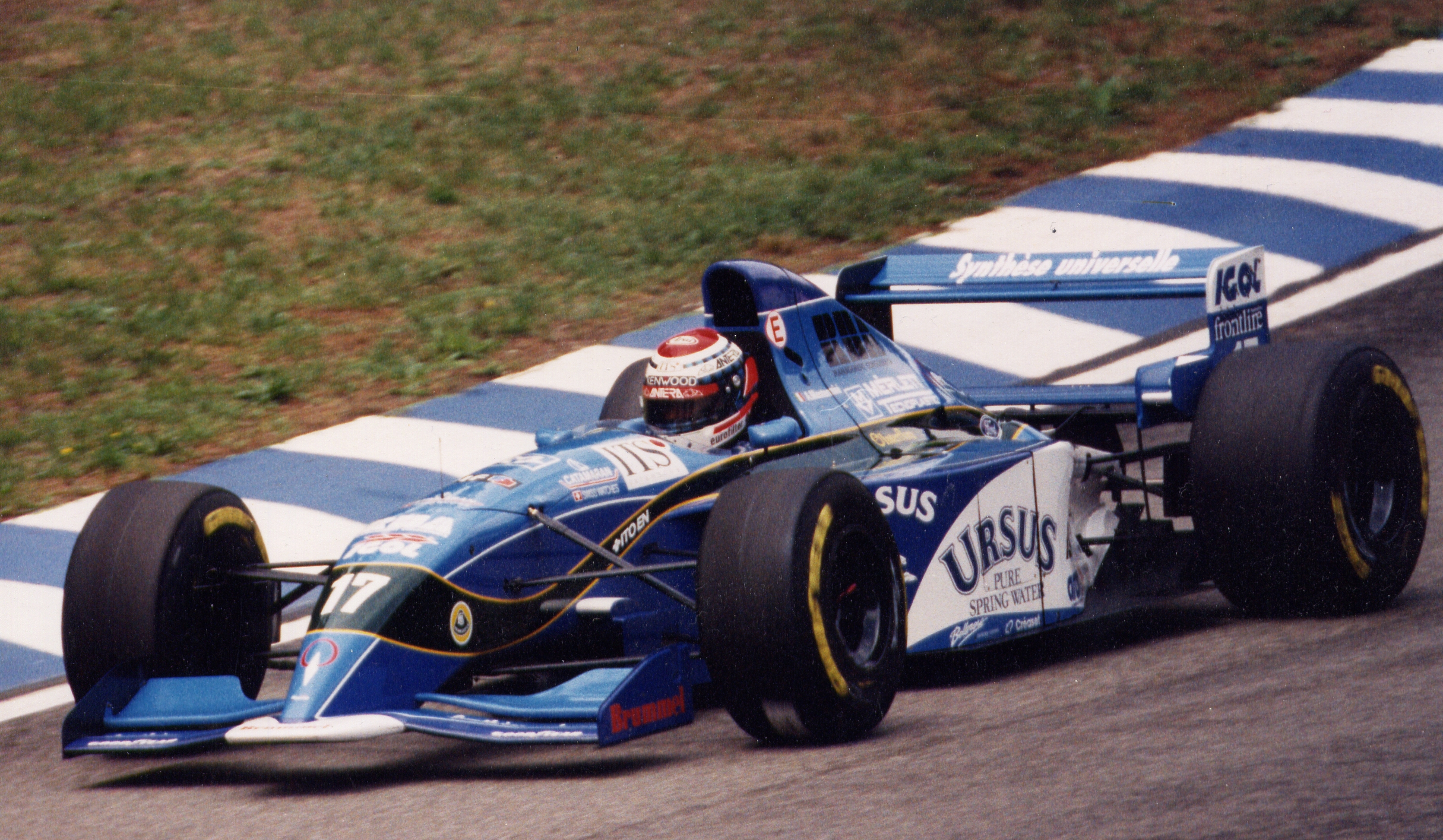
Andrea Montermini al Gran Premio di Germania 1995
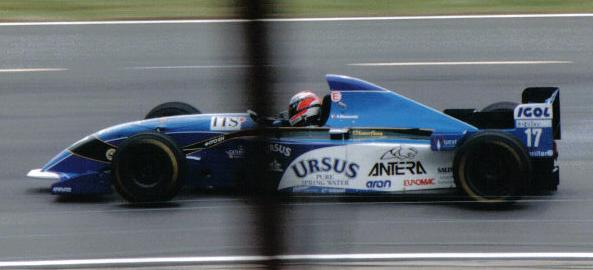
Andrea Montermini al Gran Premio di Gran Bretagna 1995

## Penske
La Penske ha partecipato al Campionato mondiale di Formula 1 dal 1974 al 1976 e ha mantenuto la stessa livrea e sponsor durante i tre anni.
| Anno      | Colore principale | Altri colori | Sponsor principale                   | Altri sponsor                    | Note                                                              |
| --------- | ----------------- | ------------ | ------------------------------------ | -------------------------------- | ----------------------------------------------------------------- |
| 1974–1977 | Bianco            | Rosso, blu   | First National City Travelers Checks | Goodyear, Sunoco, Norton, Spirit | Una bandiera statunitense come omaggio alla nazionalità del team. |

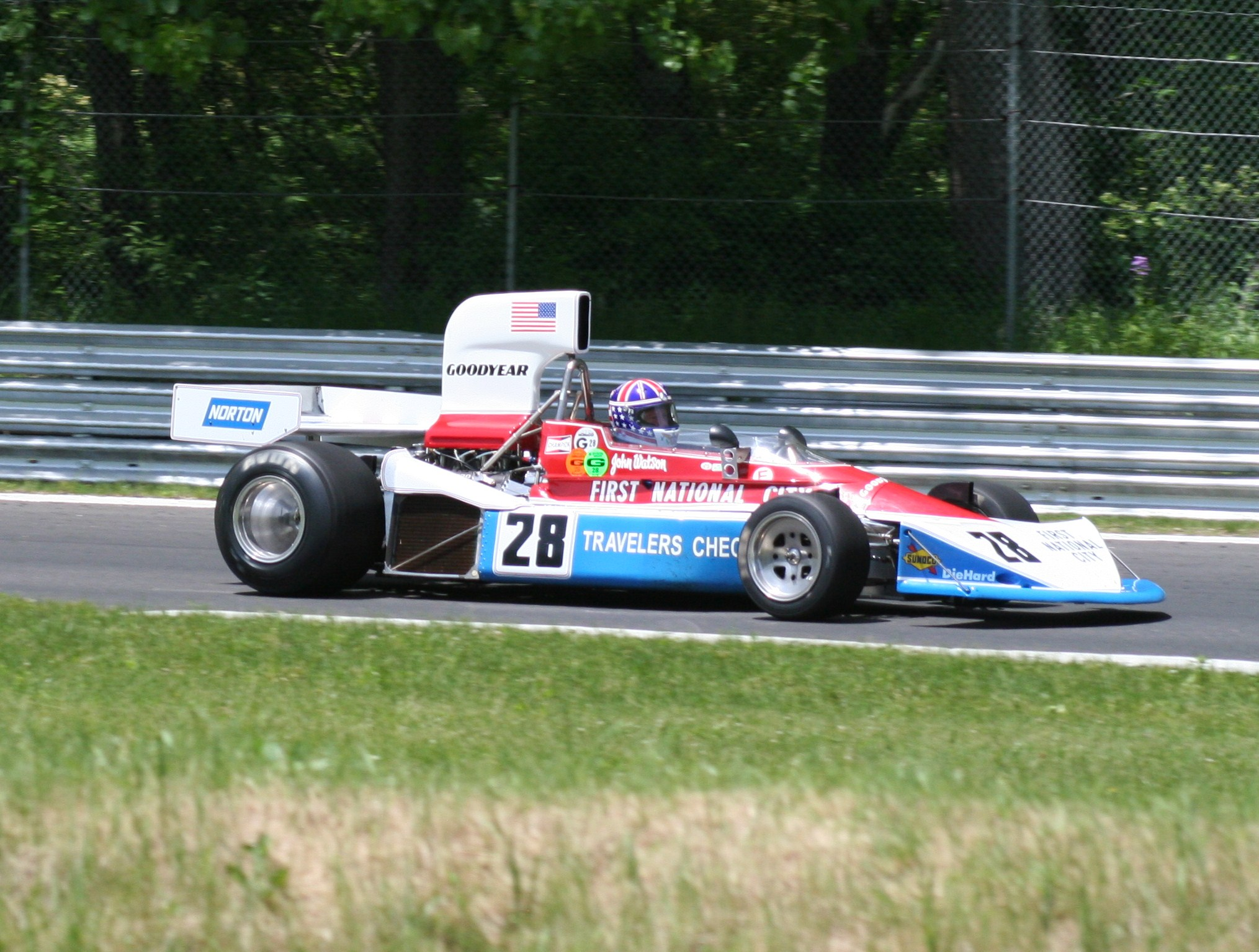
Una Penske PC3 ex-John Watson utilizzata in un Gran Premio storico a Lime Rock Park nel maggio 2009.

## Rial
| Anno | Colore principale | Altri colori          | Sponsor principale        | Altri sponsor                          |
| ---- | ----------------- | --------------------- | ------------------------- | -------------------------------------- |
| 1988 | Blu               | Nero, bianco          | Rial Wheels, Bobson Jeans | Marlboro, STP, Alpine, Tamoil          |
| 1989 | Blu               | Azzurro, nero, bianco | Rial Wheels               | Marlboro, STP, Behr, Einbach, Goodyear |

## Simtek
| Anno      | Colore principale | Altri colori     | Sponsor principale                                                 | Altri sponsor | Notes                                                                                                 |
| --------- | ----------------- | ---------------- | ------------------------------------------------------------------ | --- | --- |
| 1994–1995 | Viola             | Rosso, nero, blu | MTV Europe, Barbara MC (dopo la morte di Roland Ratzenberger), XTC | Russell Athletic, Ford, Würth, Goodyear, Vernilux, Korean Air, Fogo de Chao (in some GPs), COX Sport Shoes, Paul Mitchell, Men's Tenoras, Marutama Foods, Time-Sert, Ford | Dopo la morte di Roland Ratzenberger, venne esposta una bandiera austriaca e la scritta "for Roland". |

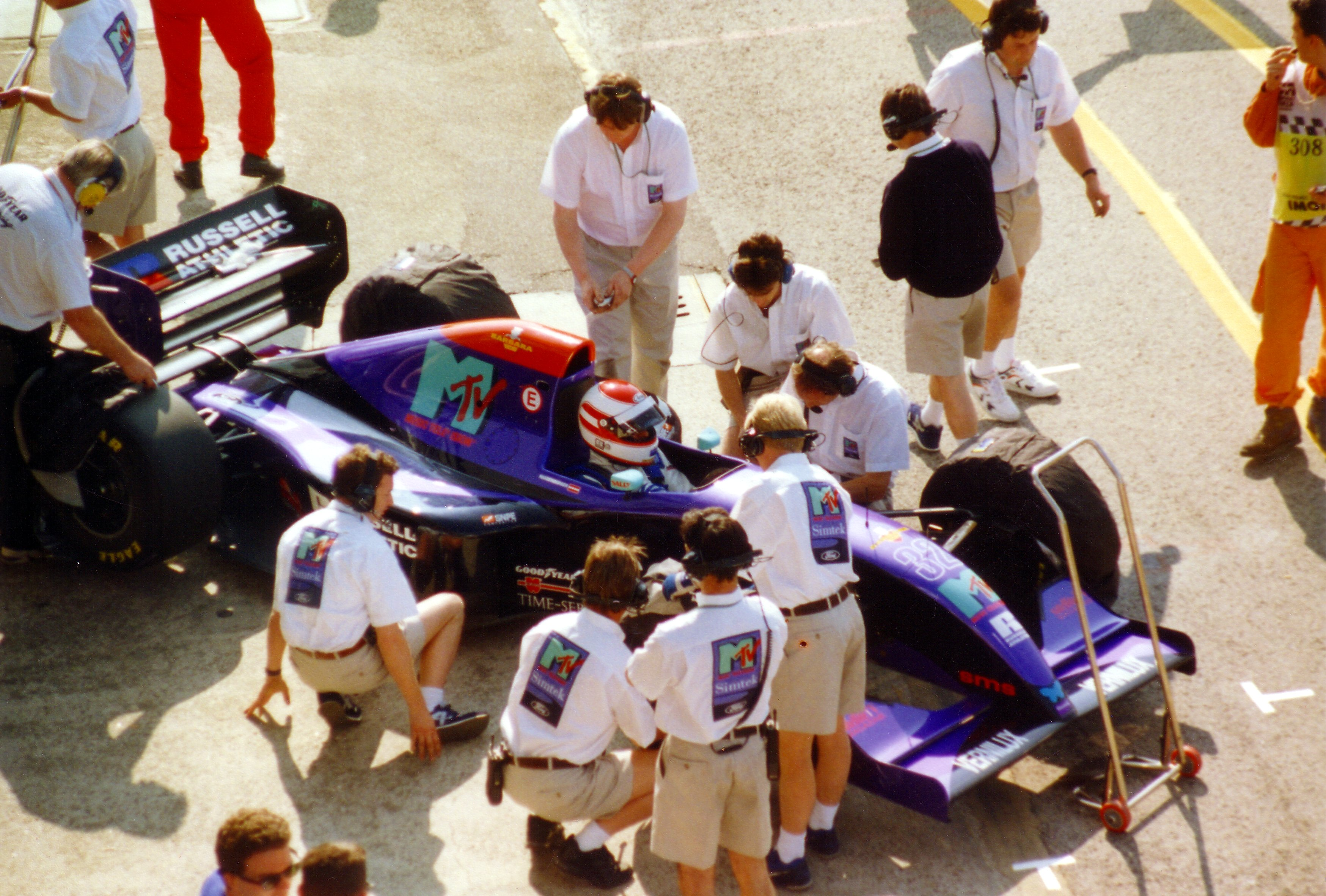
La Simtek di Roland Ratzenberger al Gran Premio di San Marino 1994.
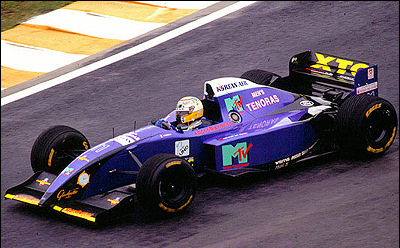
Nel 1995, la Simtek ottenne il supporto di Energy Drink XTC e Men's Tenoras, un brand giapponese già sponsor si Hideki Noda sponsor in F3000. Qui Domenico Schiattarella sulla sua S951 nel 1995.

## Spirit
| Anno                   | Colore principale | Altri colori        | Sponsor principale                      | Altri sponsor                               |
| ---------------------- | ----------------- | ------------------- | --------------------------------------- | ------------------------------------------- |
| 1983 (livrea iniziale) | Bianco            | Rosso, blu, nero    | Honda                                   | Marlboro, NGK, Newsweek, Shell, +1          |
| 1983 (livrea finale)   | Blu               | Rosso, bianco, nero | Honda, Virginiana, Kelemata             | Marlboro, NGK, Newsweek, Shell, +1, SYDEXPO |
| 1984 (livrea iniziale) | Bianco            | Nero                | Sport Goofy, Panasonic, Momo, Majestic  | STP, Bburago, Topolino, Pirelli             |
| 1984 (livrea finale)   | Rosso             | Nero, bianco        | Sport Goofy, Panasonic, Momo, Marlboro, | STP, Bburago, Pirelli                       |
| 1985 (livrea iniziale) | Bianco            | Nero                | Elledi Wafers, Australian               | Coopbox, Pirelli, Honda                     |
| 1985 (livrea finale)   | Blu               | Rosso, blu, bianco  | Australian, Elledi Wafers               | Rombo, Pirelli, Coopbox, Nikon, Honda       |

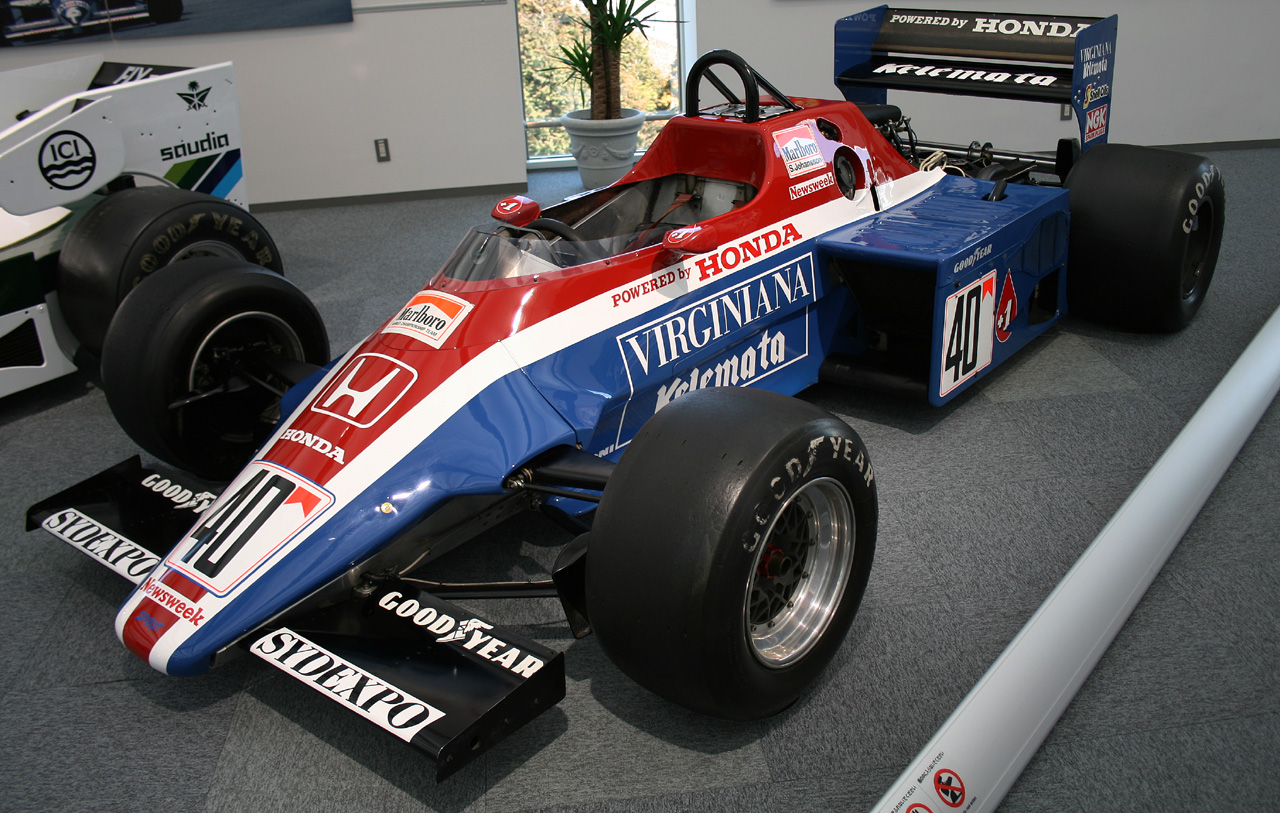
La prima Spirit, la 201C
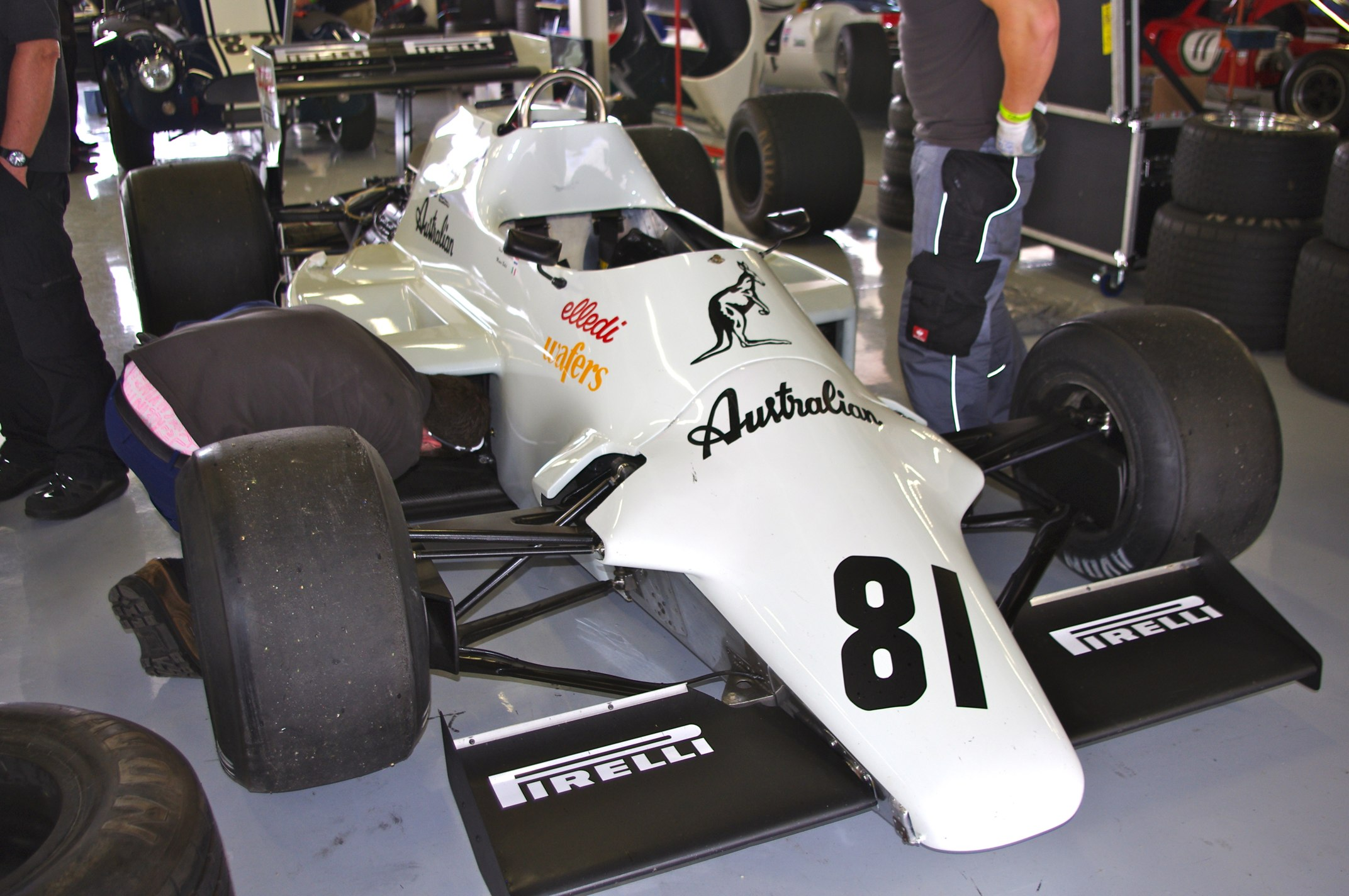
La Spirit 101 della stagione 1984 a Silverstone

## Spyker
La Spyker ha partecipato a una sola stagione di Formula 1. Il colore principale della vettura non era quello degli sponsor, ma era l'arancione, colore nazionale dei Paesi Bassi nelle competizioni motoristiche.
| Anno | Colore principale | Altri colori | Sponsor principale      | Altri sponsor                             |
| ---- | ----------------- | ------------ | ----------------------- | ----------------------------------------- |
| 2007 | Arancione         | Nero         | Etihad, Aldar Abu Dhabi | Superfund, Medion, Rhino's, MAN, McGregor |

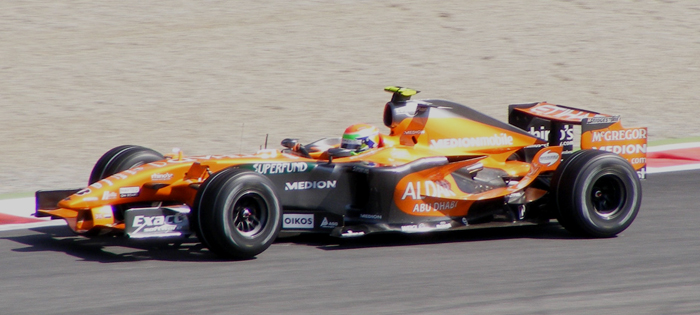
Sakon Yamamoto alla guida della Spyker F8-VII a Monza nel 2007

## Stewart
Stewart ha partecipato a 3 stagioni di Formula 1 prima di essere comprata dal suo fornitore di motori, Ford, e essere rinominata Jaguar, ma riuscì a vincere nel 1999. La Stewart aveva una tartan sulla livrea, a rappresentare la nazionalità del team.
| Anno             | Colore principale | Altri colori | Sponsor principale | Altri sponsor                                           |
| ---------------- | ----------------- | ------------ | ------------------ | ------------------------------------------------------- |
| 1997 fino a 1999 | Bianco            | Blu          | Ford, HSBC (1999)  | Texaco, Lear, Visit Malaysia, MCI WorldCom, HP, Visteon |

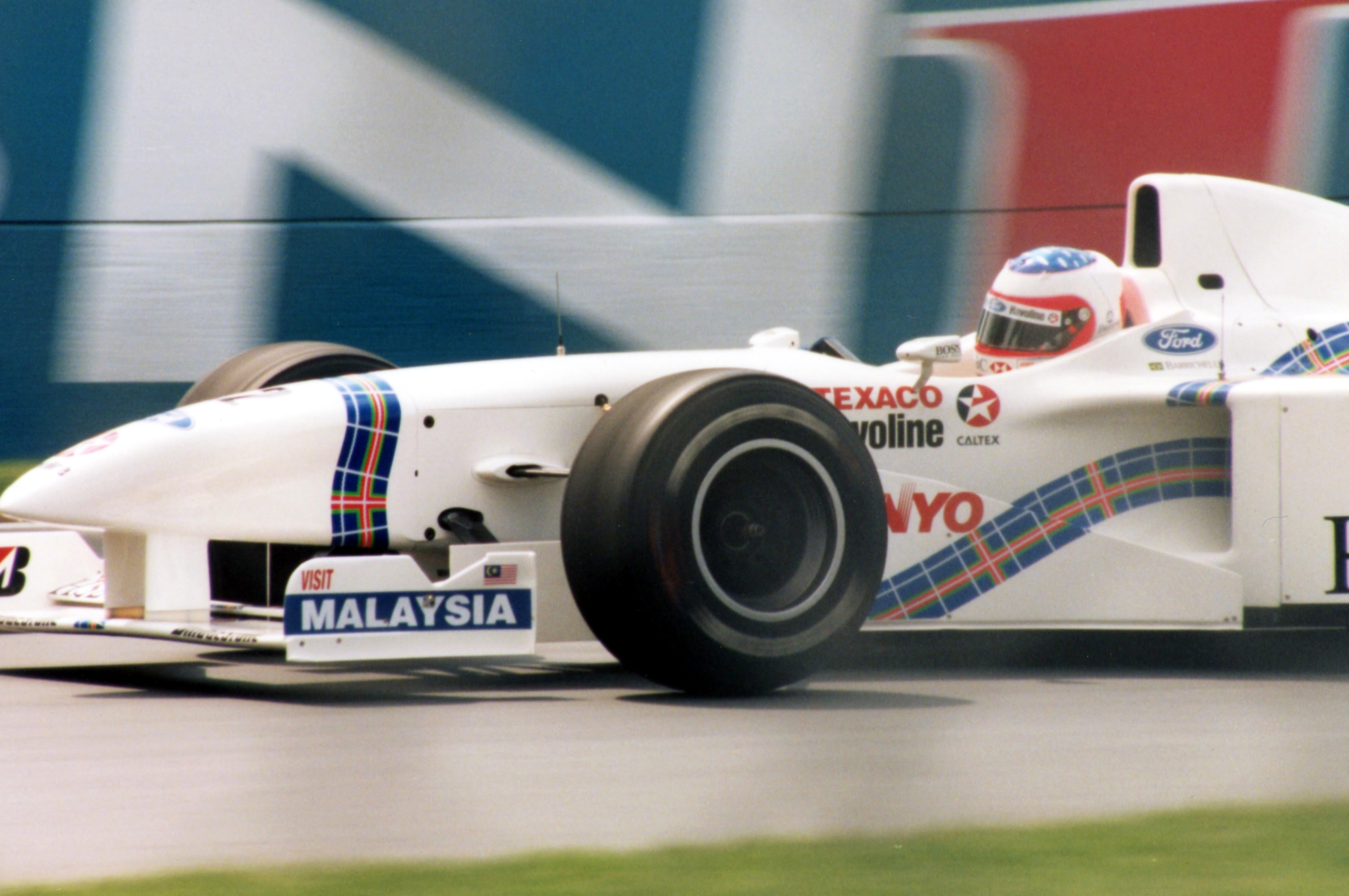
Rubens Barrichello alla guida della Stewart SF-2 al Gran Premio del Canada 1998
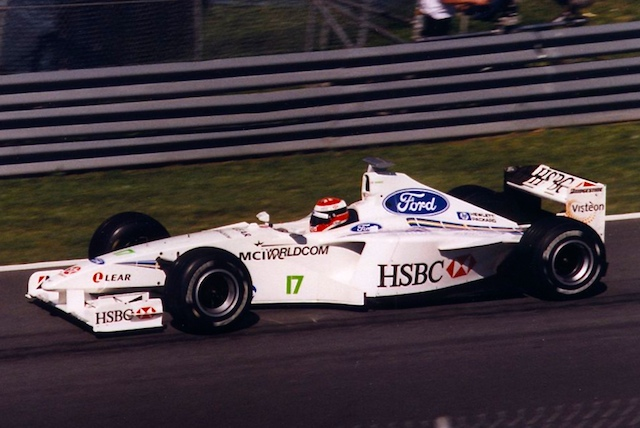
Johnny Herbert sulla Stewart a Montréal nel 1999

## Tecno
| Anno      | Colore principale | Altri colori | Sponsor principale | Altri sponsor      |
| --------- | ----------------- | ------------ | ------------------ | ------------------ |
| 1972–1973 | Rosso             | Blu          | Martini            | Castrol, Firestone |

## Theodore Racing
| Anno | Colore principale | Altri colori | Sponsor principale                                      | Altri sponsor                                             |
| ---- | ----------------- | ------------ | ------------------------------------------------------- | --------------------------------------------------------- |
| 1977 | Bianco            | Rosso        | Theodore Racing                                         | Elf Aquitaine, Goodyear                                   |
| 1978 | Bianco            | Rosso        | Kecn Kemden & Blusen                                    | Theodore Racing, Air Press, Hi-iinc                       |
| 1981 | Bianco            | Rosso        | Euro Hi-Fi Video / Cognac Courvoisier / Hi-iinc / Rombo | Theodore Racing,                                          |
| 1982 | Bianco            | Rosso        | Allwave, Interstate Auto Design                         | Theodore Racing, Hawa Air Antwerpen, Lindemann, Valvoline |
| 1983 | Blu Navy          | Bianco       | Segafredo, Sanyo                                        | Pikenz, Conte of Florence, Champion, Valvoline            |

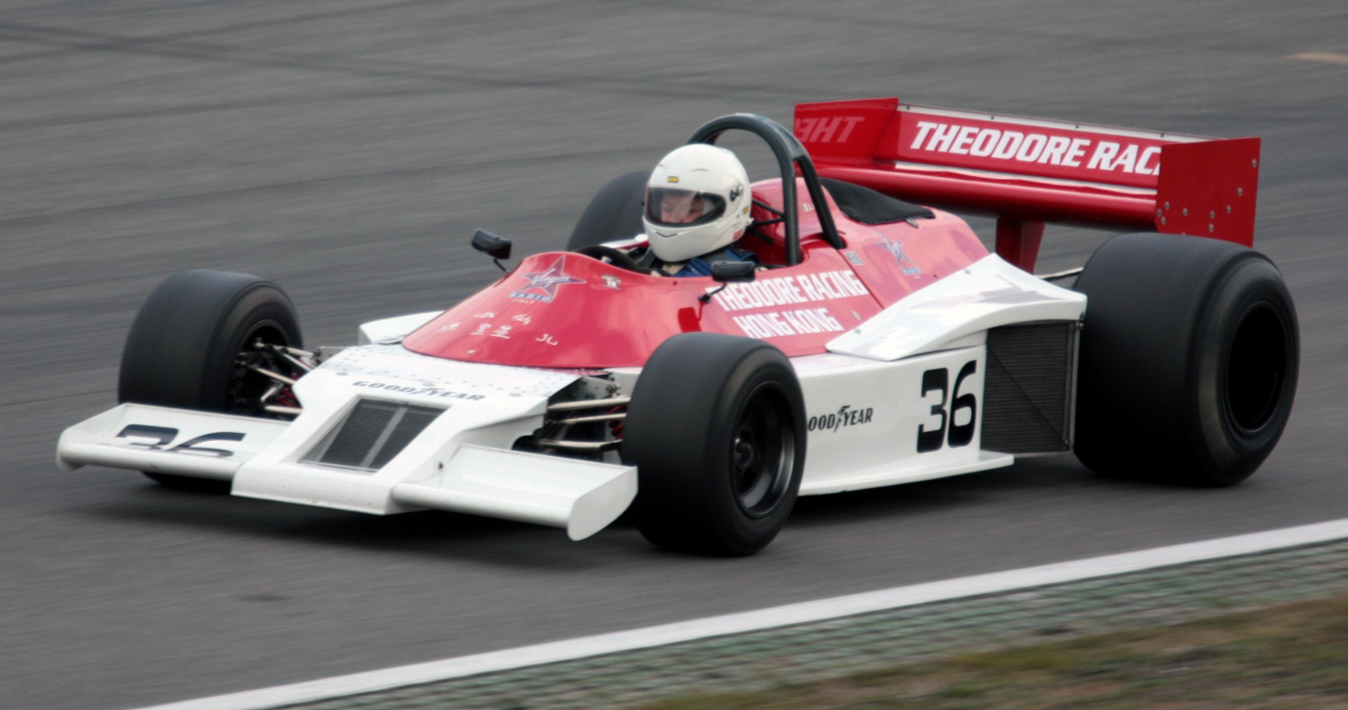
Theodore TR1 del 1978, alla Hockenheim Historic Race del 2011

## Trojan
| Anno | Colore principale | Altri colori | Sponsor principale  | Altri sponsor       |
| ---- | ----------------- | ------------ | ------------------- | ------------------- |
| 1974 | Bianco            | Rosso        | Homelite, Suzuki GB | Champion, Firestone |

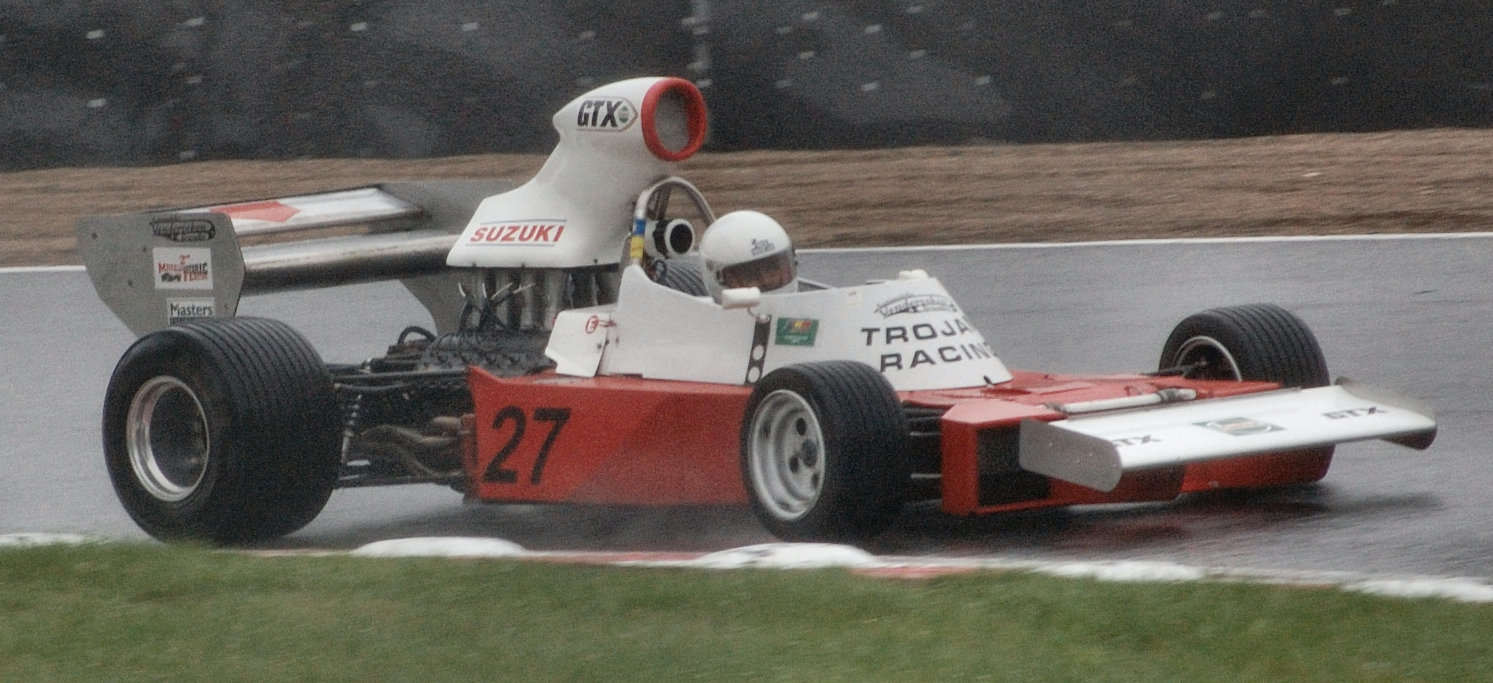
Tim Schenken alla guida della sua Trojan 103 a Brands Hatch

## Wolf
| Anno      | Colore principale | Altri colori | Sponsor principale          | Altri sponsor     | Note                                                      |
| --------- | ----------------- | ------------ | --------------------------- | ----------------- | --------------------------------------------------------- |
| 1977–1978 | Nero              | Oro          | Walter Wolf Racing          | Castrol, Champion | Bandiera canadese rappresentante la nazionalità del team. |
| 1979      | Nero              | Oro          | Walter Wolf Racing, Olympus | Castrol, Champion | Bandiera canadese rappresentante la nazionalità del team. |

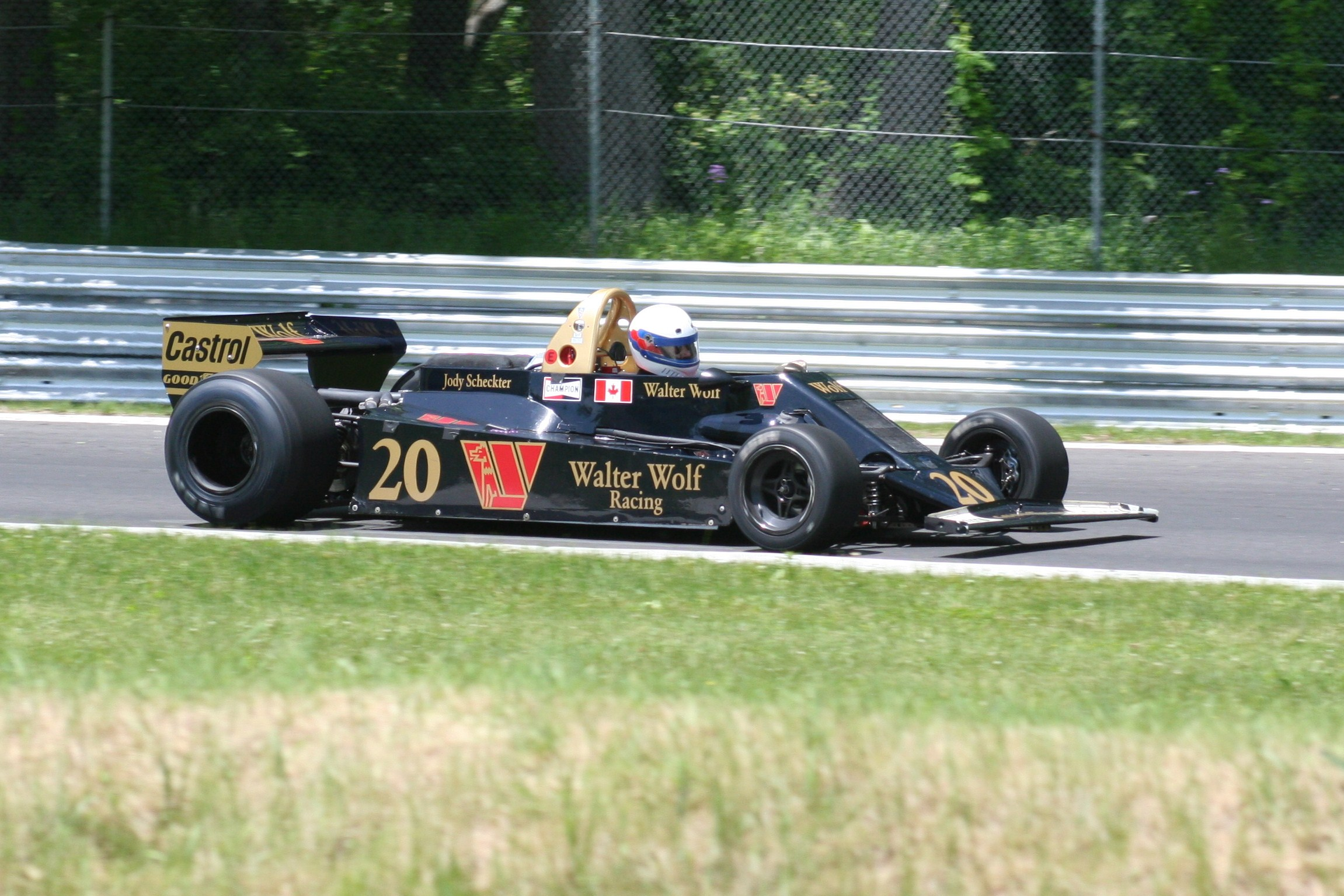
La Wolf WR6 testata a Lime Rock
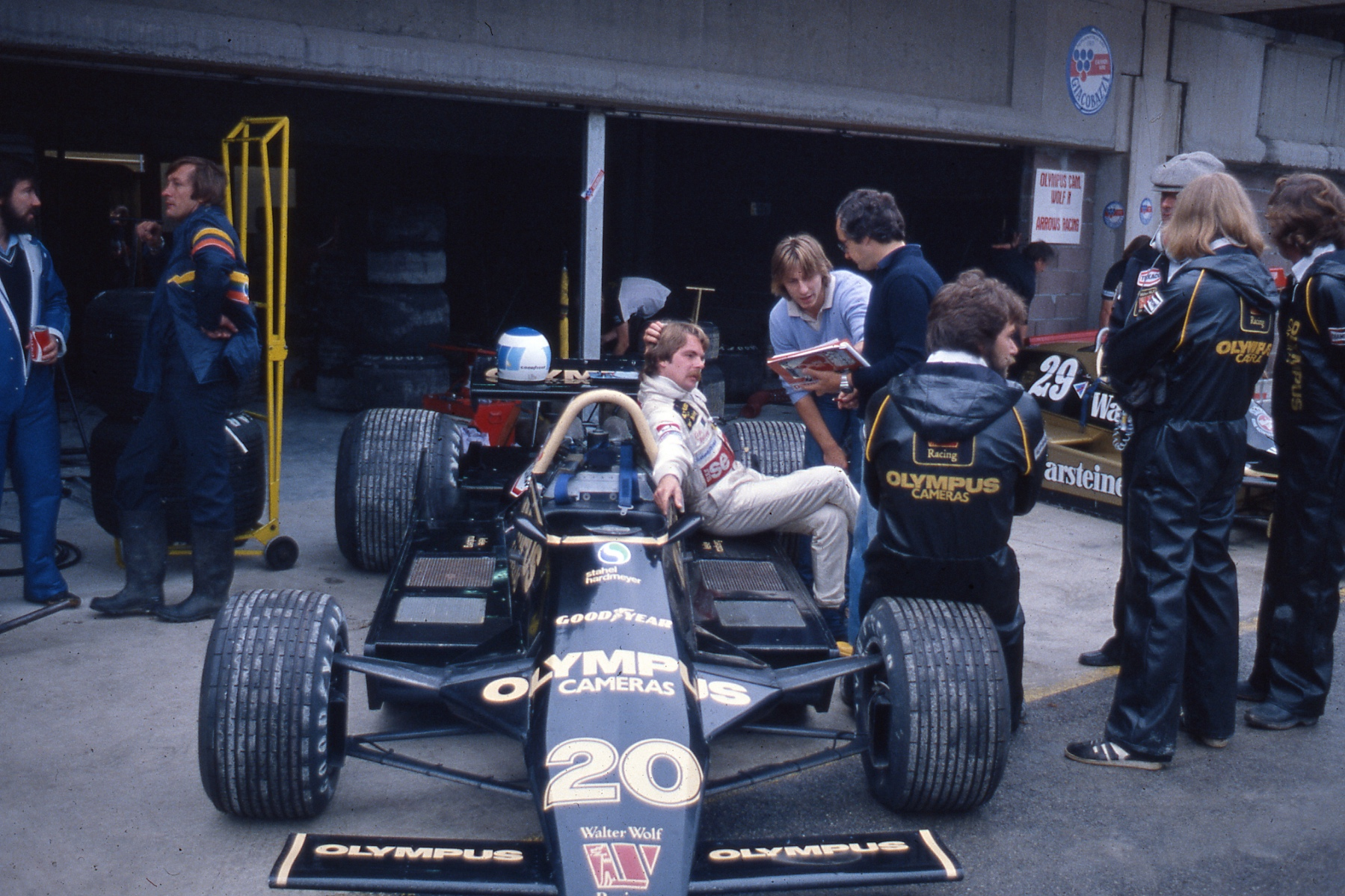
Keke Rosberg nella sua Wolf al Gran Premio Dino Ferrari

## Zakspeed
| Anno      | Colore principale | Altri colori | Sponsor principale | Altri sponsor | Livree modificate senza marchi di alcool/tabacco     |
| --------- | ----------------- | ------------ | ------------------ | --- | ---------------------------------------------------- |
| 1985–1989 | Rosso             | Bianco       | West               | Shell (1985–1986), Goodyear (1985–1988), Pirelli (1989), Koni, Carlo Colusci, Fondmetal, Jever (1987), Geo Corporation (1989), Castrol (1987–1989), Yamaha (1989), BBS, Toshiba (1989), Sonax, KKK Turbos, Bosch | "West" coperto da bande nere o sostituito con "East" |

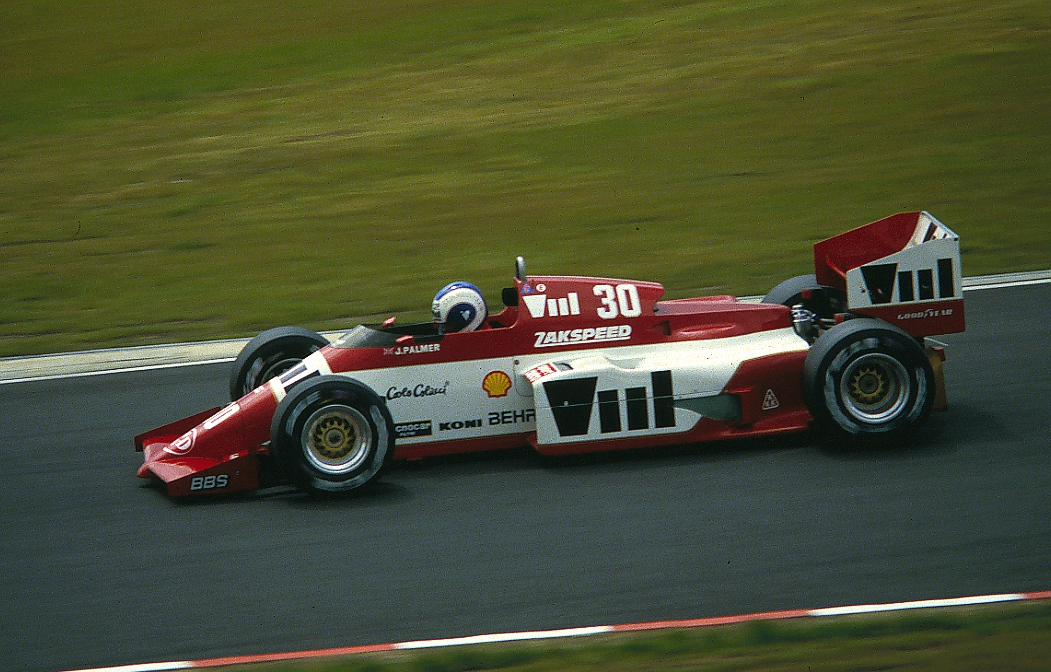
Jonathan Palmer sulla Zakspeed nel 1985
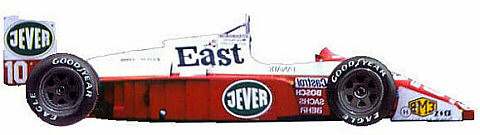
Una Zakspeed 871 del 1987
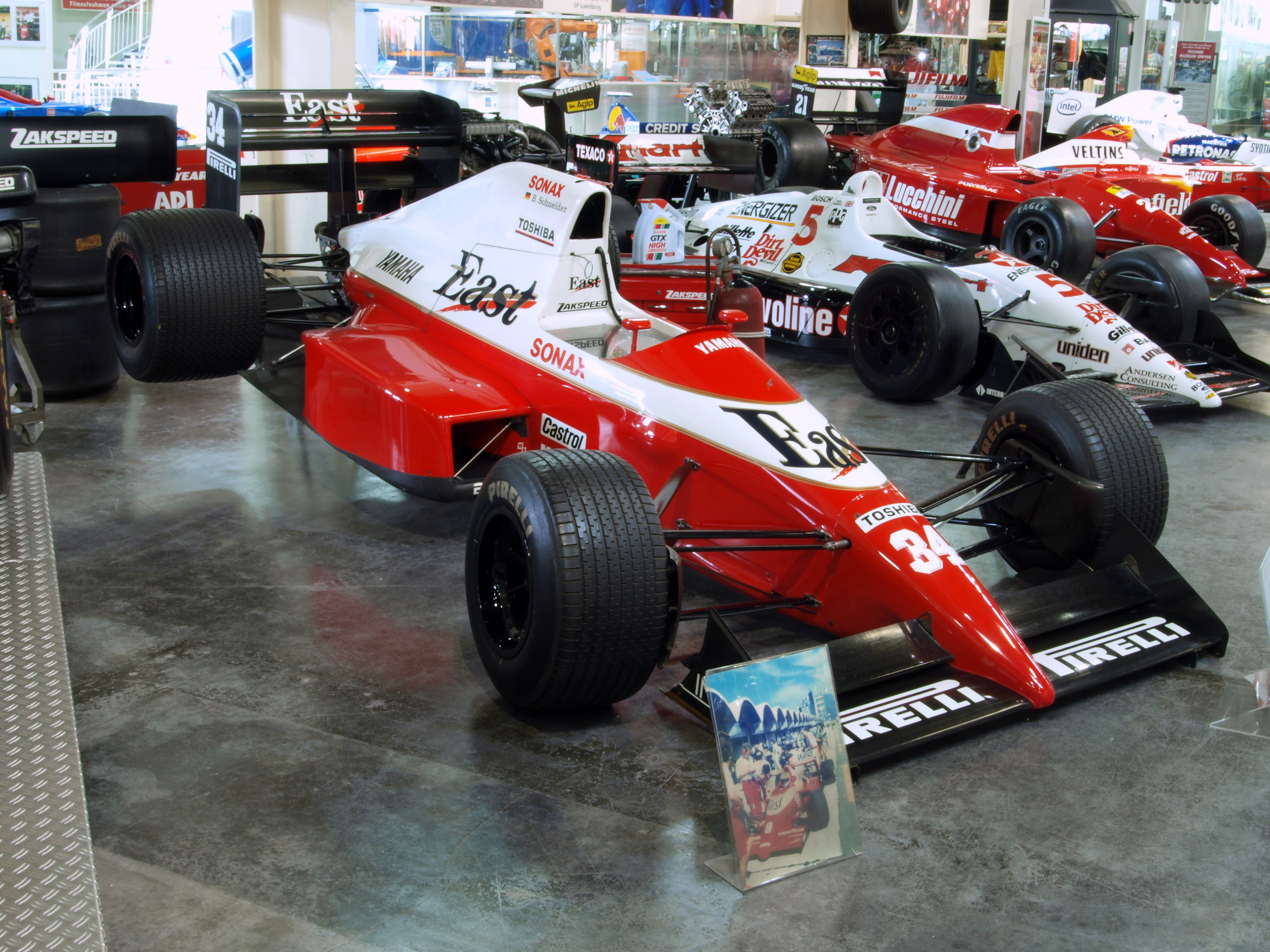
Una Zakspeed 891 del 1989